# Liste der Biografien/Kam
Liste der Biografien |
Portal Biografien |
Personensuche
# |
A |
B |
C |
D |
E |
F |
G |
H |
I |
J |
K |
L |
M |
N |
O |
P |
Q |
R |
S |
T |
U |
V |
W |
X |
Y |
Z |
?
 
Ka |
Kb |
Kc |
Kd |
Ke |
Kf |
Kg |
Kh |
Ki |
Kj |
Kl |
Km |
Kn |
Ko |
Kp |
Kr |
Ks |
Kt |
Ku |
Kv |
Kw |
Ky |
Kx |
Kz
 
Kaa–Kag |
Kah |
Kai |
Kaj |
Kak |
Kal |
Kam |
Kan |
Kao |
Kap |
Kar |
Kas |
Kat |
Kau |
Kav |
Kaw |
Kay |
Kaz
Die Liste der Biografien führt alle Personen auf, die in der deutschsprachigen Wikipedia einen Artikel haben. Dieses ist eine Teilliste mit 1131 Einträgen von Personen, deren Namen mit den Buchstaben „Kam“ beginnt.

## Kam
- Kam, Anat (* 1987), israelische Journalistin
- Kam, Dylann (* 2004), burkinischer Fußballspieler
- Kam, Gerard Marius (1836–1922), niederländischer Unternehmer, Kommunalpolitiker, Sammler und Museumsgründer
- Kam, Jan van de (* 1938), niederländischer Fotograf und Naturkundler
- Kam, Peter (* 1961), chinesischer Komponist
- Kam, Sharon (* 1971), deutsch-israelische Klarinettistin
- Kam, Sören (1921–2015), dänischer Freiwilliger in der Waffen-SS und Mörder

### Kama
- Kama, altägyptische Königin
- Kama, Kaido (* 1957), estnischer Politiker
- Kamaa, Mohamed el, libyscher Radrennfahrer
- Kamachi, Takeo (1936–2014), japanischer Sportschütze
- Kamacı, Cemal (* 1943), türkischer Boxer
- Kamada, Daichi (* 1996), japanischer FußballspielerDaichi Kamada (* 1996)

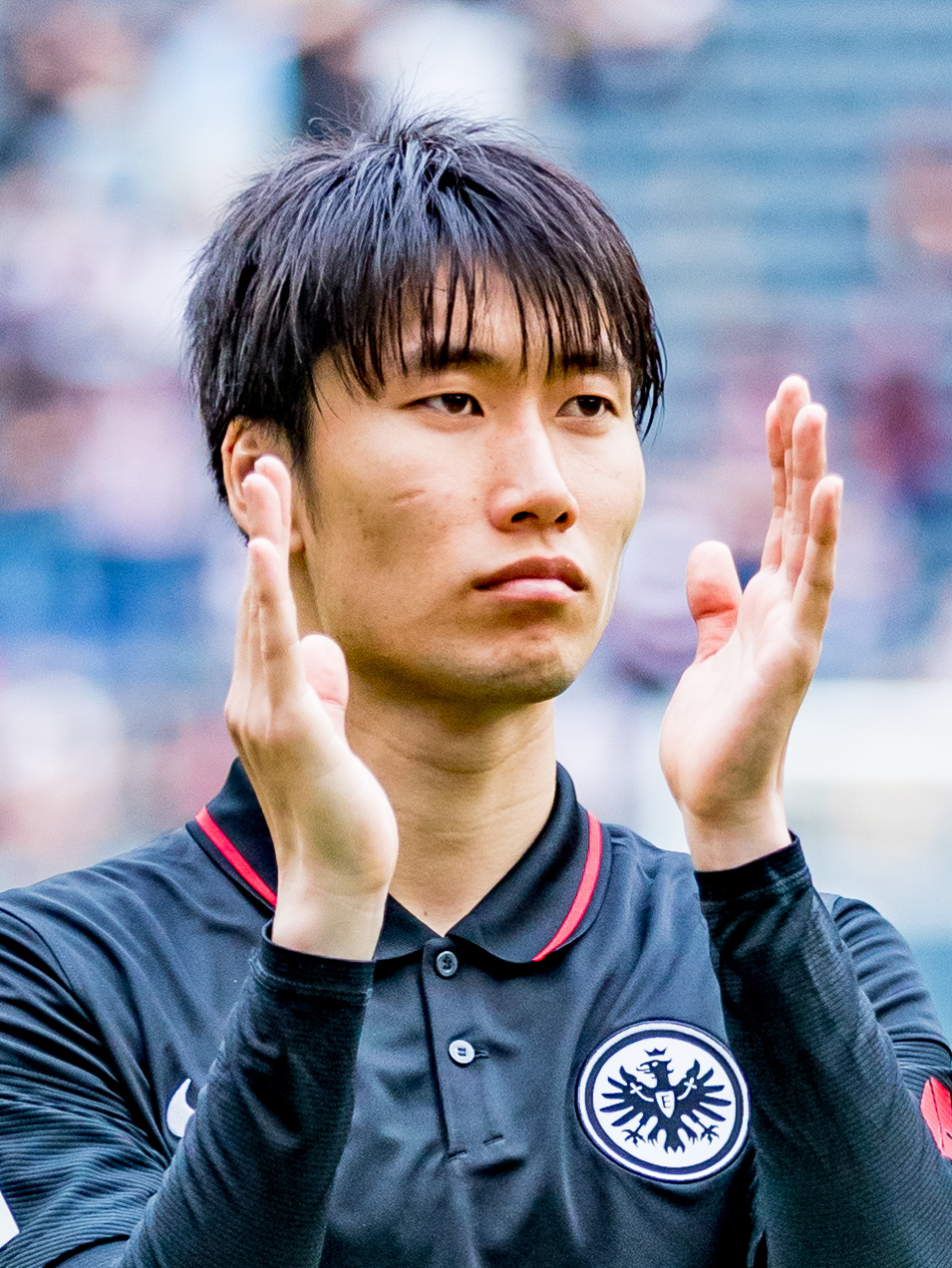
Daichi Kamada (* 1996)

- Kamada, Hiromu (* 2001), japanischer Fußballspieler
- Kamada, Ryūō (1754–1821), japanischer Philosoph
- Kamada, Shōhei (* 1980), japanischer Fußballspieler
- Kamagate, Ismaël (* 2001), französisch-ivorischer Basketballspieler
- Kamaguchi, Masa (* 1966), japanischer Musiker
- Kamagurka (* 1956), belgischer Cartoonist
- Kamaitis, Vidutis Pranciškus (1938–2024), litauischer Sportler und Politiker
- Kamakawiwoʻole, Israel (1959–1997), US-amerikanischer Sänger
- Kamakya, Nicholas Manza (* 1985), kenianischer Langstreckenläufer
- Kamal (* 1956), deutscher New-Age-, Ambient- und World-Musiker
- Kamal ed-Din Esmail († 1237), persischer Dichter
- Kamal, Abubaker Ali (* 1983), katarischer Leichtathletik
- Kamal, Ahmed (1851–1923), ägyptischer Ägyptologe
- Kamal, Aref, pakistanischer muslimischer Intellektueller und Diplomat
- Kamal, Azhar (* 1966), pakistanischer Gitarrist, Komponist und Produzent
- Kamal, Mohd Syafiq (* 1996), malaysischer Squashspieler
- Kamal, Mustafa (* 1971), pakistanischer Politiker
- Kamal, Sayed († 1935), Afghane, ermordete 1933 den afghanischen Gesandten in Berlin
- Kamal, Schwan (* 1967), kurdisch-deutscher Bildhauer und Zeichner
- Kamal, Shahid Ahmad (* 1952), pakistanischer Diplomat
- Kamal, Trisutji (1936–2021), indonesische Komponistin und Musikpädagogin
- Kamal-ol-Molk (1847–1940), iranischer Maler
- Kamala († 1929), indisches Wolfskind
- Kamala (1950–2020), US-amerikanischer WrestlerKamala (1950–2020)

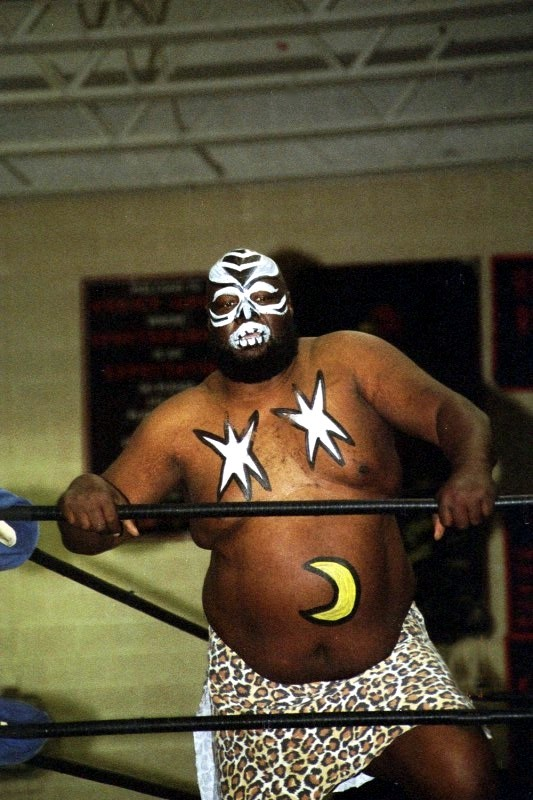
Kamala (1950–2020)

- Kamala Markandaya (1924–2004), indisch-britische Journalistin und Schriftstellerin
- Kamala, Diodorus (1968–2024), tansanischer Politiker und Diplomat
- Kamalakara, indischer Astronom und Mathematiker
- Kamalashila († 795), indischer Autor und Gelehrter des Mahayana-Buddhismus
- Kamali, Abdullah al- (* 1989), Fußballspieler der Vereinigten Arabischen Emirate
- Kamali, Hamdan al- (* 1989), Fußballspieler aus den Vereinigten Arabischen Emiraten
- Kamali, Mohammad Hashim (* 1944), afghanischer Hochschullehrer für islamisches Recht
- Kamalidenowa, Merujert (* 2005), kasachische Schachspielerin
- Kamaliya (* 1977), ukrainische Sängerin und Schauspielerin
- Kamall, Syed (* 1967), britischer Politiker, MdEP
- Kamalow, Sabir (1910–1990), sowjetisch-usbekischer Politiker
- Kamaluddin, Hussin († 1740), Sultan von Brunei
- Kamamoto, Kunishige (1944–2025), japanischer Fußballspieler und -trainer, Funktionär und PolitikerKunishige Kamamoto (1944–2025)

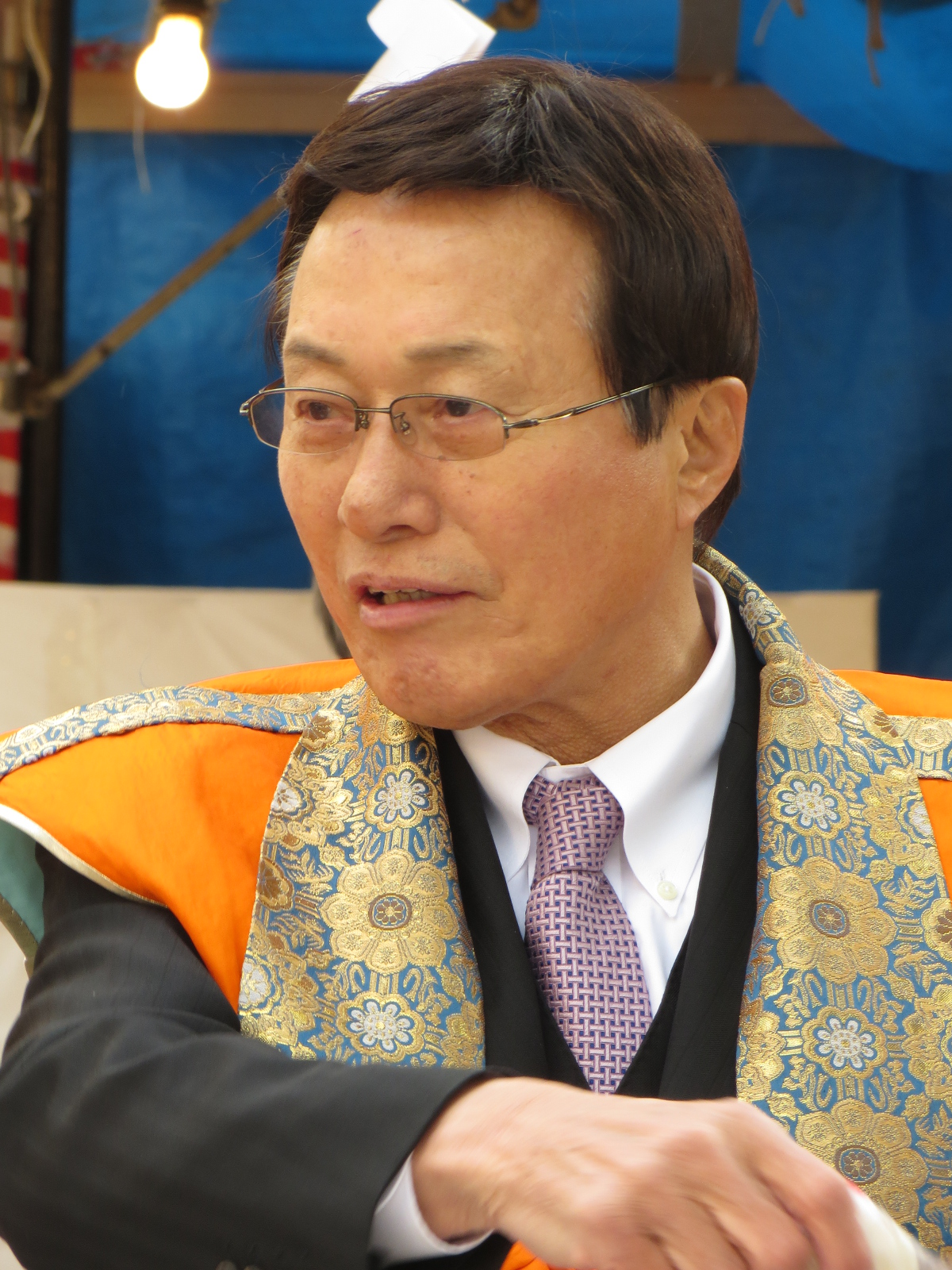
Kunishige Kamamoto (1944–2025)

- Kaman, Charles (1919–2011), US-amerikanischer Unternehmer
- Kaman, Chris (* 1982), US-amerikanischer Basketballspieler
- Kaman, Emrah (* 1985), türkischer Schauspieler und Drehbuchautor
- Kaman, Rob (1960–2024), niederländischer Kickboxer
- Kamanabrou, Sudabeh (* 1970), deutsche Rechtswissenschaftlerin
- Kamanaka, Hitomi (* 1958), japanische Regisseurin
- Kamanan, Yannick (* 1981), französischer Fußballspieler
- Kamanda, Kama Sywor (* 1952), kongolesischer Schriftsteller
- Kamandy, Masood (* 1981), US-amerikanischer Fotograf und Videokünstler
- Kamanga, Reuben (1929–1996), sambischer Politiker, erster Vizepräsident Sambias (1964–1967)
- Kamanga-Dyrbak, Tazana (* 2002), dänisch-kenianischer Leichtathlet
- Kamani, König von Karkemiš
- Kamani, Bayano (* 1980), panamaischer Leichtathlet
- Kamanin, Alexei Nikolajewitsch (* 1978), russischer Handballspieler
- Kamanin, Iwan (1850–1921), ukrainischer Historiker, Archivar und Paläograf
- Kamanin, Nikolai Petrowitsch (1909–1982), sowjetischer PilotNikolai Petrowitsch Kamanin (1909–1982)

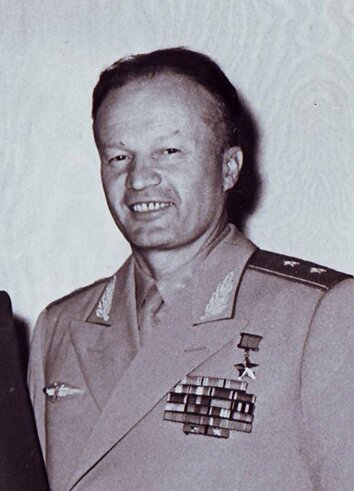
Nikolai Petrowitsch Kamanin (1909–1982)

- Kamann, Hans-Georg (* 1968), deutscher Rechtswissenschaftler
- Kamann, Karl (1899–1959), deutscher Sänger (Bassbariton)
- Kamann, Matthias (* 1961), deutscher Journalist und Autor
- Kamann, Uwe (* 1958), deutscher Politiker (LKR, AfD)
- Kamano, François (* 1996), guineischer Fußballspieler
- Kamano, Stacy (* 1974), US-amerikanische Schauspielerin
- Kamanya, Claver (* 1947), tansanischer Sprinter
- Kamanzi, Frank Mushyo (* 1964), ruandischer Generalleutnant
- Kamara, Abdoulaye (* 2004), guineisch-französischer Fußballspieler
- Kamara, Abu Bakar (* 1929), sierra-leonischer Politiker
- Kamara, Alhaji (* 1994), sierra-leonischer Fußballspieler
- Kamara, Alhassan (* 1993), sierra-leonischer Fußballspieler
- Kamara, Alvin (* 1995), US-amerikanischer American-Football-SpielerAlvin Kamara (* 1995)

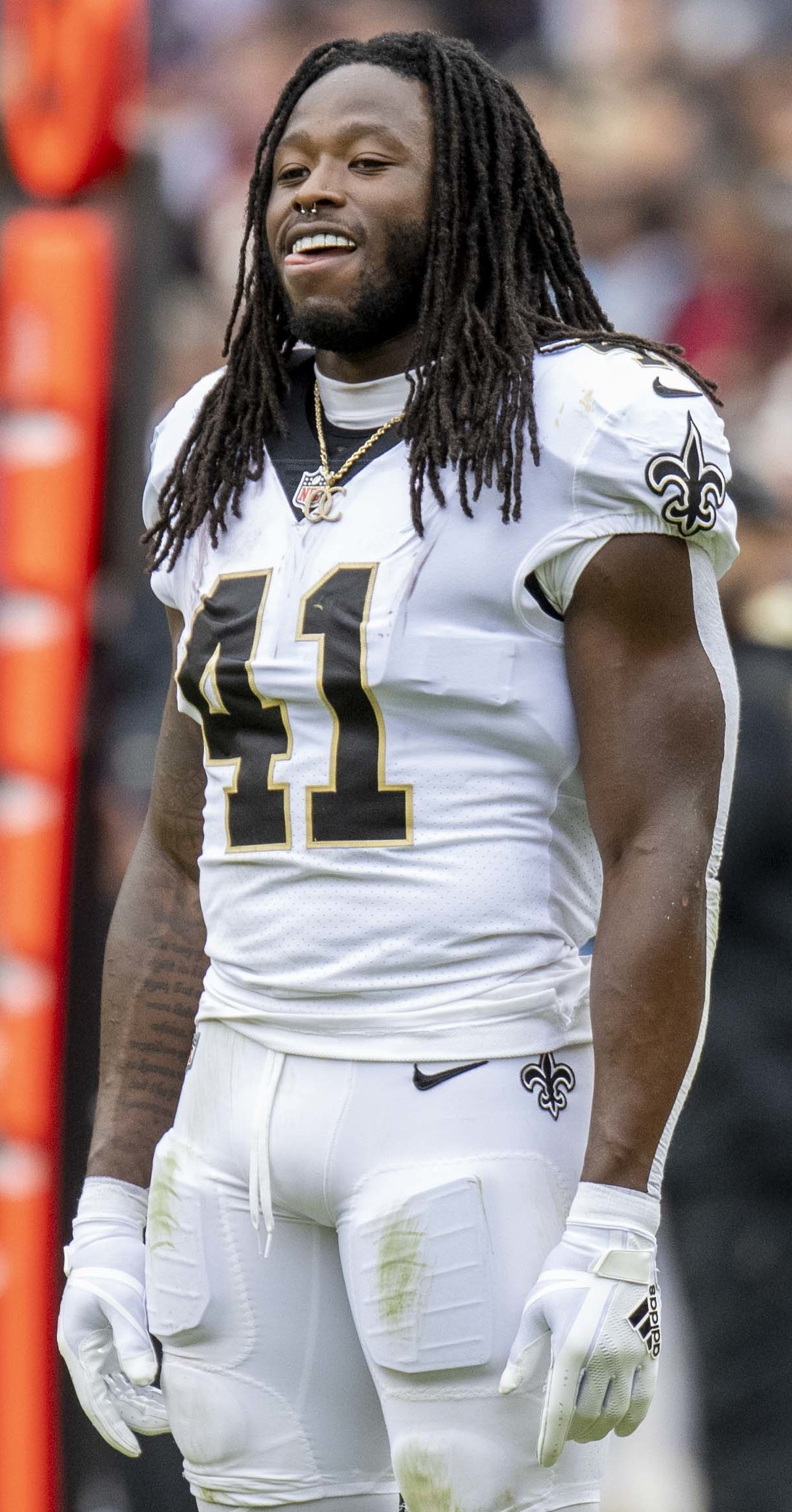
Alvin Kamara (* 1995)

- Kamara, Babacar (* 1982), schwedischer Boxer
- Kamara, Bingourou (* 1996), senegalesisch-französischer Fußballtorhüter
- Kamara, Boubacar (* 1999), französischer Fußballspieler
- Kamara, Brima (* 1968), sierra-leonischer Militär
- Kamara, Chris (* 1957), englischer Fußballspieler und -trainer
- Kamara, Diomansy (* 1980), senegalesischer Fußballspieler
- Kamara, Glen (* 1995), finnischer Fußballspieler
- Kamara, Hafsatu (* 1991), sierra-leonische Sprinterin
- Kamara, Ibrahim Sorie (* 1949), sierra-leonischer Politiker und Diplomat
- Kamara, Issa (* 1992), sierra-leonischer Fußballspieler
- Kamara, János (1925–2000), ungarischer Generalleutnant, Innenminister und Staatssekretär im Innenministerium
- Kamara, John (* 1988), sierra-leonischer Fußballspieler
- Kamara, Kei (* 1984), sierra-leonischer Fußballspieler
- Kamara, Kunda (1947–2001), gambische Politikerin
- Kamara, Lamin K (* 1974), liberianischer Fußballschiedsrichter
- Kamara, Mariam (* 1979), nigrische Architektin und Professorin
- Kamara, Mohamed (* 1999), sierra-leonischer Fußballspieler
- Kamara, Ola (* 1989), norwegischer Fußballspieler
- Kamara, Samura (* 1951), sierra-leonischer Politiker
- Kamara, Teeboy (* 1996), liberianisch-australischer Fußballspieler
- Kamara-Taylor, Christian (1917–1985), sierra-leonischer Politiker
- Kämäräinen, Erkki (1897–1964), finnischer Skilangläufer
- Kamaraj, K. (1903–1975), indischer Politiker
- Kamaras, Aristidis (* 1939), griechischer Fußballspieler
- Kamarás, Iván (* 1972), ungarischer Schauspieler und Synchronsprecher
- Kamarás, Máté (* 1976), ungarischer Musical-Darsteller
- Kamarauskas, Algirdas (* 1962), litauischer Politiker
- Kamari, Armin Mostoffi (* 1970), deutscher Musikmanager und Eventveranstalter
- Kamarieh, Bilal (* 1996), deutsch-libanesischer Fußballspieler
- Kamaris, Heike (* 1964), deutsche Autorin von Fantasy-Romanen
- Kåmark, Pontus (* 1969), schwedischer Fußballspieler
- Kamaruddin, Haziq (1993–2021), malaysischer Bogenschütze
- Kamaruddin, Norliyana (* 1991), malaysische Siebenkämpferin
- Kamarudeen, Aminat (* 2007), Sprinterin aus den Vereinigten Arabischen Emiraten
- Kamarudin, Haziq (* 2001), singapurischer Fußballspieler
- Kamarulzaman, Adeeba, malaysische Ärztin
- Kamarýt, Josef Vlastimil (1797–1833), tschechischer katholischer Nationaldichter
- Kamasa, Stefan (* 1930), polnischer Bratschist und Musikpädagoge
- Kamaso, Duta, gambische Politikerin
- Kamata, Hiroyoshi (* 1997), japanischer Fußballspieler
- Kamata, Jirō (* 1985), japanischer Fußballspieler
- Kamata, Mitsuo (* 1937), japanischer Fußballspieler
- Kamata, Shōma (* 1989), japanischer Fußballspieler
- Kamata, Torai (* 1999), japanischer Fußballspieler
- Kamata, Toshiaki (* 1951), japanischer Langstreckenläufer
- Kamatani, Yūki (* 1983), Mangaka aus Japan
- Kamatari, Esther (* 1951), burundische Politikerin, Prinzessin von Burundi
- Kamaté, Dramane (* 1985), ivorischer Fußballspieler
- Kamateros, Johannes, byzantinischer Autor
- Kamathi, Charles Waweru (* 1978), kenianischer Langstreckenläufer
- Kamati, Queen, namibische Bürgermeisterin der SWAPO
- Kamau (* 1976), brasilianischer Rapper, Mathematiker und Skateboarder
- Kamau Ng’ang’a, David (* 1955), kenianischer römisch-katholischer Geistlicher, Weihbischof in Nairobi
- Kamau, Leroy (* 1999), papua-neuguineischer Sprinter
- Kamau, Thomas Migwi (* 1978), kenianischer Marathonläufer
- Kamavuaka, Wilson (* 1990), deutsch-kongolesischer Fußballspieler

### Kamb
- Kamba Mulamba, Samuel Roger, kongolesischer Mediziner und Politiker
- Kamba, George W. M. (1927–1972), ugandischer Politiker und Diplomat
- Kamba, Richard Kazadi (* 1964), kongolesischer Geistlicher und römisch-katholischer Bischof von Kolwezi
- Kambach, Leonie (* 2000), deutsche Basketballspielerin
- Kambaksh (1667–1709), Großmogul von Indien
- Kambala, Kaspars (* 1978), lettischer Basketballspieler und Boxer
- Kambale Mbogha, Charles (1942–2005), römisch-katholischer Bischof von Bukavu
- Kamban, tamilischer Dichter
- Kamban, Hanus (* 1942), färöischer Schriftsteller, Publizist, Verleger und Übersetzer
- Kamban, Janus (1913–2009), färöischer Bildhauer und Grafiker
- Kambanda, Antoine (* 1958), ruandischer Geistlicher, römisch-katholischer Erzbischof von Kigali
- Kambanda, Jean (* 1955), ruandischer Politiker, Premierminister Ruandas, wegen Völkermordes verurteilt
- Kambanellis, Iakovos (1921–2011), griechischer Bühnenautor, Dichter und SchriftstellerIakovos Kambanellis (1921–2011)

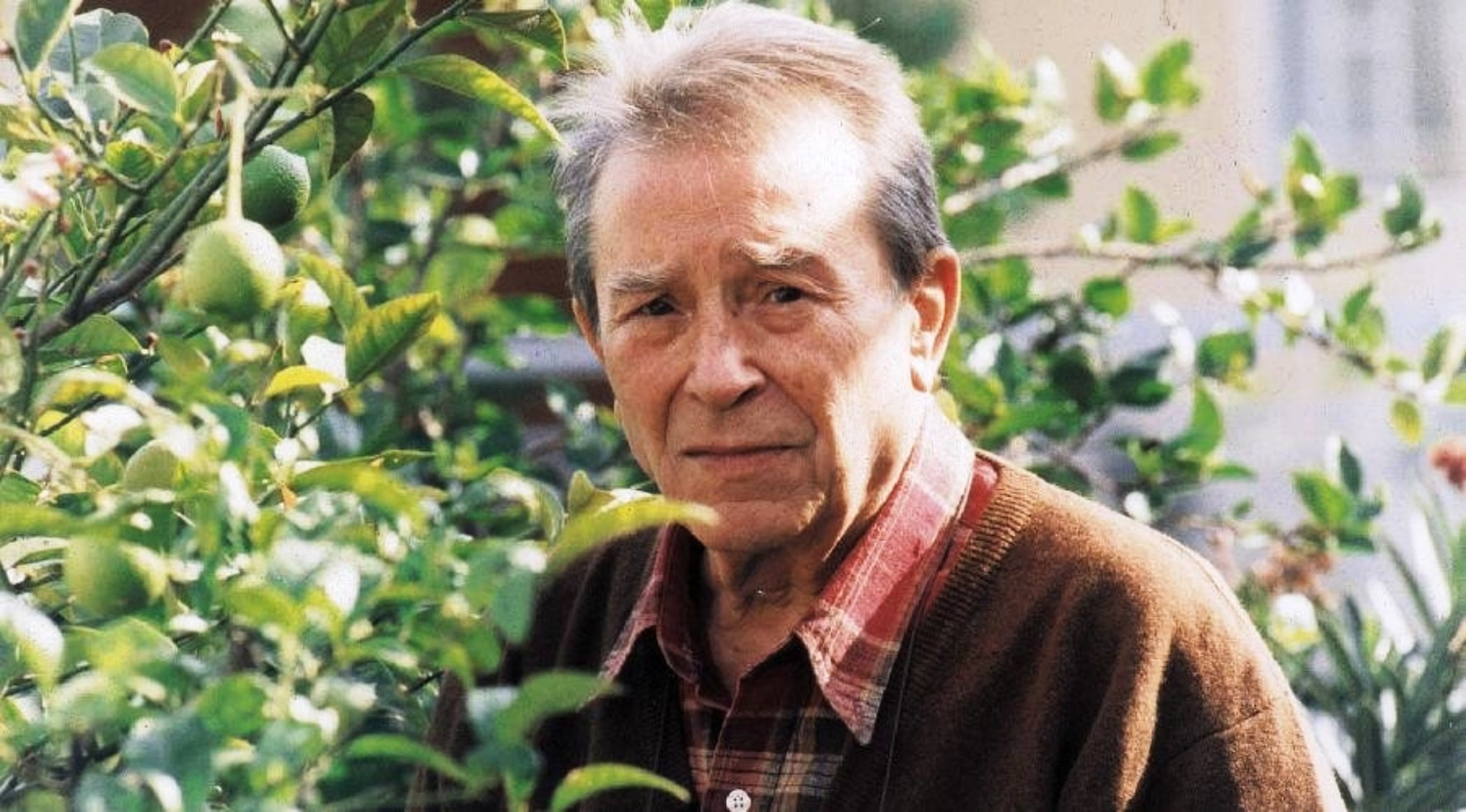
Iakovos Kambanellis (1921–2011)

- Kambara, Ariake (1876–1952), japanischer Schriftsteller
- Kambara, Tai (1898–1997), japanischer Maler
- Kambartel, Friedrich (1935–2022), deutscher Philosoph und Wissenschaftstheoretiker
- Kambayashi, Akatsuki (1902–1980), japanischer Schriftsteller
- Kambayashi, Gō (* 2002), japanischer Fußballspieler
- Kambazembi wa Kangombe (1843–1903), Kaptein der Herero
- Kambazembi, Sam, namibischer traditioneller Führer
- Kambe, Sugao (* 1961), japanischer Fußballspieler
- Kambepera, Yateya (* 1993), botswanischer Sprinter
- Kamber, Arnold (1896–1970), Schweizer Politiker (SP)
- Kamber, August (1871–1948), Schweizer Politiker (SP)
- Kamber, Eugen (1924–1991), Schweizer Radrennfahrer
- Kamber, Gerald (1925–2014), US-amerikanischer Romanist, Französist und Italianist
- Kamber, Lia (* 2006), Schweizer Fussballspielerin
- Kamber, Luka (* 1994), deutsch-kroatischer Basketballspieler
- Kamber, Oliver (* 1979), Schweizer Eishockeyspieler
- Kamber, Robin (* 1996), Schweizer Fußballspieler
- Kamberger, Hans, deutscher Glasmaler
- Kamberi, Florian (* 1995), Schweizer Fussballspieler
- Kamberi, Lindrit (* 1999), schweizerisch-kosovarischer Fussballspieler
- Kamberi, Šaip (* 1964), serbischer Kommunalpolitiker
- Kamberović, Faik (* 1968), bosnisch-herzegowinischer Fußballspieler
- Kamberow, Efraim (* 1957), bulgarischer Ringer
- Kamberuka, Obakeng (* 2003), botswanische Leichtathletin
- Kambhu, Dalad (* 1986), US-amerikanisch-thailändische Köchin
- Kambi, Khalifa (1955–2011), gambischer Politiker
- Kamblevičius, Vytautas (* 1950), litauischer Politiker (Seimas)
- Kambli, Conrad Wilhelm (1829–1914), Schweizer evangelischer Geistlicher
- Kambli, Vinod (* 1972), indischer Cricketspieler
- Kambly, Dania, Schweizer Managerin
- Kambly, Johann Melchior (* 1718), Schweizer Zieratenbildhauer, Bronzegießer und Kunsttischler
- Kambly, Oscar (1887–1957), Schweizer Unternehmer und Zuckerbäcker
- Kamboh, Shahbaz Khan (1529–1599), General des indischen Großmoguls Akbar
- Kambolow, Ruslan Alexandrowitsch (* 1990), russischer Fußballspieler
- Kambona, Oscar (1928–1997), Außenminister von Tanganjika
- Kambosos, George (* 1993), australischer Boxer
- Kambou, Hervé (* 1986), ivorischer Fußballspieler
- Kambou, Modeste (* 1963), burkinischer Geistlicher, römisch-katholischer Bischof von Gaoua
- Kambou, Sié Fahige (* 1995), burkinischer Leichtathlet
- Kambouri, Tania (* 1983), deutsche Polizeibeamtin griechischer Abstammung
- Kambovski, Vlado (* 1948), jugoslawischer bzw. mazedonischer Kriminologe und Politiker
- Kambundji, Ditaji (* 2002), Schweizer Hürdenläuferin
- Kambundji, Mujinga (* 1992), Schweizer LeichtathletinMujinga Kambundji (* 1992)

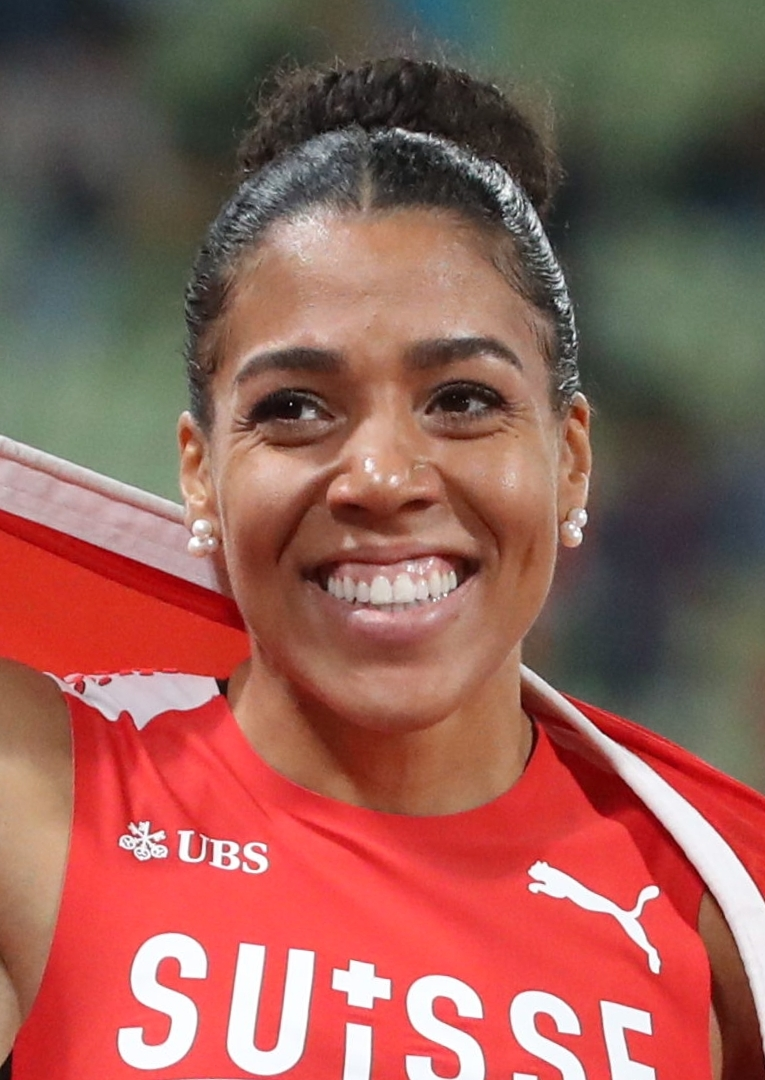
Mujinga Kambundji (* 1992)

- Kambundji, Muswama (* 1996), Schweizer Leichtathletin
- Kambus, Rosina (1951–2012), rumänisch-israelische Schauspielerin
- Kambylis, Athanasios (1928–2021), griechischer Byzantinist und Neogräzist
- Kambyses I., altpersischer König aus der Dynastie der Achämeniden
- Kambyses II. († 522 v. Chr.), persischer König

### Kamc
- Kamczyk, Dietrich (* 1943), deutscher Fußballspieler
- Kamczyk, Ewelina (* 1996), polnische FußballspielerinEwelina Kamczyk (* 1996)

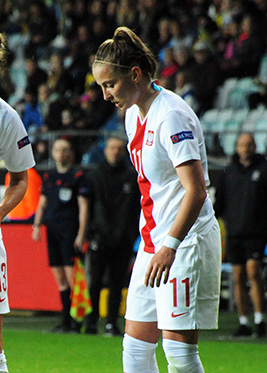
Ewelina Kamczyk (* 1996)

### Kamd
- Kamdem, Noah (* 1998), deutscher Basketballspieler
- Kamdop, Laura (* 1990), französisch-senegalesische Handballspielerin
- Kamdschalow, Jordan (* 1980), bulgarischer Dirigent und Musiker

### Kame
- Kamé, Ali (* 1984), madagassischer Leichtathlet
- Kameaim, Wandee (* 1978), thailändische Gewichtheberin
- Kamecke, August Adolph von (1724–1779), preußischer Major, Kommandeur des Grenadierbataillons „Alt-Kameke“
- Kamecke, Heinz Friedrich (1902–1982), deutscher Schriftsteller
- Kamecke, Ulrich (* 1957), deutscher Mikroökonom
- Kameda, Ayumu (* 2006), japanischer Fußballspieler
- Kameda, Bōsai (1752–1826), japanischer
- Kameda, Daiki (* 1989), japanischer Boxer im Superfliegen- und Fliegengewicht
- Kameda, Koh Gabriel (* 1975), deutsch-japanischer Geiger und Violinpädagoge
- Kameda, Kōki (* 1986), japanischer Boxer
- Kameda, Tomoki (* 1991), japanischer Boxer im Bantamgewicht
- Kameeta, Zephania (* 1945), namibischer Politiker, Bischof und Befreiungstheologe
- Kamehameha I. († 1819), König von Hawaiʻi (1795–1819)Kamehameha I. († 1819)

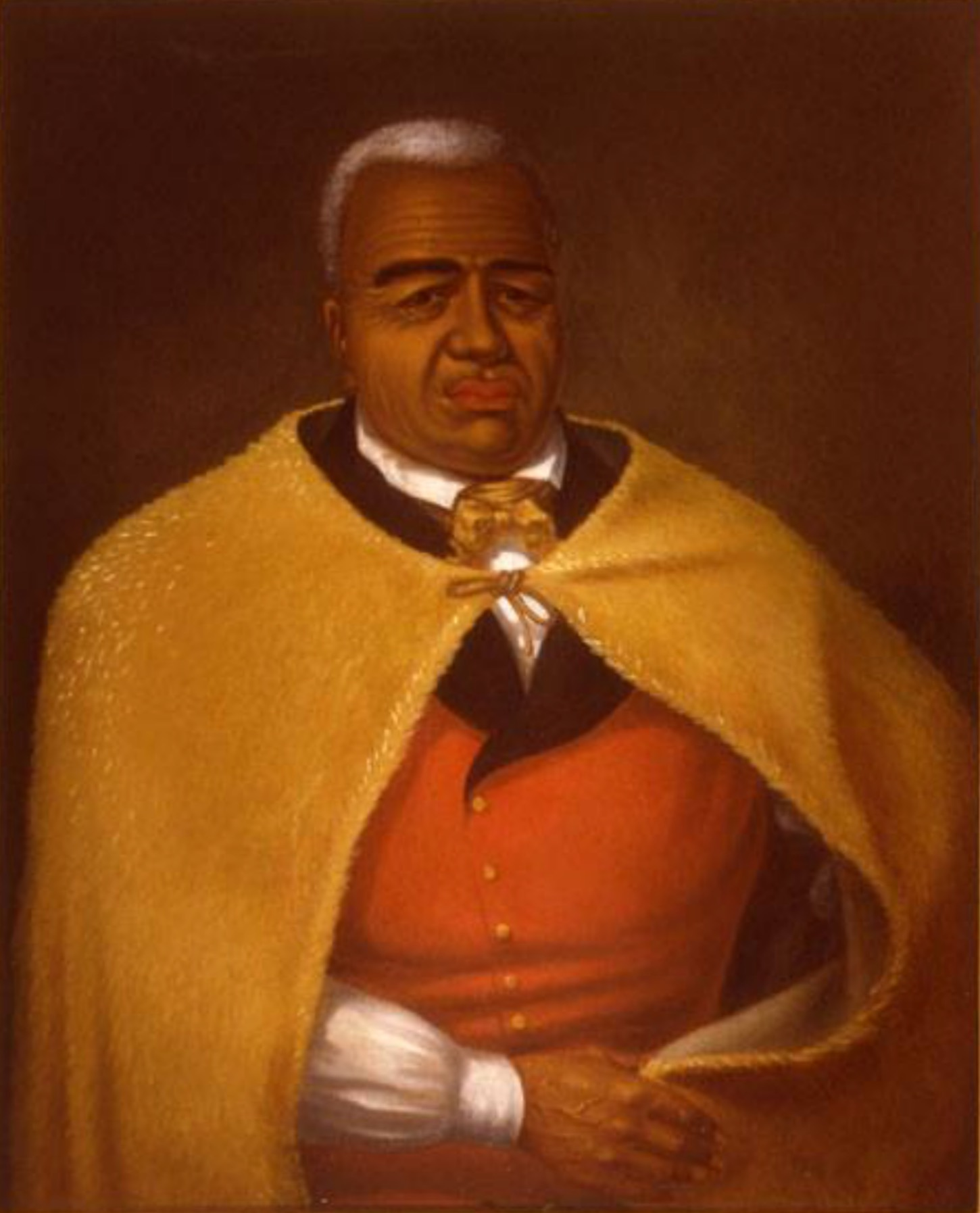
Kamehameha I. († 1819)

- Kamehameha II. († 1824), Herrscher des Königreichs Hawaiʻi (1819–1824)
- Kamehameha III. (1813–1854), König von Hawaii (1825–1854)
- Kamehameha IV. (1834–1863), König von Hawaii (1855–1863)
- Kamehameha V. (1830–1872), König von Hawaii (1863–1872)
- Kamehozu, Rehabeam (1948–2013), namibischer Politiker und Regionalgouverneur
- Kamei Katsuichirō (1907–1966), japanischer Schriftsteller
- Kamei Nanmei (1743–1814), japanischer Konfuzianer und Arzt
- Kamei, Akiko (* 1965), japanische Politikerin
- Kamei, Eri (* 1988), japanische Musikerin
- Kamei, Fumio (1908–1987), japanischer Filmregisseur
- Kamei, Hisaoki (* 1939), japanischer Politiker
- Kamei, Ikuo (1933–2019), japanischer Politiker
- Kamei, Shiichi (1843–1905), japanischer Maler
- Kamei, Shizuka (* 1936), japanischer Politiker
- Kamei, Yoshiyuki (1936–2006), japanischer Politiker
- Kamekawa, Masashi (* 1993), japanischer Fußballspieler
- Kameke, Albrecht von (1831–1897), deutscher Gutsbesitzer und Politiker
- Kameke, Alexander von (1743–1806), preußischer Oberfinanz-, Kriegs- und Domänenrat
- Kameke, Alexander von (1825–1892), preußischer Generalleutnant
- Kameke, Alexander von (1887–1944), deutscher Jurist, Mitglied der Bekennenden Kirche, Opfer des Nationalsozialismus
- Kameke, Carl Sigismund von (1730–1795), preußischer Generalmajor, Kommandant von Küstrin und Ritter des Ordens Pour le Mérite
- Kameke, Carol Burandt von (* 1978), deutscher Kameramann
- Kameke, Christoph Henning von (1737–1812), preußischer Generalmajor
- Kameke, Egon von (1881–1955), deutscher Maler und Graphiker
- Kameke, Ernst Bogislav von (1674–1726), preußischer Staatsminister und General-Postdirektor
- Kameke, Ernst-Ulrich von (1926–2019), deutscher Kirchenmusiker und Komponist
- Kameke, Felix Otto von (1858–1930), Oberregierungsrat und stellvertretender Vorsitzender des Staatsrats in Danzig
- Kameke, Friedrich von (1870–1921), deutscher Konteradmiral der Kaiserlichen Marine
- Kameke, Friedrich Wilhelm von (1718–1770), Landrat des Kreises Fürstenthum
- Kameke, Georg von (1770–1837), preußischer Generalleutnant
- Kameke, Georg von (1817–1893), preußischer General der Infanterie und KriegsministerGeorg von Kameke (1817–1893)

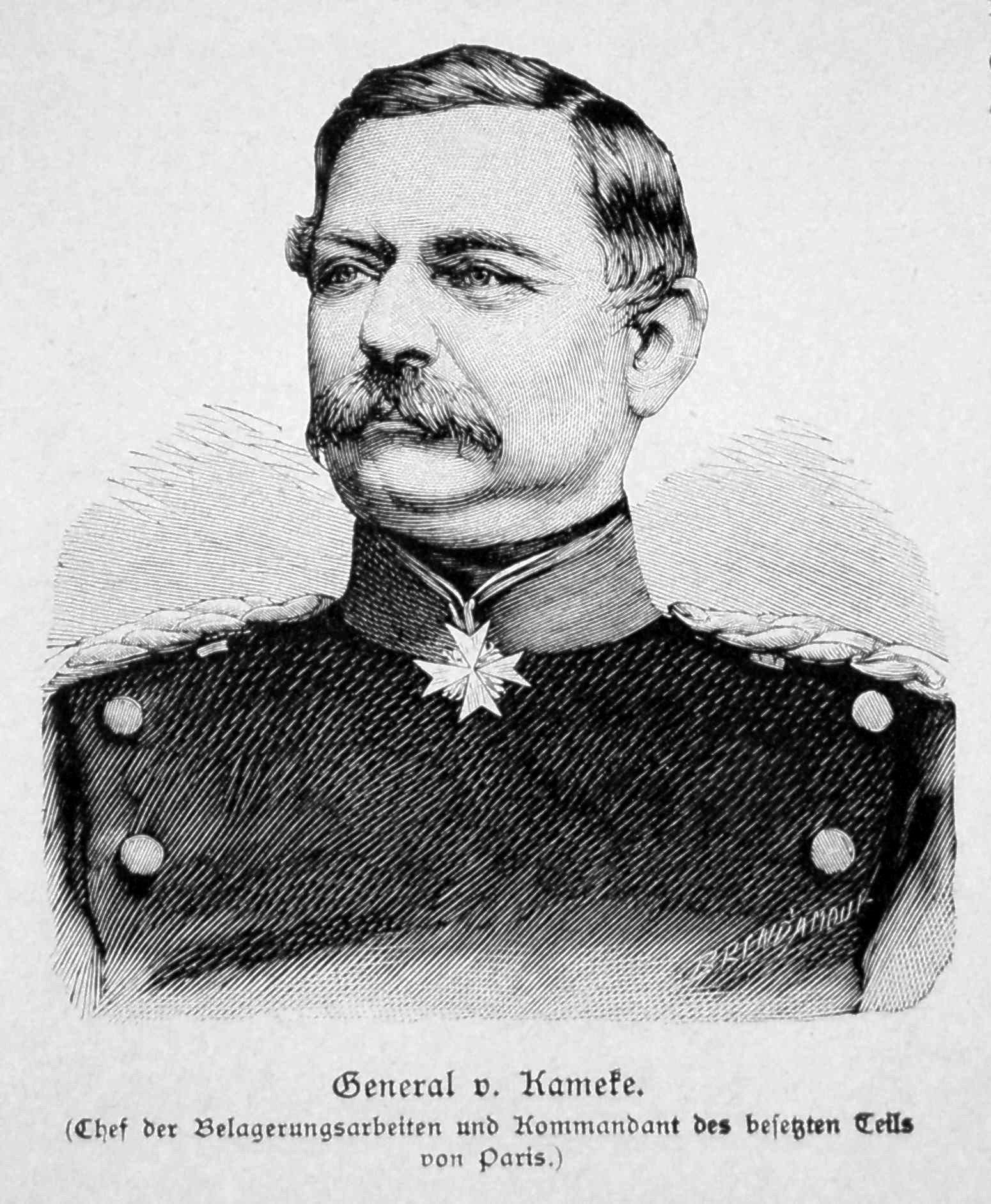
Georg von Kameke (1817–1893)

- Kameke, Hermann von (1819–1889), preußischer General der Infanterie
- Kameke, Hermann von (1822–1900), preußischer Generalmajor und Kommandant von Diedenhofen
- Kameke, Karl Otto von (1889–1959), deutscher Verwaltungsjurist
- Kameke, Karl von (1763–1842), preußischer Generalleutnant, Kommandeur der 8. Landwehr-Brigade
- Kameke, Kuno von (1847–1913), preußischer Generalmajor
- Kameke, Leopold Georg von (1725–1781), preußischer Major, Kommandeur eines Grenadierbataillons
- Kameke, Otto Felix Friedrich von (1709–1775), Landrat des Kreises Schlawe
- Kameke, Otto von (1826–1899), deutscher Kunstmaler
- Kameke, Paul Anton von (1674–1717), preußischer Staatsminister und General
- Kameke, Peter von (1541–1615), pommerscher Hofmarschall und Geheimer Rat
- Kameke-Streckenthin, Kartz von (1866–1942), deutscher Kartoffelzüchter
- Kamekura, Yūsaku (1915–1997), japanischer Grafiker
- Kamel Mahmoud, Tarek Mohammed (1962–2019), ägyptischer Politiker
- Kamel, Ahmed (* 1981), ägyptischer multidisziplinärer Künstler
- Kamel, Bothaina (* 1962), ägyptische Demokratieaktivistin
- Kamel, Georg Joseph (1661–1706), österreichischer Naturkundler, Arzt und Jesuit
- Kamel, Hussein (1954–1996), irakischer Politiker und Vertrauter Saddam HusseinsHussein Kamel (1954–1996)

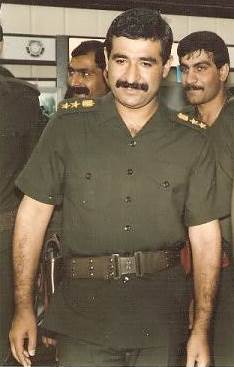
Hussein Kamel (1954–1996)

- Kamel, Joe (1934–2007), italienischer Schauspieler
- Kamel, Saddam (1960–1996), Schwiegersohn und Cousin von Saddam Hussein
- Kamel, Saleh Abdullah (1941–2020), saudi-arabischer Unternehmer
- Kamel, Stanley (1943–2008), US-amerikanischer Schauspieler
- Kamel, Yusuf Saad (* 1983), bahrainischer Leichtathlet
- Kamel-Maler, schwarzfiguriger Vasenmaler
- Kamelancien (* 1980), französischer Rapper
- Kamelen (* 1993), norwegischer Rapper
- Kamen, Daniel F. (* 1975), deutscher Schauspieler
- Kamen, Dean (* 1951), US-amerikanischer Unternehmer und Erfinder
- Kamen, Henry (* 1936), britischer Historiker
- Kamen, Martin (1913–2002), kanadisch-US-amerikanischer Physiker
- Kamen, Michael (1948–2003), US-amerikanischer Komponist
- Kamen, Nick (1962–2021), britisches Fotomodell, Sänger und Songwriter
- Kamen, Robert Mark (* 1947), US-amerikanischer Drehbuchautor
- Kamenar, Thomas (* 1979), tschechoslowakisch-österreichischer Schauspieler, Radio- und Fernsehmoderator mit slowakischen Wurzeln
- Kamenashi, Kazuya (* 1986), japanischer Sänger und Schauspieler, Mitglied von KAT-TUN bei Johnny & Associates
- Kamenec, Ivan (* 1938), slowakischer Historiker
- Kameneckas, Kristijonas (* 1948), litauischer Schachspieler
- Kamenetz, Rodger (* 1950), US-amerikanischer Dichter und Autor
- Kamenew, Anton Jewgenjewitsch (* 1986), russischer Nordischer Kombinierer
- Kamenew, Eugen (* 1982), deutsch-russischer Fotograf
- Kamenew, Lew Borissowitsch (1883–1936), sowjetischer PolitikerLew Borissowitsch Kamenew (1883–1936)

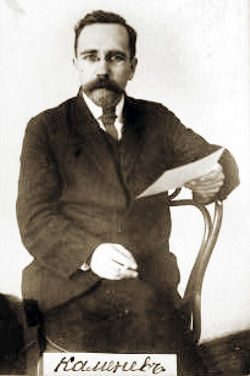
Lew Borissowitsch Kamenew (1883–1936)

- Kamenew, Lew Lwowitsch († 1886), russischer Landschaftsmaler
- Kamenew, Sergei Sergejewitsch (1881–1936), russischer und sowjetischer Offizier, zuletzt Komandarm 1. Ranges
- Kamenew, Wladislaw Dmitrijewitsch (* 1996), russischer Eishockeyspieler
- Kamenewa, Olga Dawidowna (1883–1941), Führerin der russischen revolutionären Bewegung, Schwester von Leo Trotzki und Ehefrau von Lew KamenewOlga Dawidowna Kamenewa (1883–1941)

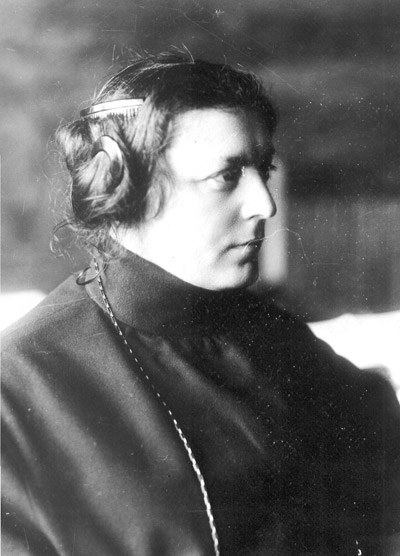
Olga Dawidowna Kamenewa (1883–1941)

- Kamenezkyj, Danylo (1830–1881), ukrainischer Ethnograf und Verleger
- Kameni, Carlos (* 1984), französisch-kamerunischer Fußballspieler
- Kamenica, Kasim (* 1954), jugoslawisch-kroatischer Handballspieler und -trainer
- Kameníček, František (1856–1930), tschechischer Historiker
- Kamenik, Nina (* 1985), deutsche Eishockeyspielerin
- Kamenik, Werner (1910–1993), deutscher Schauspieler
- Kameníková, Anna (* 1994), tschechische Schauspielerin
- Kameníková, Valentina (1930–1989), ukrainische Pianistin und Musikpädagogin
- Kamenjasevic, Zeljko (* 1973), deutscher Basketballspieler
- Kaménka, Mikuláš Albert z (1546–1617), Theologe, Hebraist und Übersetzer, Mitglied der Unität der Böhmischen Brüder
- Kamenow, Ewgeni (1908–1985), bulgarischer Wirtschaftswissenschaftler
- Kamenschak, Kevin (* 2004), österreichischer Mittelstreckenläufer
- Kamensek, Karen (* 1970), US-amerikanische Dirigentin
- Kamensetzer, Hans, spätgotischer Bildhauer
- Kamenskaja, Wiktorija Wladimirowna (* 1991), russische Tennisspielerin
- Kamenski, Alexei Wassiljewitsch (1927–2014), russischer Künstler
- Kamenski, Fjodor Fjodorowitsch (1836–1913), russisch-US-amerikanischer Bildhauer
- Kamenski, Grigori Kosmitsch (1814–1893), russischer Unternehmer und Mäzen
- Kamenski, Iwan Grigorjewitsch (1857–1919), russischer Unternehmer und Mäzen
- Kamenski, Michail Fedotowitsch (1738–1809), russischer FeldmarschallMichail Fedotowitsch Kamenski (1738–1809)

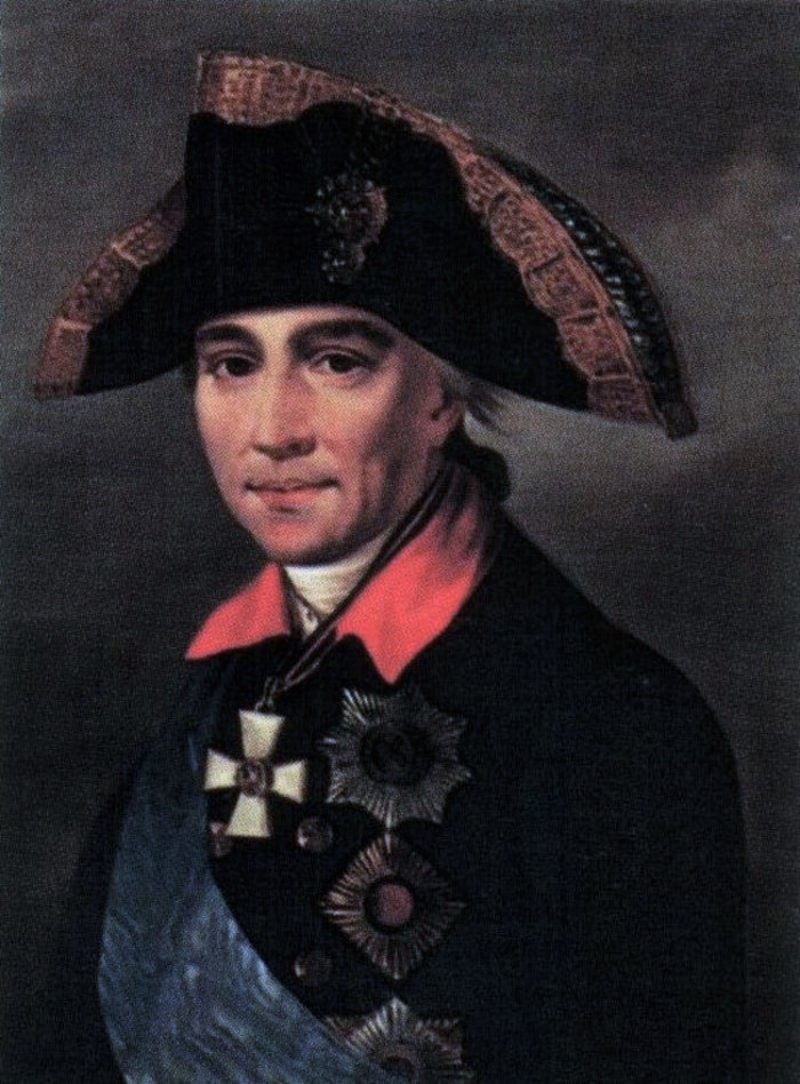
Michail Fedotowitsch Kamenski (1738–1809)

- Kamenski, Nikolai Andrejewitsch (1931–2017), sowjetischer Skispringer
- Kamenski, Sergei Igorewitsch (* 1987), russischer Sportschütze
- Kamenski, Walentin Alexandrowitsch (1907–1975), russisch-sowjetischer Architekt und Stadtplaner
- Kamenski, Waleri Wiktorowitsch (* 1966), russischer Eishockeyspieler
- Kamenskich, Nastja (* 1987), ukrainische Sängerin
- Kamenszain, Tamara (1947–2021), argentinische Dichterin und Essayistin
- Kameny, Franklin (1925–2011), US-amerikanischer Astronom und LGBT-Aktivist
- Kamenz, Annett (* 1976), deutsche Duathletin und Triathletin
- Kamenz, Igor (* 1968), russisch-deutscher Pianist
- Kamenz, Matti (* 1998), deutscher Fußballspieler
- Kamenz, Uwe (* 1957), deutscher Wirtschaftswissenschaftler
- Kamenz, Werner (* 1960), deutscher Fußballspieler
- Kamenzin, Otto (1909–1944), deutscher Fußballspieler
- Kamer, Paul (1919–1999), Schweizer römisch-katholischer Geistlicher, Lehrer und Bühnenautor
- Kamer, Waldemar (* 1966), deutsch-niederländischer Journalist, Regisseur, Schauspieler und Publizist
- Kameraj, Aferdita (* 1984), deutsche Fußballspielerin
- Kamerbeek, Eef (1934–2008), niederländischer Leichtathlet
- Kamerbeek, Jan Coenraad (1907–1998), niederländischer Gräzist
- Kamerhe, Vital (* 1959), kongolesischer Politiker (UNC)
- Kameri, Dijon (* 2004), österreichischer FußballspielerDijon Kameri (* 2004)

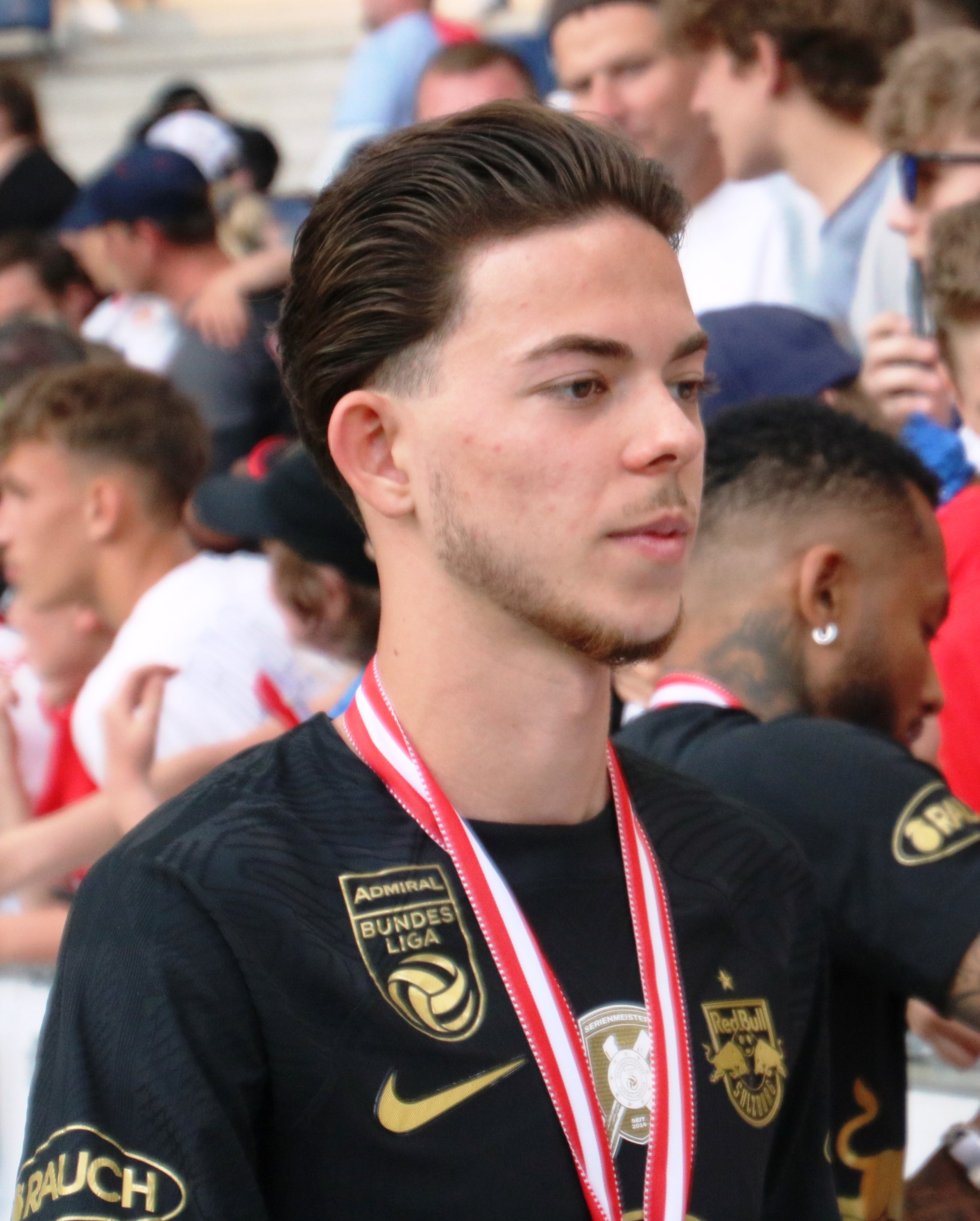
Dijon Kameri (* 2004)

- Kamerić, Abdulah (* 2000), US-amerikanisch-bosnischer Basketballspieler
- Kameric, Muhamed (* 1974), Fußballspieler
- Kamerlingh Onnes, Heike (1853–1926), niederländischer Physiker, Nobelpreis für Physik 1913
- Kamerlingh Onnes, Menso (1860–1925), niederländischer Maler
- Kamerun, Schorsch (* 1963), deutscher Sänger, Autor, Regisseur und ClubbetreiberSchorsch Kamerun (* 1963)

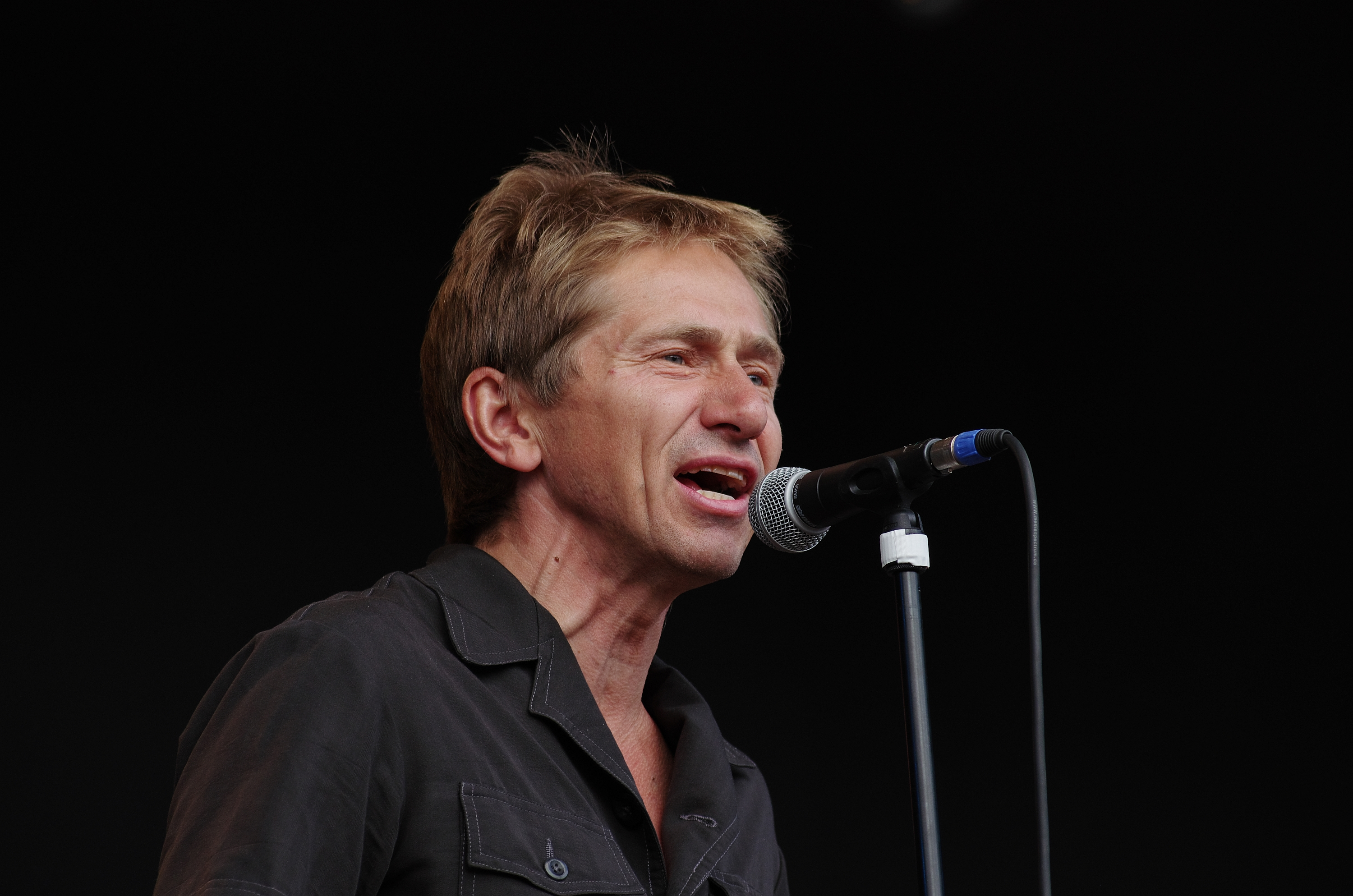
Schorsch Kamerun (* 1963)

- Kamerzin, Jérémie (* 1988), Schweizer Eishockeyspieler
- Kamerzin, Sidney (* 1975), Schweizer Politiker
- Kames, Henry Home (1696–1782), schottischer Jurist und Philosoph
- Kames, Maren (* 1984), deutsche Schriftstellerin
- Kameshima, Shū (* 1993), japanischer Fußballspieler
- Kameshwar Singh (1907–1962), letzter Raja des indischen Fürstenstaates Darbhanga und Vertreter der politischen Interessen der indischen Fürsten beim Round Table in London 1930 und 1931
- Kamešs, Vladimirs (* 1988), lettischer Fußballspieler
- Kamesuke, Higashionna (* 1904), japanischer Karateka und Kampfkunstexperte
- Kametz, Michaela (* 1959), deutsche Fernseh- und Theaterschauspielerin und Synchronsprecherin
- Kameyama (1249–1305), 90. Tennō von Japan

### Kamg
- Kamga, Aurélie (* 1985), französische Sprinterin
- Kamga, Maurice K. (* 1967), kamerunischer Diplomat, Richter und Völkerrechtler
- Kamga, Vanessa (* 1998), schwedische Diskuswerferin

### Kamh
- Kamhi, Chaim († 1730), Großrabbiner in Konstantinopel (1677–1715)
- Kamho, Daniel (1949–2004), namibischer Politiker (SWAPO)
- Kamhuber, Laura (* 1999), österreichische SängerinLaura Kamhuber (* 1999)

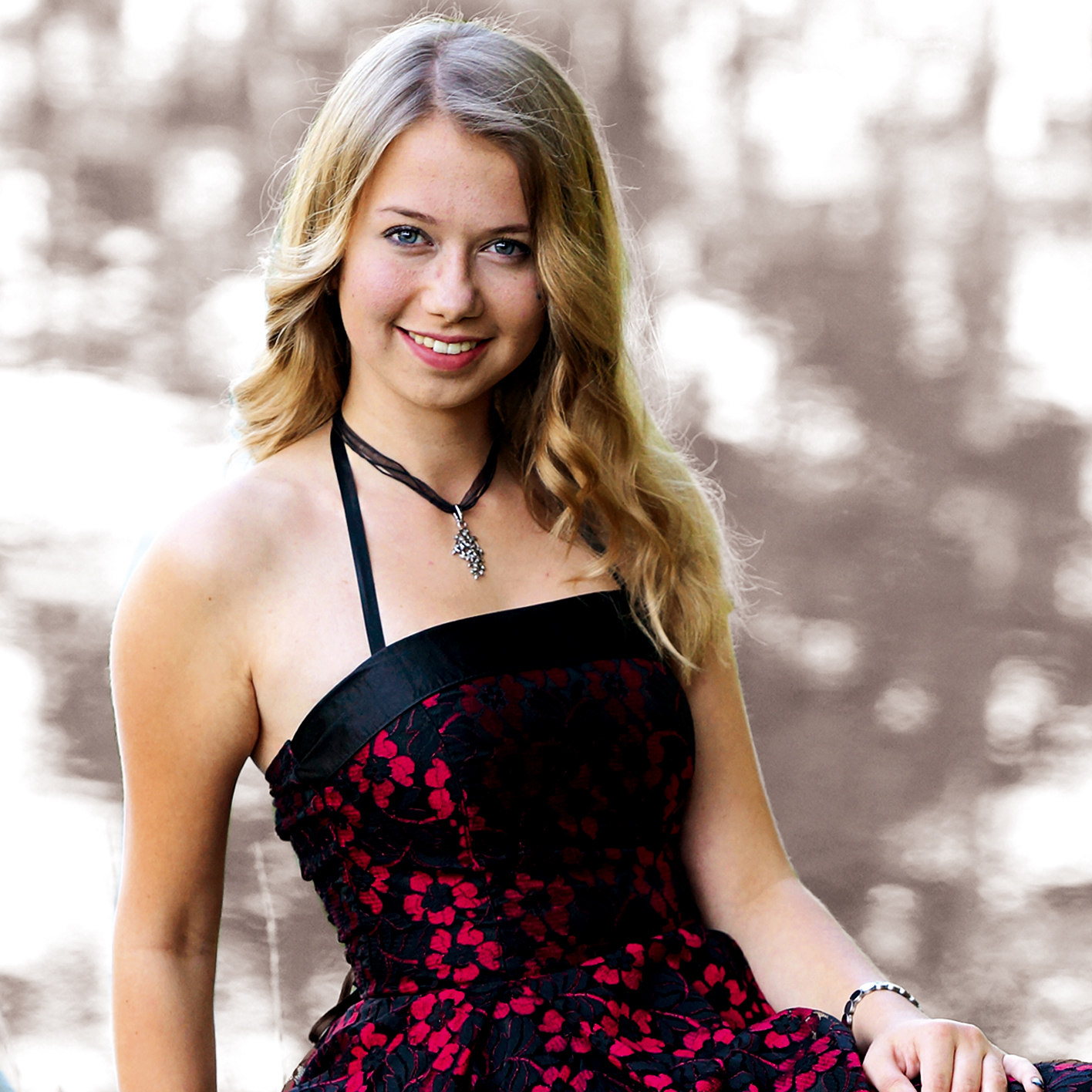
Laura Kamhuber (* 1999)

- Kamhuka, Victor (* 1990), simbabwischer Fußballspieler

### Kami
- Kami, Hisao (* 1941), japanischer Fußballspieler
- Kamianecky, Alexander (* 1945), deutsch-brasilianischer Fußballspieler
- Kamichika, Ichiko (1888–1981), japanische Schriftstellerin und Politikerin
- Kamien, Dave (1928–2023), US-amerikanischer Jazzmusiker, Dirigent und Komponist
- Kamieński, Jan Jakob (1923–2010), polnisch-kanadischer Karikaturist, Maler, Grafiker und Autor
- Kamieński, Łucjan (1885–1964), polnischer Komponist und Musikwissenschaftler
- Kamieński, Maciej (1734–1821), polnischer Komponist
- Kamienski, Wilhelm von (1809–1867), preußischer Generalleutnant, Kommandeur der 5. Division
- Kamieth, Ernst (1896–1951), deutscher Eisenbahner
- Kamieth, Jens (* 1969), deutscher Politiker (CDU), MdL
- Kamieth, Markus (* 1970), deutscher Chemiker und ManagerMarkus Kamieth (* 1970)

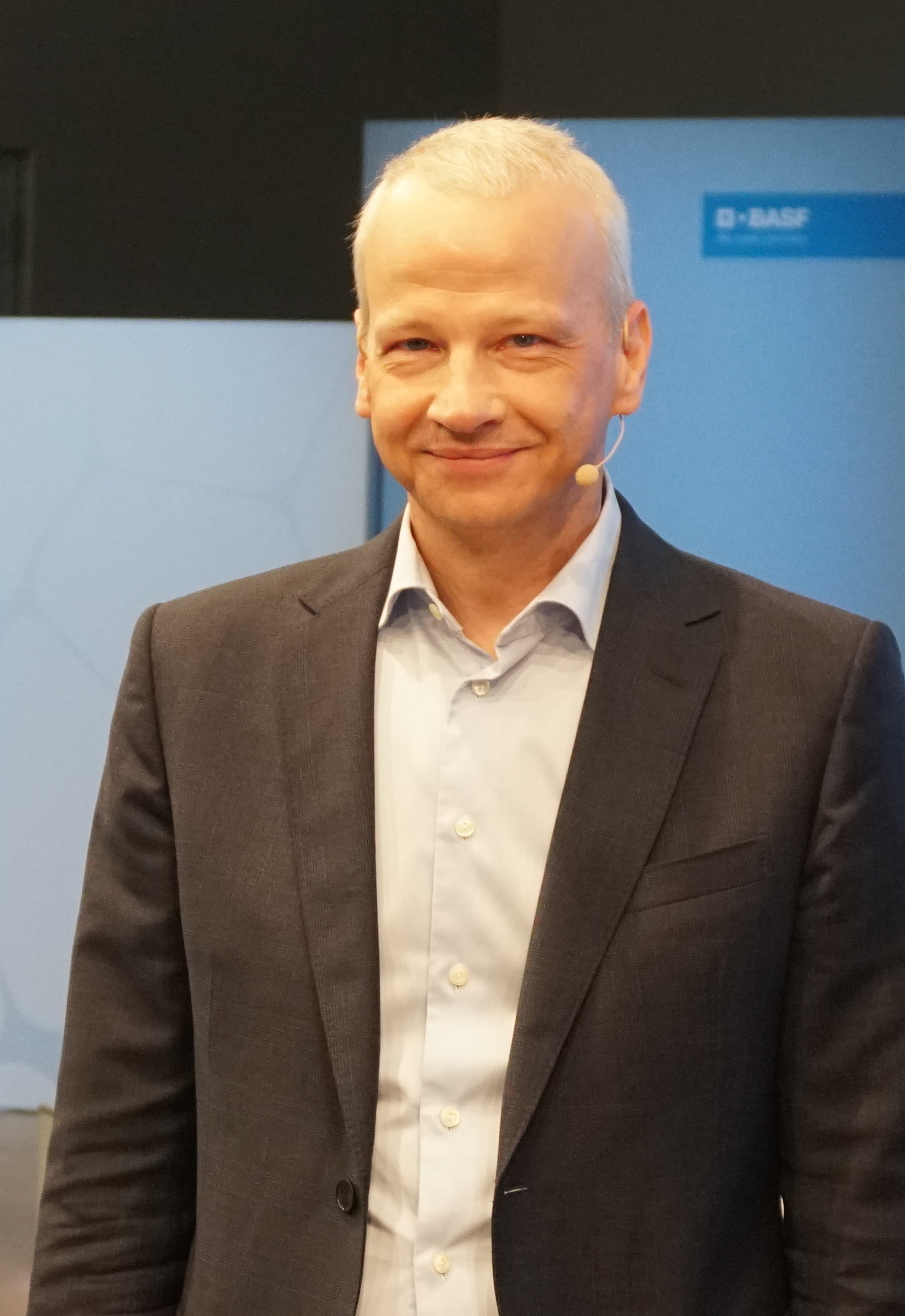
Markus Kamieth (* 1970)

- Kamifukumoto, Naoto (* 1989), japanischer Fußballspieler
- Kamigaki, Riku (* 1998), japanischer Fußballspieler
- Kamigata, Yōsuke (* 1992), japanischer Fußballspieler
- Kamiharako, Jirō (* 1966), japanischer Skispringer
- Kamihashi, Keishin (* 2000), japanischer Snookerspieler
- Kamiizumi, Nobutsuna (1508–1577), japanischer Schwertkämpfer
- Kamiji, Yui (* 1994), japanische Rollstuhltennisspielerin
- Kamijima, Takumi (* 1997), japanischer Fußballspieler
- Kamijō, Atsushi (* 1963), japanischer Manga-Zeichner
- Kamijō, Hiroaki (* 1989), japanischer Fußballspieler
- Kamijō, Yūji (* 1986), japanischer Eisschnellläufer
- Kamikawa, Akihiko (* 1966), japanischer Fußballspieler
- Kamikawa, Aya (* 1968), japanische Politikerin und LGBT-Aktivistin
- Kamikawa, Tōru (* 1963), japanischer Fußballschiedsrichter
- Kamikawa, Yōko (* 1953), japanische Politikerin
- Kamiki, Ryūnosuke (* 1993), japanischer Schauspieler
- Kamil al-Windawi, Ibrahim (* 1988), irakischer Fußballspieler
- Kamil Muhammad, al- († 1260), Herrscher von Maiyafariqin
- Kamil, Abdallah Mohamed (* 1936), dschibutischer Politiker
- Kamil, Abdullah Ihsan (1919–1984), irakischer Architekt
- Kamil, al- († 1238), vierter Sultan der Ayyubiden in Ägypten (1218–1238)
- Kamil, Hussein (1853–1917), ägyptischer Sultan
- Kāmil, Muhammad Ibrāhīm (1927–2001), ägyptischer Politiker und Diplomat
- Kamil, Zakrya Ali (* 1988), katarischer Leichtathlet
- Kamilarow, Emil (1928–2007), bulgarischer Violinist und Musikpädagoge
- Kamilewicz Riley, Sarah (* 1979), US-amerikanische Biathletin
- Kamili, Ben (* 1969), deutsch-albanischer Maler
- Kamilli, Karl-August (* 1945), deutscher Politiker (SDP, SPD), MdV, MdB
- Kamillus von Lellis (1550–1614), italienischer Ordensgründer und ein HeiligerKamillus von Lellis (1550–1614)

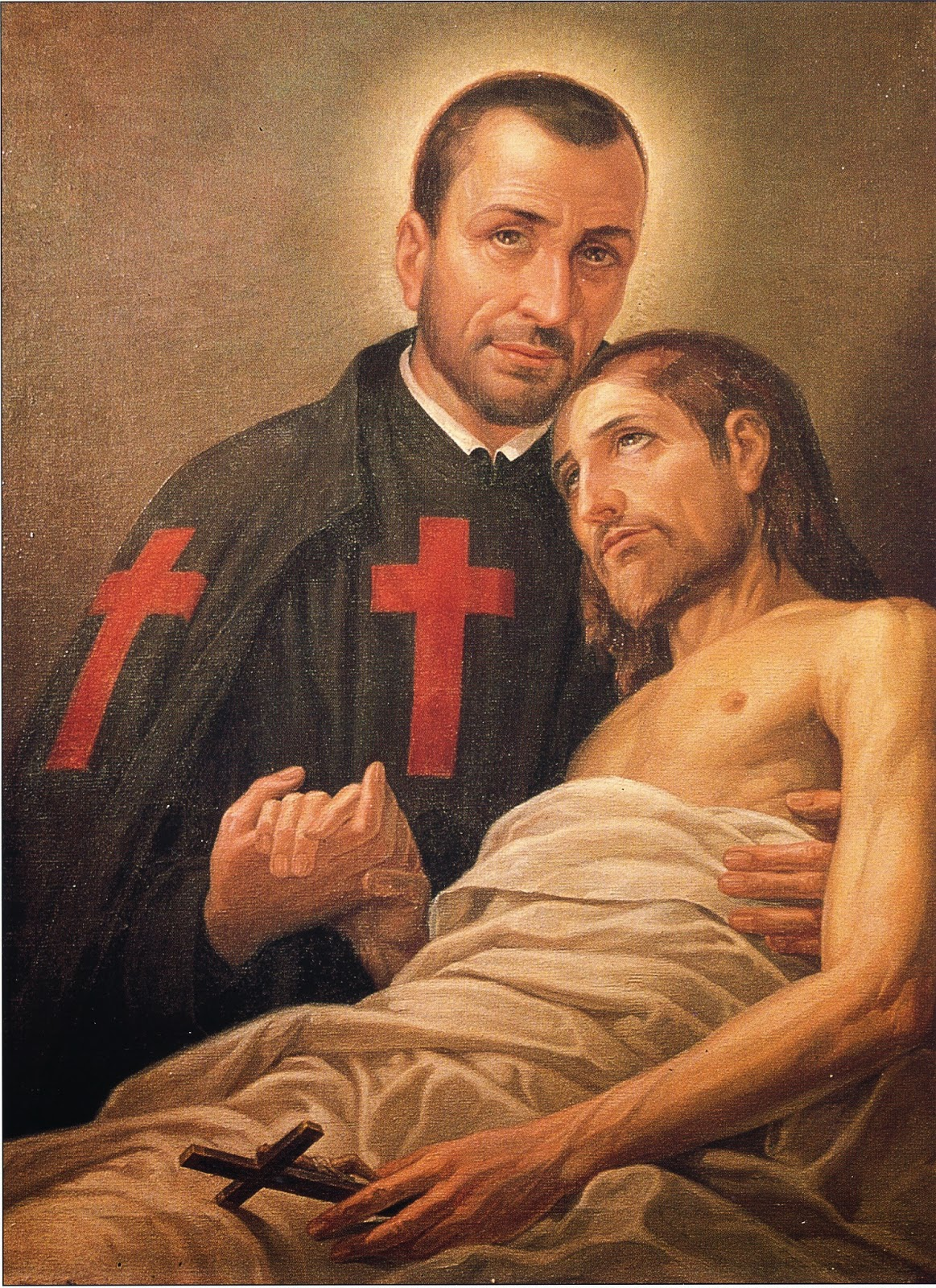
Kamillus von Lellis (1550–1614)

- Kamilow, Wladislaw Georgijewitsch (* 1995), russischer Fußballspieler
- Kamimaru, Yōichi (* 1984), japanischer Fußballspieler
- Kamimoto, Mieko (* 1948), japanische Politikerin
- Kamimura, Hikonojō (1849–1916), japanischer Admiral
- Kamimura, Shō (* 1989), japanischer Fußballspieler
- Kamimura, Shūhei (* 1995), japanischer Fußballspieler
- Kamimura, Yūji (* 1976), japanischer Fußballspieler
- Kamin, Blair (* 1957), US-amerikanischer Architekturkritiker
- Kamin, Leon (1927–2017), US-amerikanischer Psychologe
- Kaminaga, Akio (1936–1993), japanischer Judoka
- Kaminara, Androulla (* 1957), zyprische Politikerin
- Kaminer, Isaak (1834–1901), russischer Autor und Arzt
- Kaminer, Olga (* 1966), russisch-deutsche Autorin
- Kaminer, Sergei Michailowitsch (1906–1938), russischer Autor von Schachkompositionen
- Kaminer, Wladimir (* 1967), deutscher Schriftsteller und Kolumnist sowjetischer HerkunftWladimir Kaminer (* 1967)

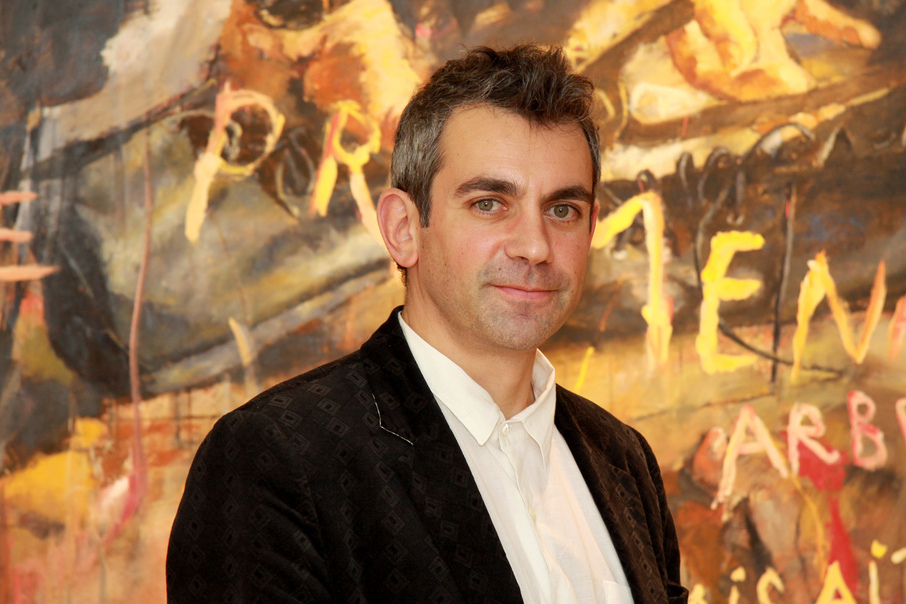
Wladimir Kaminer (* 1967)

- Kaminger, Rudolf (1887–1943), österreichischer Politiker (SDAP), Landtagsabgeordneter
- Kaminiarz, Magnus (1964–2019), deutscher ArchitektMagnus Kaminiarz (1964–2019)

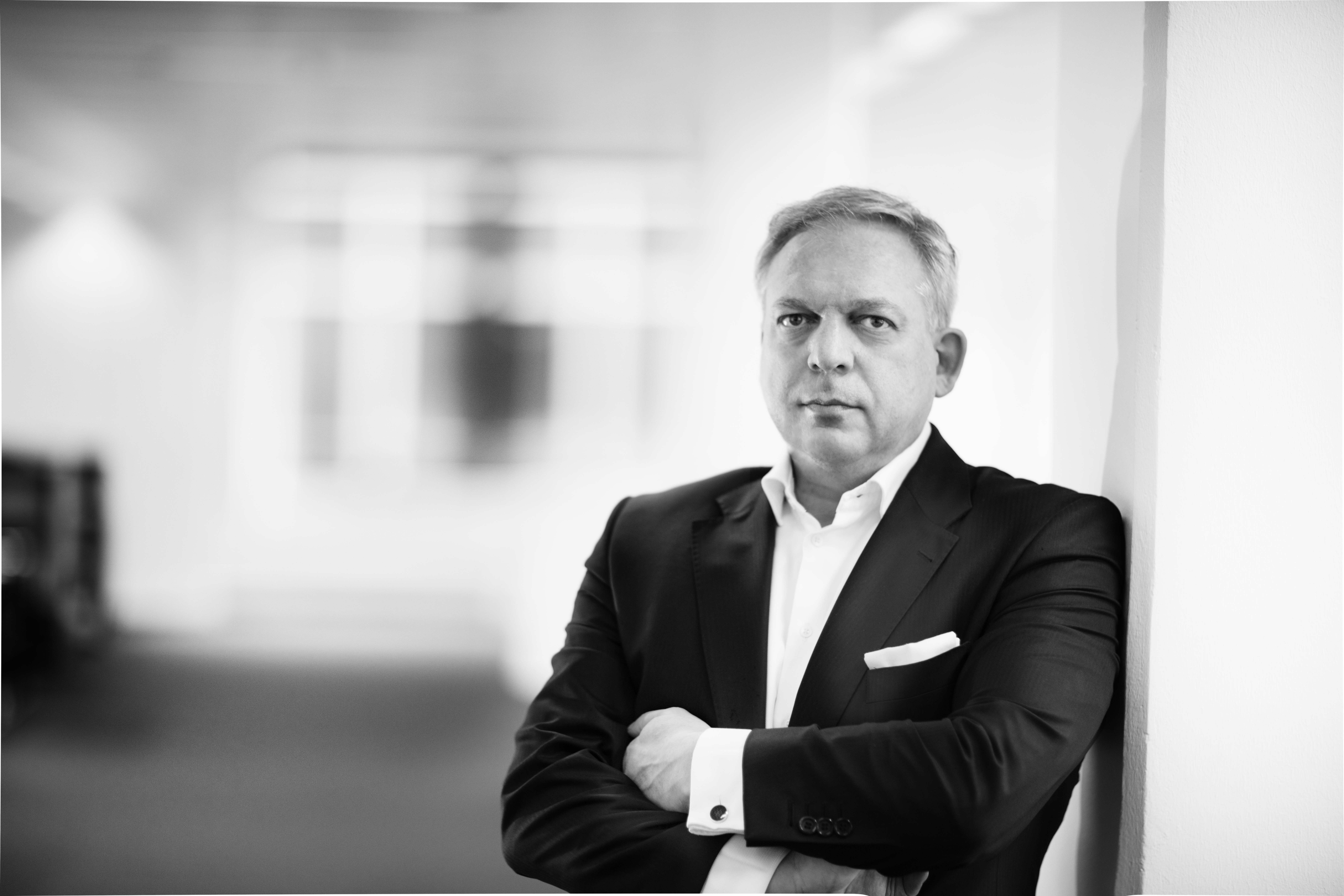
Magnus Kaminiarz (1964–2019)

- Kaminis, Giorgos (* 1954), griechischer Verfassungsrechtler
- Kaminka, Armand (1866–1950), Rabbiner, jüdischer Gelehrter, Übersetzer und neuhebräischer Dichter
- Kaminka, Didier (1943–2024), französischer Regisseur, Drehbuchautor und Schauspieler
- Kaminke, Jörn (* 1955), deutscher Fußballspieler
- Kaminke, Wolfram (1947–2020), deutscher Fußballspieler
- Kamino, Ryōta (* 2001), japanischer Fußballspieler
- Kamino, Tōru (* 1979), japanischer Eishockeyspieler
- Kamino, Yuka (* 1980), japanische Shorttrackerin
- Kaminow, Ivan (1930–2013), US-amerikanischer Physiker
- Kamińska, Dorota (* 1955), polnische Schauspielerin
- Kamińska, Esther Rachel (1870–1925), polnische Schauspielerin
- Kamińska, Ida (1899–1980), polnisch-jüdische Schauspielerin
- Kamińska, Magda (* 1986), polnische Squashspielerin
- Kaminskaitė, Eleonora (1951–1986), sowjetische Ruderin
- Kaminskaja, Dina Issaakowna (1919–2006), sowjetisch-US-amerikanische Anwältin und Menschenrechtlerin
- Kaminskaja, Waljanzina (* 1987), belarussisch-ukrainische Skilangläuferin
- Kaminskaja-Dulskaja, Jelisaweta Iwanowna (1899–1995), sowjetische Geologin und Hochschullehrerin
- Kaminskas, Algimantas (* 1957), litauischer Schachspieler
- Kaminskas, Antanas Zenonas (* 1953), litauischer Politiker
- Kaminskas, Darius (* 1966), litauischer Arzt und Politiker
- Kaminskas, Dovydas (* 1989), litauischer liberaler Politiker, seit 2019 Bürgermeister der Rajongemeinde Tauragė, jüngster amtierender Bürgermeister in Litauen (2019-)
- Kaminskas, Leopoldas (1923–2018), litauischer Ingenieur
- Kaminskas, Vytautas (1946–2022), litauischer Wissenschaftler und Hochschullehrer
- Kamiński, Abraham (1867–1918), Theater- und Filmregisseur
- Kamiński, Adam (* 1978), polnischer Dichter, Romancier, Dramatiker und Literaturkritiker
- Kamiński, Adam (* 1984), kanadischer Volleyballspieler
- Kaminski, Alexa (* 2000), deutsche Volleyballspielerin
- Kaminski, Alexander Stepanowitsch (1829–1897), russischer Architekt
- Kaminski, Alfred (* 1964), deutscher Fußballspieler und -trainer
- Kaminski, Anatoli Wladimirowitsch (* 1950), transnistrischer Politiker
- Kaminski, André (1923–1991), Schweizer Schriftsteller
- Kaminski, André Emanuel (* 1985), deutscher Schauspieler polnischer Abstammung
- Kamiński, Andrzej J. (1921–1985), polnischer Historiker
- Kaminski, Anna (* 1984), deutsche Schauspielerin, Sprecherin, Autorin
- Kaminski, Benno (1924–1990), deutscher Produzent, Produktions- und Herstellungsleiter beim Film
- Kaminski, Bert (* 1969), deutscher Betriebswirt und Hochschullehrer (Helmut-Schmidt-Universität Hamburg)
- Kaminski, Boris (* 1977), deutscher Basketballtrainer und Basketballfunktionär
- Kaminski, Bronislaw Wladislawowitsch (1899–1944), russischer Waffen-Brigadeführer der SSBronislaw Wladislawowitsch Kaminski (1899–1944)

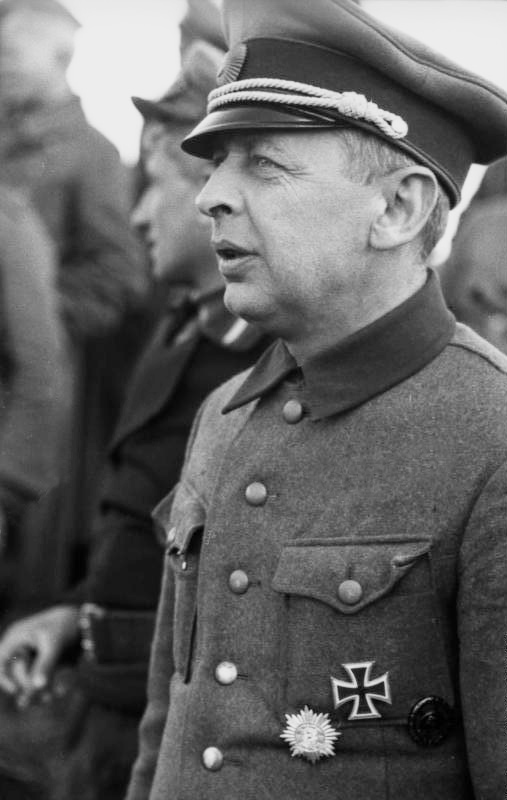
Bronislaw Wladislawowitsch Kaminski (1899–1944)

- Kaminski, Claudia (* 1966), deutsche Ärztin, Journalistin und Moderatorin
- Kaminski, Eugen (* 1963), deutsch-polnischer Fußballspieler
- Kaminski, Frank (* 1972), deutscher Filmproduzent und VFX Supervisor
- Kaminski, Franz (1887–1948), deutscher Unternehmer
- Kaminski, Gerd (1942–2022), österreichischer Rechtswissenschaftler und China-Experte
- Kaminski, Gerhard (* 1925), deutscher Psychologe
- Kaminski, Grigori Naumowitsch (1895–1938), sowjetischer Politiker
- Kaminski, Hanns-Erich (1899–1963), deutscher Journalist und Schriftsteller
- Kaminski, Hans (* 1940), deutscher Wirtschaftspädagoge
- Kaminski, Hartmut (1944–2016), deutscher Filmemacher, Künstler und Kunsthändler
- Kaminski, Heinrich (1886–1946), deutscher Komponist
- Kaminski, Heinz (1921–2002), deutscher Chemieingenieur und Weltraumforscher
- Kaminski, Jake (* 1988), US-amerikanischer Bogenschütze
- Kamiński, Jakub (* 2002), polnischer Fußballspieler
- Kaminski, Jan Bronislawowitsch (* 1971), russischer Eishockeyspieler
- Kamiński, Janusz (* 1959), polnisch KameramannJanusz Kamiński (* 1959)

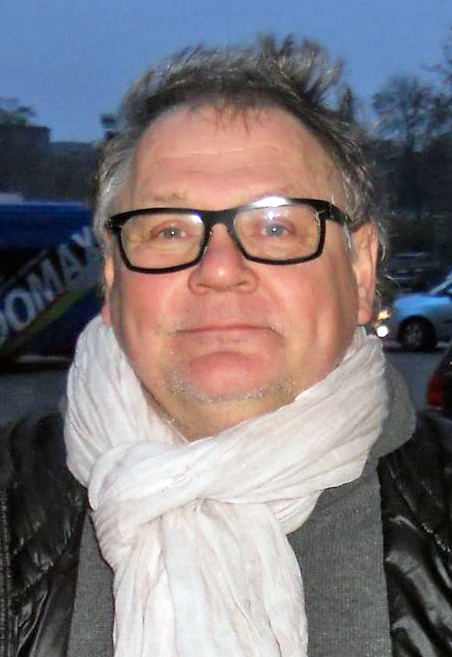
Janusz Kamiński (* 1959)

- Kamiński, Jarosław (* 1960), polnischer Filmeditor
- Kamiński, Jarosław (* 1965), litauischer Politiker
- Kaminski, Jonas (* 1996), deutscher Volleyballspieler
- Kaminski, Joseph (1903–1972), israelischer Komponist
- Kaminski, Karl (1940–1978), deutscher Bahnradsportler
- Kamiński, Krzysztof (* 1957), polnischer Politiker, Mitglied des Sejm
- Kamiński, Marcin (* 1992), polnischer FußballspielerMarcin Kamiński (* 1992)

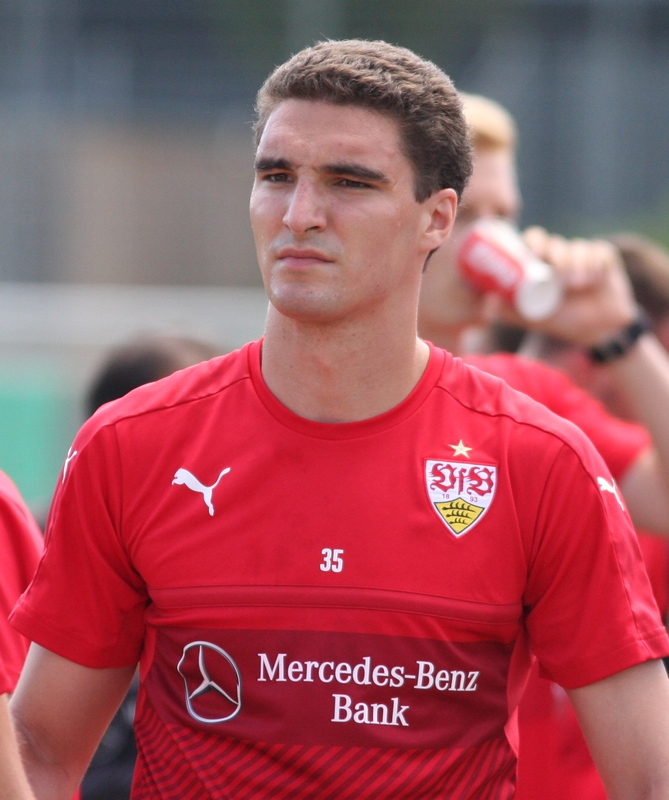
Marcin Kamiński (* 1992)

- Kaminski, Marco (* 1964), polnisch-schweizerischer Marathonläufer
- Kaminski, Marco (* 1984), deutscher Fußballspieler
- Kamiński, Marek (* 1964), polnischer Polarforscher, Autor, Photograph und Unternehmer
- Kaminski, Maren (* 1979), deutsche Politikerin (Die Linke)
- Kamiński, Mariusz (* 1965), polnischer Politiker, Mitglied des Sejm
- Kamiński, Mariusz Antoni (* 1978), polnischer Politiker, Mitglied des Sejm
- Kaminski, Matthew (* 1971), US-amerikanischer Journalist
- Kaminski, Max G. (1938–2019), deutscher Maler
- Kamiński, Michał (* 1972), polnischer Politiker, Mitglied des Sejm, MdEP
- Kaminski, Mik (* 1951), britischer Violinist
- Kaminski, Nicola (* 1967), deutsche Literaturwissenschaftlerin
- Kaminski, Roman (* 1951), deutscher Schauspieler
- Kamiński, Romuald (* 1955), polnischer römisch-katholischer Geistlicher, Bischof von Warschau-Praga
- Kamiński, Stanisław (1919–1986), polnischer Philosoph
- Kaminski, Stefan (* 1974), deutscher Schauspieler und Hörbuchsprecher
- Kaminski, Thomas (* 1992), belgischer Fußballtorwart
- Kamiński, Tomasz (* 1979), polnischer Politiker, Mitglied des Sejm
- Kaminski, Uladsimir (* 1950), sowjetischer Radrennfahrer und Olympiasieger im Radsport
- Kaminski, Vanessa (* 1991), deutsche Fußballschiedsrichterin
- Kaminski, Volker (* 1958), deutscher Schriftsteller
- Kamiński, Wiktor (* 2004), polnischer Fußballspieler
- Kamiński, Wojciech (* 1974), polnischer Basketballtrainer
- Kamiński, Zygmunt (1933–2010), polnischer Geistlicher, römisch-katholischer Erzbischof
- Kaminsky, Adolfo (1925–2023), Chemiker, Fotograf, Ausweisfälscher
- Kaminsky, Andrej (* 1964), deutscher Schauspieler und Schauspiellehrer
- Kaminsky, Anna (* 1962), deutsche Linguistin, Historikerin und Publizistin
- Kaminsky, Carmen (* 1962), deutsche Philosophin, Professorin und Autorin
- Kaminsky, Charlotte (1904–1989), deutsche Stimmbildnerin, Redakteurin und Regisseurin
- Kaminsky, Claus (* 1959), deutscher Politiker (SPD), Oberbürgermeister von HanauClaus Kaminsky (* 1959)

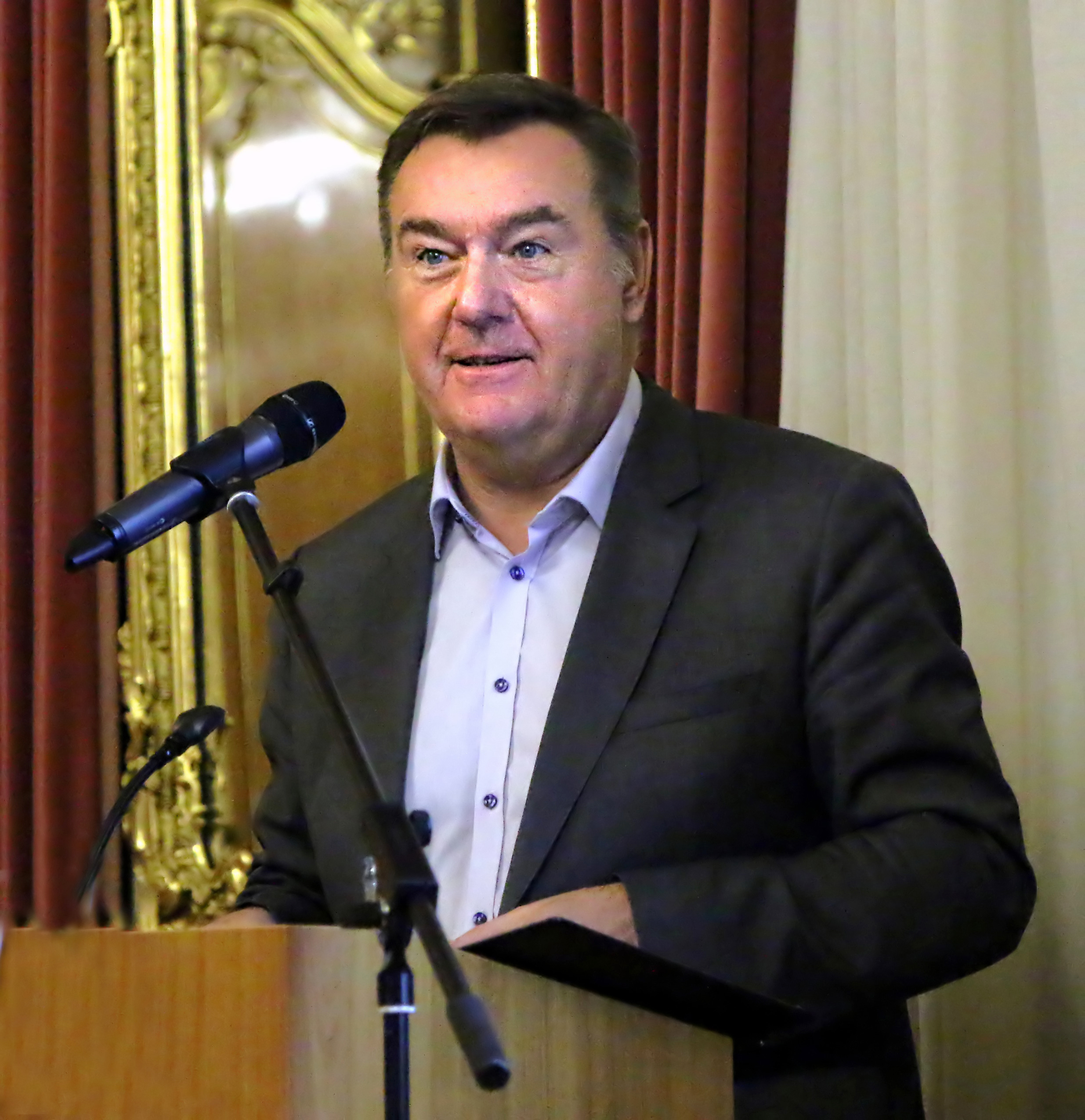
Claus Kaminsky (* 1959)

- Kaminsky, Dan (1979–2021), US-amerikanischer Informatiker und Spezialist für Computersicherheit
- Kaminsky, Frank (* 1993), US-amerikanischer Basketballspieler
- Kaminsky, Graciela, US-amerikanische Wirtschaftswissenschaftlerin
- Kaminsky, Hans Heinrich (1938–2018), deutscher Historiker
- Kaminsky, Horst (1927–2019), deutscher Politiker (SED) und Präsident der Staatsbank der DDR
- Kaminsky, Howard (1924–2014), US-amerikanischer Historiker
- Kaminsky, Ilya (* 1977), ukrainisch-US-amerikanischer Dichter, Herausgeber, Hochschullehrer und Übersetzer
- Kaminsky, Jürgen (* 1957), deutscher Fußballspieler und -trainer
- Kaminsky, Max (1908–1994), US-amerikanischer Jazztrompeter des Dixieland Jazz
- Kaminsky, Stefan (1926–2002), deutscher Bankmanager
- Kaminsky, Stefan (* 1977), deutscher Schauspieler und Sprecher
- Kaminsky, Stuart (1934–2009), amerikanischer Krimiautor
- Kaminsky, Thomas (* 1945), deutscher Maler, Grafiker und Druckkünstler
- Kaminsky, Uwe (* 1962), deutscher Historiker
- Kaminsky, Walter (1899–1975), deutscher Bankenjurist, Begründer des reichsweit anerkannten Königsberger Systems und der Kundenkreditbank
- Kaminsky, Walter (1941–2024), deutscher Chemiker und Hochschullehrer
- Kamio, Mayuko (* 1986), japanische Geigerin
- Kamio, Yōko (* 1966), japanische Manga-Zeichnerin
- Kamio, Yone (* 1971), japanische Tennisspielerin
- Kamioka, Tomoki (* 1998), japanischer Fußballspieler
- Kamioka, Toshiyuki (* 1960), japanischer Dirigent und Pianist
- Kamionkowski, Marc (* 1965), US-amerikanischer Astrophysiker
- Kamionobe, Megumi (* 1986), japanische Fußballspielerin
- Kamis, Fadli (* 1992), singapurischer Fußballspieler
- Kamisaka, Shōtō (1882–1954), japanischer Maler
- Kamisasanuki, Mamoru (* 1999), japanischer Fußballspieler
- Kamischke, Jörg-Dietrich (1948–2025), deutscher Landrat
- Kamiske, Gerd F. (* 1932), deutscher Ingenieurwissenschaftler
- Kamissoko, Aminata (* 1985), mauretanische Leichtathletin
- Kamita, Jun (* 1992), japanischer Fußballspieler
- Kamitsukasa, Shōken (1874–1947), japanischer Schriftsteller
- Kamitz, Dennis (* 1995), deutscher SchauspielerDennis Kamitz (* 1995)

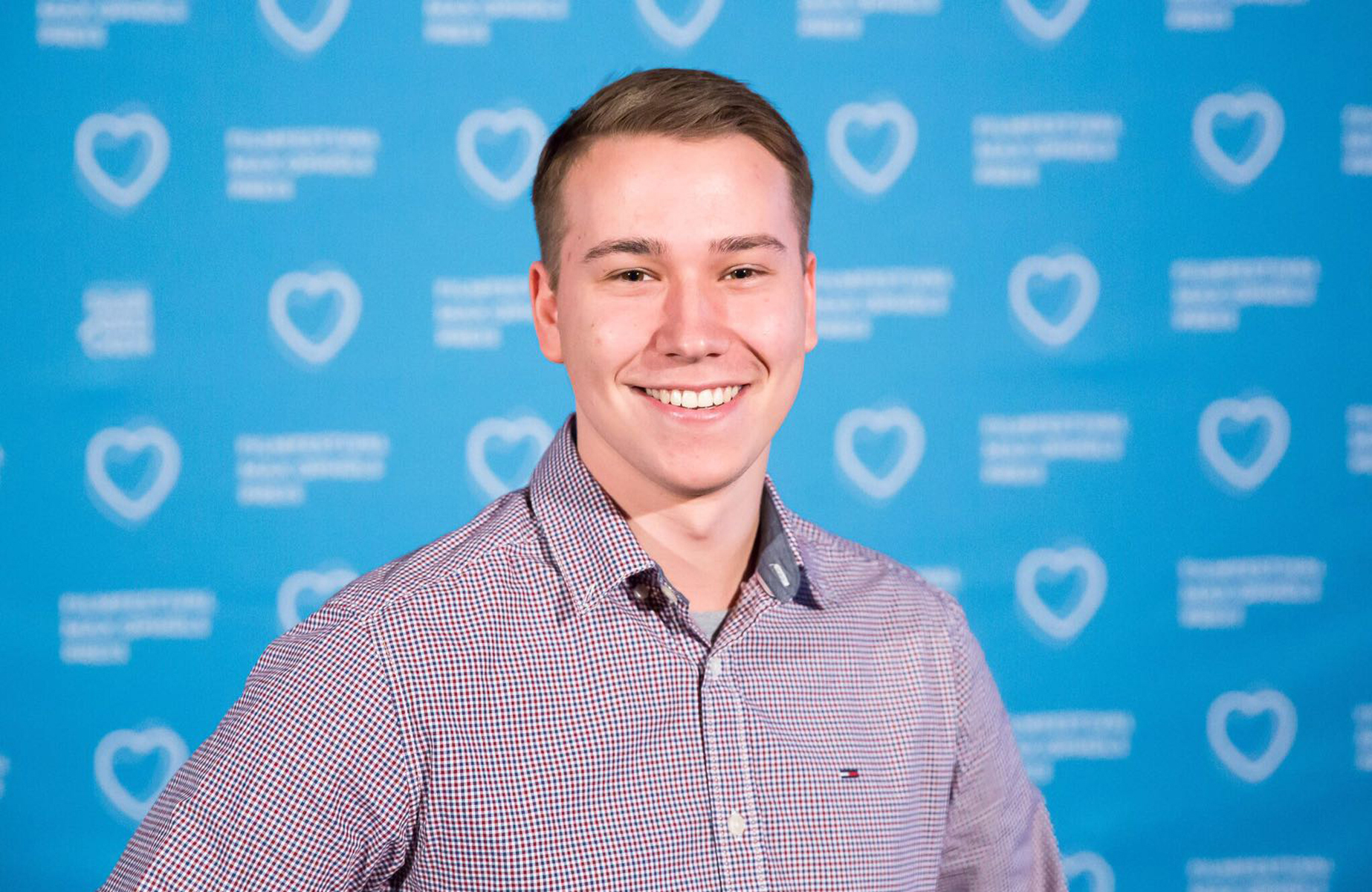
Dennis Kamitz (* 1995)

- Kamitz, Reinhard (1907–1993), österreichischer Politiker und Finanzminister
- Kamitz, Reinhard (1939–2022), österreichischer Philosoph
- Kamiya, Akira (* 1946), japanischer Synchronsprecher (Seiyū)
- Kamiya, Erina (* 1992), japanische Eisschnellläuferin
- Kamiya, Hideki (* 1970), japanischer Videospieleentwickler
- Kamiya, Hiroshi (* 1975), japanischer Synchronsprecher (Seiyū)
- Kamiya, Kaito (* 1997), japanischer Fußballspieler
- Kamiya, Ryōto (* 1997), japanischer Fußballspieler
- Kamiya, Satoshi (* 1981), japanischer Origami-Künstler
- Kamiya, Shun’ya (* 1991), japanischer Fußballspieler
- Kamiya, Sōtan (1551–1635), japanischer Geschäftsmann
- Kamiya, Yūta (* 1997), japanischer Fußballspieler
- Kamiyama, Kyosuke (* 2000), japanischer Fußballspieler
- Kamiyama, Ryūichi (* 1984), japanischer Fußballspieler
- Kamiyama, Sōjin (1884–1954), japanischer
- Kamiyama, Yūichirō (* 1968), japanischer Radrennfahrer
- Kamizono, Kazuaki (* 1981), japanischer Fußballspieler
- Kamizuru, Ursula (1953–2008), deutsche Tischtennisspielerin

### Kamk
- Kamke, Detlef (1922–2004), deutscher Physiker und Hochschullehrer
- Kamke, Erich (1890–1961), deutscher Mathematiker
- Kamke, Tobias (* 1986), deutscher Tennisspieler
- Kamkin, Alexei Dmitrijewitsch (* 1952), sowjetischer Ruderer
- Kamkwamba, William (* 1987), malawischer Erfinder und UmweltwissenschaftlerWilliam Kamkwamba (* 1987)

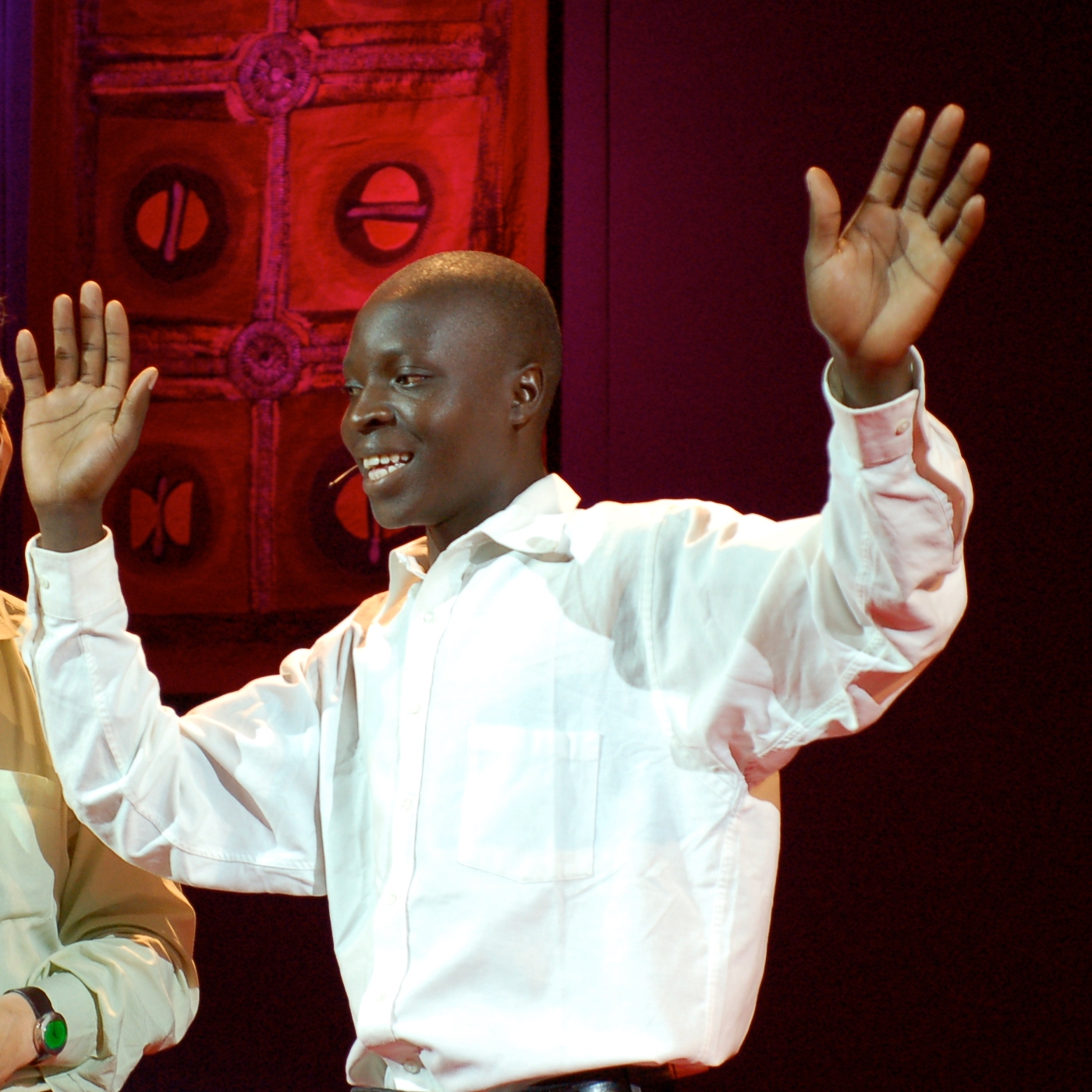
William Kamkwamba (* 1987)

### Kaml
- Kaml, Sylvia (* 1975), deutsche Schriftstellerin
- Kamlager-Dove, Sydney (* 1972), US-amerikanische Politikerin der Demokratischen Partei
- Kamlah, Andreas (1933–2023), deutscher Physiker und Philosoph
- Kamlah, Ehrhard (1925–2019), deutscher evangelischer Neutestamentler
- Kamlah, Hermann von (1840–1919), preußischer Generalleutnant
- Kamlah, Jens (* 1962), deutscher evangelisch-lutherischer Theologe, biblischer Archäologe
- Kamlah, Kurt (1866–1928), deutscher Schriftsteller
- Kamlah, Wilhelm (1905–1976), deutscher Philosoph mit schulenbildender Wirkung
- Kamleitner, Marlies (* 1970), deutsche Handballspielerin und -trainerin
- Kamler, Bernhard von (1902–1975), österreichischer Industrieller und Wirtschaftsfunktionär
- Kamler, Heinz-Georg (1942–2018), österreichischer Manager, Unternehmer und Sportler

### Kamm
- Kamm, Andreas, österreichischer Filmproduzent
- Kamm, Berta (1889–1963), deutsche Juristin und Sprachlehrerin
- Kamm, Bertold (1926–2016), deutscher Politiker (SPD), MdL
- Kamm, Birgit (* 1962), deutsche Chemikerin und Hochschullehrerin
- Kamm, Christine (* 1952), deutsche Politikerin (Bündnis 90/Die Grünen), MdL
- Kamm, Edmund (1825–1895), deutscher Jurist und Politiker
- Kamm, Fritz (1897–1967), Schweizer Bankier und Kunstsammler
- Kamm, Gottlob (1897–1973), deutscher Politiker
- Kamm, Henry (1925–2023), deutsch-amerikanischer Journalist
- Kamm, Jakob (* 1947), Schweizer Politiker (SP)
- Kamm, Johann Bernhard (1736–1816), deutscher Bildhauer des Rokoko
- Kamm, Jürgen (* 1955), deutscher Anglist und Hochschullehrer
- Kamm, Karl (1870–1946), deutscher Verwaltungs- und Ministerialbeamter
- Kamm, Katja (1969–2022), deutsche Bilderbuchillustratorin und -autorin
- Kamm, Michael (* 1978), deutscher Filmkomponist und Musikproduzent
- Kamm, Raimund (* 1952), deutscher Politiker (Bündnis 90/Die Grünen), MdL
- Kamm, Rosa (1907–1996), deutsche Politikerin (SPD)
- Kamm, Udo (1942–2022), deutscher Lehrer, Redakteur, Beamter und Politiker (CDU), Mitglied der Volkskammer der DDR 1990
- Kamm, Willy (1945–2016), Schweizer Politiker (FDP)
- Kamm, Wunibald (1893–1966), deutscher Ingenieur und Aerodynamiker
- Kamm-Kyburz, Christine (1949–2019), Schweizer Kunsthistorikerin
- Kammacher, Emma (1904–1981), Schweizer Juristin, Grossrätin und Frauenrechtlerin
- Kammann, Claudia, deutsche Klimawissenschaftlerin
- Kammann, Franz (1854–1926), österreichischer Politiker, Landtagsabgeordneter und Bürgermeister
- Kammann, Jan (* 1979), deutscher Lehrer, Buchautor und Weltreisender
- Kammann, Jutta (* 1944), deutsche SchauspielerinJutta Kammann (* 1944)

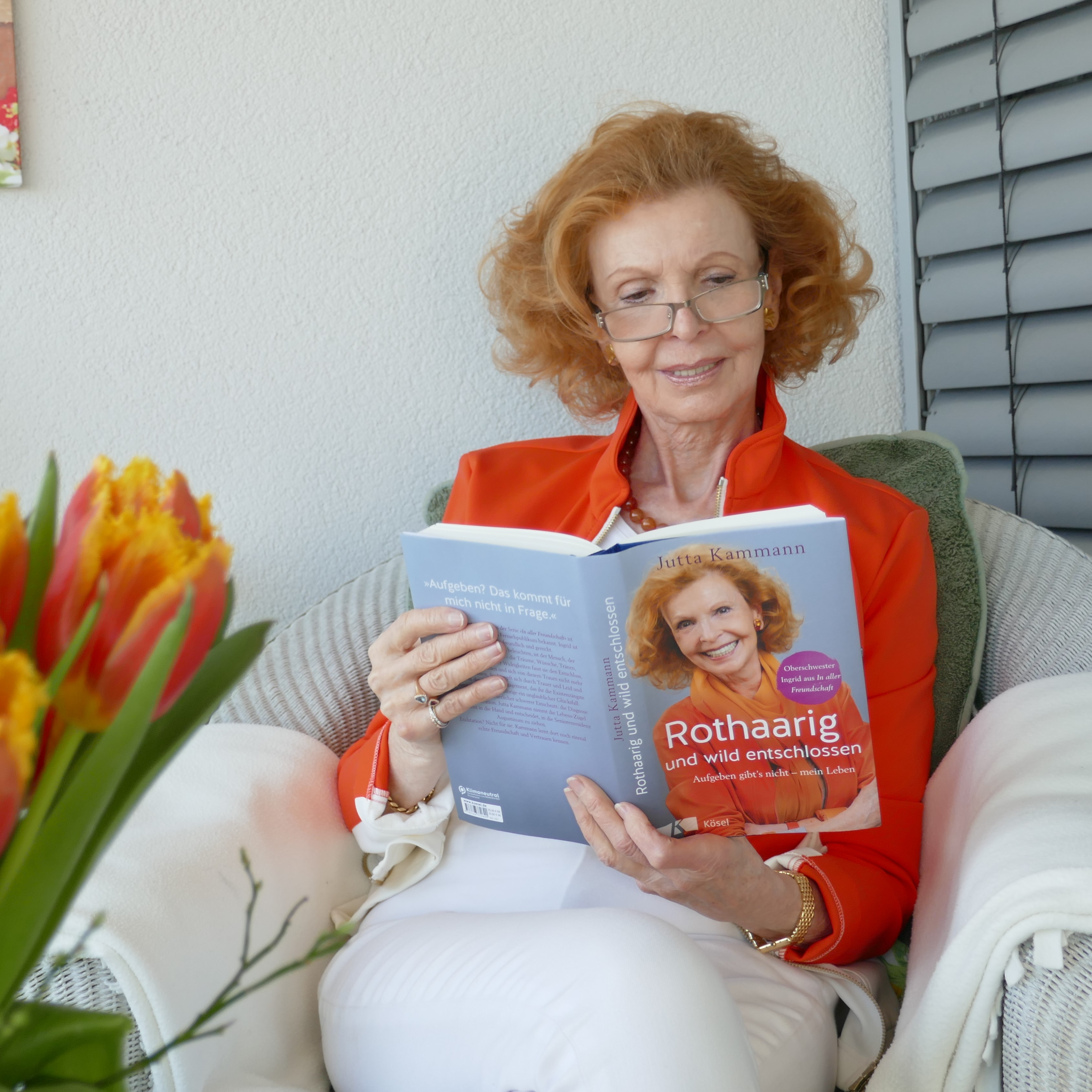
Jutta Kammann (* 1944)

- Kammann, Marc (* 1997), deutscher Ruderer
- Kammann, Uwe (* 1948), deutscher Journalist
- Kammann, Werner (1919–1985), deutscher Politiker (SPD), MdL
- Kammann, Wilhelm (1922–1980), deutscher Politiker (SPD), MdL
- Kammasch, Gudrun (1942–2024), deutsche Chemikerin und Hochschullehrerin
- Kammeier, Hans (1902–1973), deutscher Musiker und Komponist
- Kammeier, Thomas (* 1966), deutscher Koch und Kochbuchautor
- Kammeier, Wilhelm (1889–1959), deutscher Chronologiekritiker
- Kammel, Antonín (1730–1784), tschechischer Komponist und Geiger
- Kammel, Bernhard (* 1962), österreichischer Filmregisseur, Produzent, Kameramann und Autor
- Kammel, Edmund (1846–1914), deutscher Apotheker und Autor von Tourenbüchern und -karten für Radfahrer
- Kammel, Frank Matthias (* 1961), deutscher Kunsthistoriker und Direktor
- Kämmel, Heinrich Julius (1813–1881), deutscher Gymnasiallehrer
- Kammel, Leo (1885–1948), österreichischer Architekt
- Kammel, Matthias, deutscher Radiomoderator
- Kammel, Willibald Franz (1879–1953), österreichischer Pädagoge und Psychologe
- Kammen, Michael (1936–2013), US-amerikanischer Historiker
- Kammen, Patricia van der (* 1972), niederländische Politikerin (PVV), MdEP
- Kammenhuber, Annelies (1922–1995), deutsche Hethitologin
- Kammenos, Panos (* 1965), griechischer Politiker (Anexartiti Ellines)
- Kammenou, Alexia (* 1969), griechische Wasserballspielerin und -trainerin
- Kammer, Albert von der (1860–1951), deutscher Unternehmer, Prediger und Autor
- Kämmer, Andreas (* 1984), deutscher Badmintonspieler
- Kammer, August (1912–1996), US-amerikanischer Eishockeyspieler
- Kammer, Bernd (* 1960), deutscher Fußballspieler
- Kammer, Carl (1881–1968), Domkapitular in Trier, Vorsitzender des Caritasverbandes der Diözese Trier
- Kammer, Edith (1932–2022), Schweizer Schriftstellerin
- Kammer, Eduard (1839–1910), deutscher Altphilologe und Schulbeamter in Preußen
- Kammer, Emil (1874–1960), deutscher Bauingenieur und Hochschullehrer
- Kämmer, Frank (* 1968), deutscher Weinfachmann, Sommelier und Autor
- Kammer, Hans-Werner (* 1948), deutscher Politiker (CDU), MdB
- Kammer, Heinz (1916–1989), deutscher Schauspieler
- Kammer, Klaus (1929–1964), deutscher Schauspieler
- Kämmer, Luca (* 1996), deutscher Synchronsprecher, Hörspielsprecher und Schauspieler
- Kammer, Reinhard (* 1941), deutscher Japanologe
- Kammer, Salome (* 1959), deutsche Schauspielerin, Stimmsolistin, Sängerin und Cellistin
- Kammer, Stefanie (* 1981), deutsche Ingenieurin und Requisiteurin in Film und Fernsehen
- Kammer, Stephan (* 1969), deutscher Germanist
- Kämmer, Stephanie (* 1977), deutsche Schauspielerin
- Kämmer, Uwe (* 1959), deutscher Badmintonspieler
- Kammer-Veken, Katharina (1920–2017), deutsche Schriftstellerin
- Kammera, Shūto (* 1996), japanischer Fußballspieler
- Kammerahl, Heinrich (1893–1971), deutscher Politiker (SPD, SED), MdL Sachsen-Anhalt
- Kammerbauer, Andreas (* 1961), deutscher Politiker (Die Grünen), MdL
- Kammerbauer, Patrick (* 1997), deutscher FußballspielerPatrick Kammerbauer (* 1997)

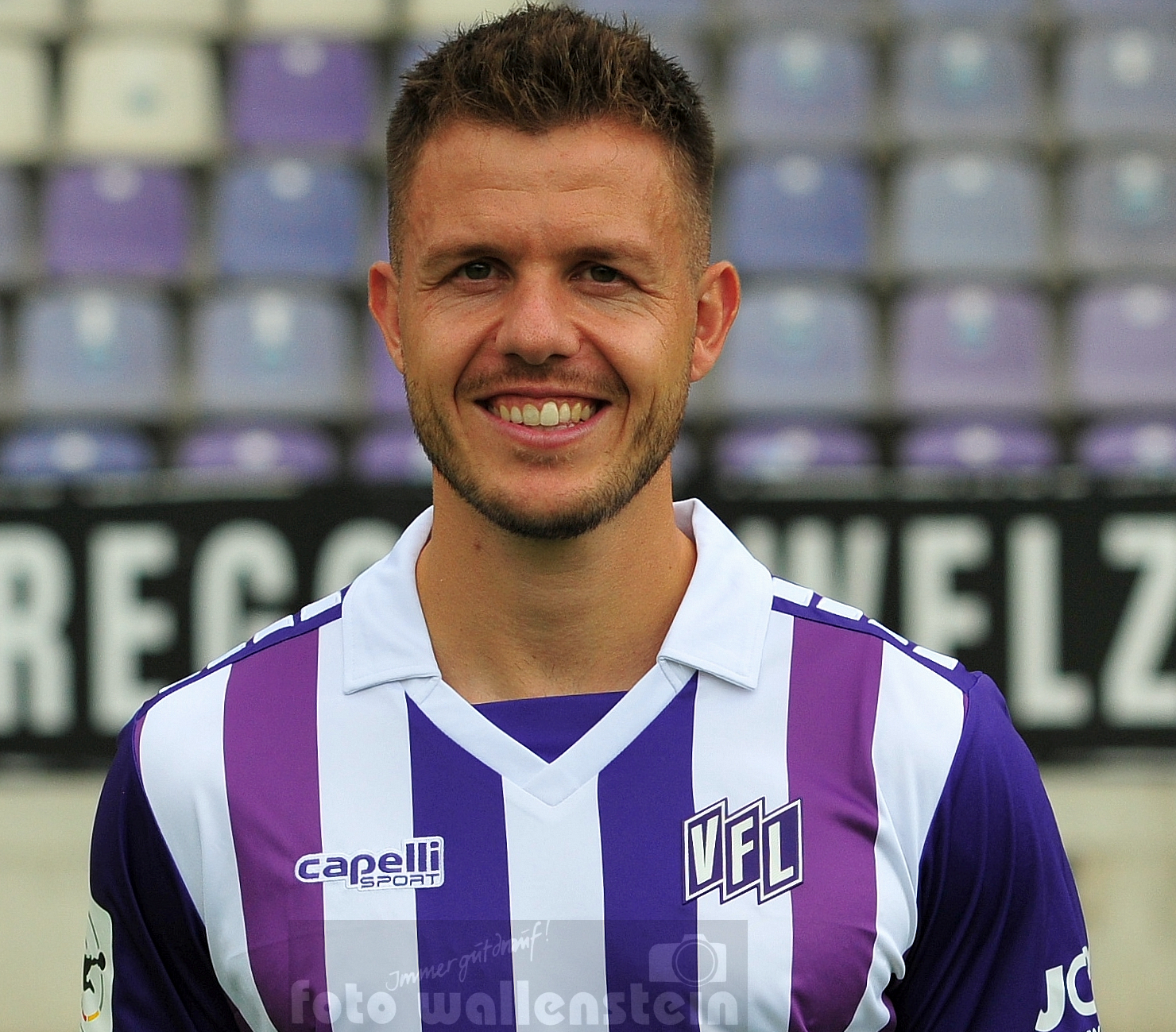
Patrick Kammerbauer (* 1997)

- Kämmerer von Worms, Dieter († 1458), Vizedom von Aschaffenburg
- Kämmerer von Worms, Eberhard I. († 1559), deutscher Ritter
- Kämmerer von Worms, genannt von Bechtolsheim, Peter II. († 1387), Adeliger, Amtmann, Grundherr
- Kämmerer von Worms, Heinrich († 1418), Schultheiß von Hagenau
- Kämmerer von Worms, Johann III. († 1350), deutscher Ritter, Herr von Waldeck
- Kämmerer von Worms, Johann XI. († 1415), Kurpfälzer Hofmeister, Schultheiß und Burgamtmann
- Kämmerer von Worms, Johann XVII. (1392–1431), deutscher Ritter, Bürgermeister von Oppenheim
- Kämmerer von Worms, Johann XXII. († 1531), deutscher Ritter, Herr der Kropsburg und von Sankt Martin (Pfalz)
- Kämmerer von Worms, Philipp I. (1428–1492), deutscher Ritter, Herr in Herrnsheim und der Kropsburg
- Kämmerer von Worms, Wolfgang VIII. (1522–1576), deutscher Ritter, kurmainzischer Amtmann in Dieburg, Rat des Bischofs von Speyer
- Kammerer, Anton Paul (1954–2021), deutscher Maler und Grafiker
- Kämmerer, August Alexander (1789–1858), deutscher Geologe
- Kammerer, Axel (* 1964), deutscher Eishockeyspieler und -trainer
- Kammerer, Basiela (1904–1944), deutsche Steyler Missionsschwester und Märtyrin
- Kämmerer, Carl Gustav (1833–1888), deutscher Seifensieder und Unternehmer
- Kammerer, Chet (* 1942), US-amerikanischer Basketballtrainer
- Kämmerer, Christoph Ludwig (1755–1797), deutscher Naturforscher
- Kammerer, Ernst (1908–1941), deutscher Feuilletonist und Buchautor
- Kammerer, Felix (* 1995), österreichischer Schauspieler
- Kämmerer, Ferdinand (1784–1841), deutscher Jurist, Rechtsgelehrter in Rostock
- Kämmerer, Franz (1868–1951), deutscher Orgelbauer
- Kämmerer, Fred (* 1931), deutscher Ringer
- Kämmerer, Gerlinde (* 1955), deutsche Kulturwissenschaftlerin
- Kämmerer, Gordon (* 1986), deutscher Schauspieler und Regisseur
- Kämmerer, Hanne-Nüte (1903–1981), deutsche Textilkünstlerin
- Kammerer, Hans (1922–2000), deutscher Architekt
- Kämmerer, Hans (* 1974), deutscher Schriftsteller und Musiker
- Kammerer, Hans Peter (* 1965), italienisch-österreichischer Opernsänger (Bariton)
- Kämmerer, Heinz Peter (1927–2017), deutscher Chirurg
- Kammerer, Helmut (* 1958), deutscher Autor und Journalist
- Kammerer, Immanuel (1857–1927), deutscher Tierschützer
- Kammerer, Inga Rosa (* 1962), deutsche Schauspielerin
- Kammerer, Iris (* 1963), deutsche Schriftstellerin
- Kammerer, Jakob (* 1992), österreichischer Jazzmusiker (Schlagzeug, Komposition)
- Kammerer, Jakob Friedrich (1796–1857), deutscher Ingenieur, Konstrukteur, gilt als Erfinder des Streichholzes
- Kämmerer, Janina (* 1998), deutsche Tischtennisspielerin
- Kämmerer, Jörn Axel (* 1965), deutscher Rechtswissenschaftler und Hochschullehrer
- Kammerer, Justus (* 1997), deutscher Nachwuchsdarsteller
- Kammerer, Marcel (1878–1959), österreichischer Architekt und Maler
- Kammerer, Margareth (* 1966), italienische Jazzsängerin und -gitarristin (Südtirol)
- Kammerer, Maximilian (* 1996), deutscher EishockeyspielerMaximilian Kammerer (* 1996)

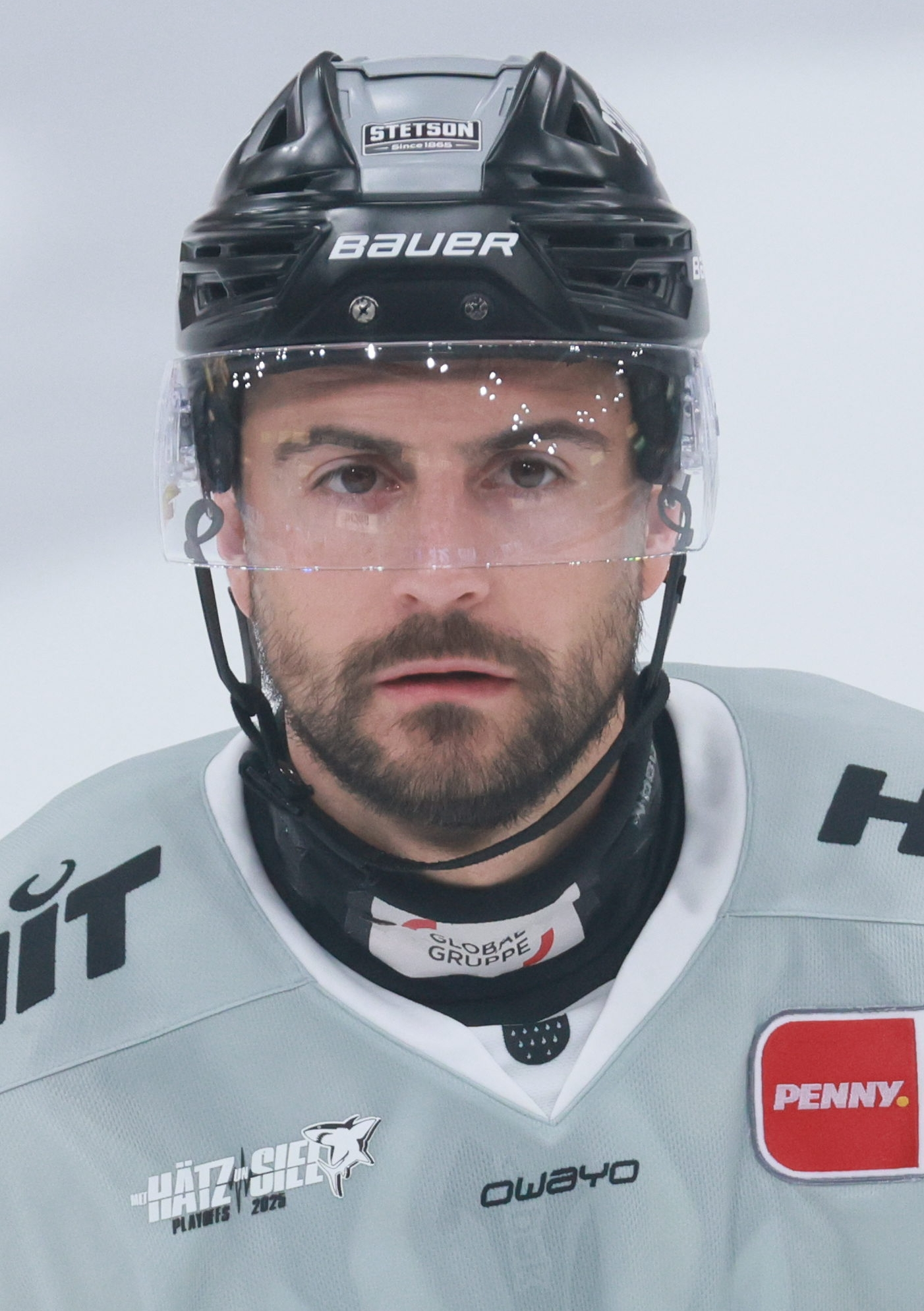
Maximilian Kammerer (* 1996)

- Kämmerer, Oliver (* 1988), deutscher Eishockeyspieler
- Kammerer, Otto (1865–1951), deutscher Maschinenbauer, Hochschullehrer und Rektor
- Kammerer, Paul (1880–1926), österreichischer ZoologePaul Kammerer (1880–1926)

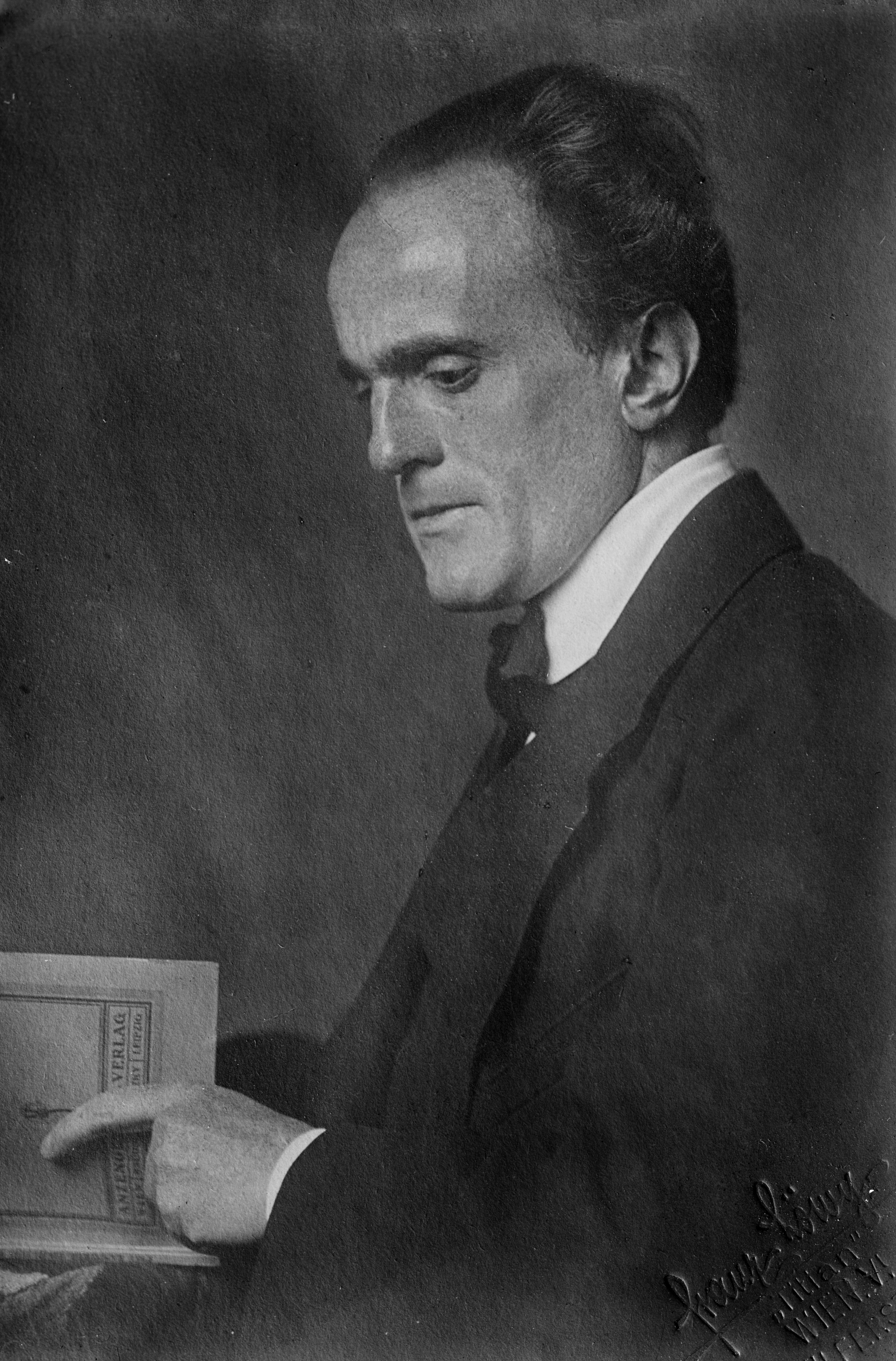
Paul Kammerer (1880–1926)

- Kammerer, Peter (* 1938), deutscher Soziologe und Übersetzer
- Kämmerer, Peter (* 1941), deutscher Politiker (SPD), MdHB
- Kammerer, Reinhard (* 1951), deutscher Offizier der Bundeswehr
- Kämmerer, Robert (1877–1914), deutscher Bürgermeister und Politiker
- Kammerer, Stephan (* 1968), deutscher Fußball- und Futsalschiedsrichter
- Kämmerer, Thomas Richard (* 1962), deutscher Altorientalist und Verleger
- Kammerer, Tobias (* 1968), deutscher Kirchenmaler
- Kämmerer, Tobias (* 1975), deutscher Journalist, Radio- und TV-Moderator hauptsächlich für den Hessischen Rundfunk
- Kämmerer, Werner (* 1873), deutscher Bauingenieur und Luftfahrtpionier
- Kämmerer, Wilhelm (1905–1994), deutscher Ingenieur und Computerpionier der DDR
- Kämmerer, Wolfgang (* 1946), deutscher Internist, Psychoanalytiker und Psychosomatiker
- Kammerer, Zoltán (* 1978), ungarischer Kanute
- Kammerer-Luka (1929–2023), deutscher bildender Künstler
- Kämmerer-Rohrig, Robert (1893–1977), deutscher Kunstmaler und Zeichner
- Kammerevert, Petra (* 1966), deutsche Politikerin (SPD), MdEP
- Kammerhofer, Johann (1921–1983), österreichischer Politiker (ÖVP), Abgeordneter zum Nationalrat
- Kammerhofer, Konstantin (1899–1958), deutscher Politiker (NSDAP), MdR, SS-Gruppenführer und Beauftragter Heinrich Himmlers in Kroatien
- Kammerhofer, Stefan (* 1990), österreichischer Fußballspieler und Trainer
- Kammerhoff, Holger (* 1945), deutscher Militär, Generalleutnant der Bundeswehr
- Kammerichs, Federico (* 1980), deutsch-argentinischer Basketballspieler
- Kammerichs, Klaus (* 1933), deutscher Bildhauer, Fotograf und Filmemacher
- Kammerknecht, Claudio (* 1999), deutscher Fußballspieler
- Kammerl, Rudolf (* 1971), deutscher Pädagoge und Hochschullehrer
- Kammerlander, Beat (* 1959), österreichischer Sportkletterer
- Kammerlander, Doris (* 1949), österreichische Politikerin (Grüne), Abgeordnete zum Nationalrat
- Kammerlander, Fany (* 1967), deutsche Cellistin
- Kammerlander, Gerald (* 1981), österreichischer Naturbahnrodler
- Kammerlander, Hans (* 1956), italienischer Bergsteiger (Südtirol)Hans Kammerlander (* 1956)

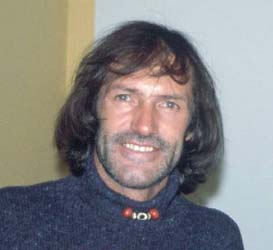
Hans Kammerlander (* 1956)

- Kammerlander, Katrin (* 1996), österreichische Stabhochspringerin
- Kammerlander, Lukas (* 1990), österreichischer Sportschütze
- Kammerlander, Nadine (* 1983), deutsche Wirtschaftswissenschaftlerin
- Kammerlander, Thomas (* 1990), österreichischer Naturbahnrodler
- Kammerlander, Tobias (* 1986), österreichischer nordischer Kombinierer
- Kämmerling, Andreas (* 1963), deutscher Motorradrennfahrer
- Kammerling, Anna-Karin (* 1980), schwedische Schwimmerin
- Kämmerling, Christian (* 1953), deutscher Journalist
- Kämmerling, Jens (* 1971), deutscher Veterinärmediziner und Tierparkdirektor
- Kämmerling, Karl-Heinz (1930–2012), deutscher KlavierlehrerKarl-Heinz Kämmerling (1930–2012)

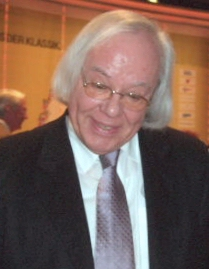
Karl-Heinz Kämmerling (1930–2012)

- Kämmerling, Lambert Romanus (1917–1945), deutscher Schulbruder und Märtyrer
- Kämmerling, Stefan (* 1976), deutscher Politiker (SPD), MdL
- Kämmerling, Verena (* 1981), deutsche Politikerin (CDU)
- Kämmerlings, Richard (* 1969), deutscher Literaturkritiker
- Kammermeier, Bernd (* 1957), deutscher Autor, Modellbauer und Experte für Spezialeffekte
- Kammermeier, Michael (* 1978), deutscher Koch
- Kammermeier, Steffi (* 1959), deutsche Drehbuchautorin und Regisseurin
- Kammermeyer, Michael (* 1986), deutscher Fußballspieler und -trainer
- Kammertöns, Annette (1941–2020), deutsche Politikwissenschaftlerin
- Kammertöns, Christoph (* 1966), deutscher Musikwissenschaftler und Pädagoge
- Kammerzell, Frank (* 1961), deutscher Ägyptologe
- Kammerzell, Gerti (1916–1973), österreichisch-deutsche Schauspielerin
- Kammerzell, Robert (1884–1950), österreichischer Künstler und Heimatforscher
- Kammeyer, Karl-Dirk (* 1944), deutscher Forscher in der Nachrichtentechnik
- Kammeyer, Katharina (* 1977), deutsche evangelische Theologin
- Kammholz, Axel (1937–2017), deutscher Politiker (FDP), MdA
- Kammholz, Detlef (* 1939), deutscher Flottillenadmiral der Deutschen Marine
- Kammholz, Karsten (* 1979), deutscher Journalist
- Kammhuber, Josef (1896–1986), deutscher Militär, Oberst der Luftwaffe im Dritten Reich und General der Luftwaffe der BundeswehrJosef Kammhuber (1896–1986)

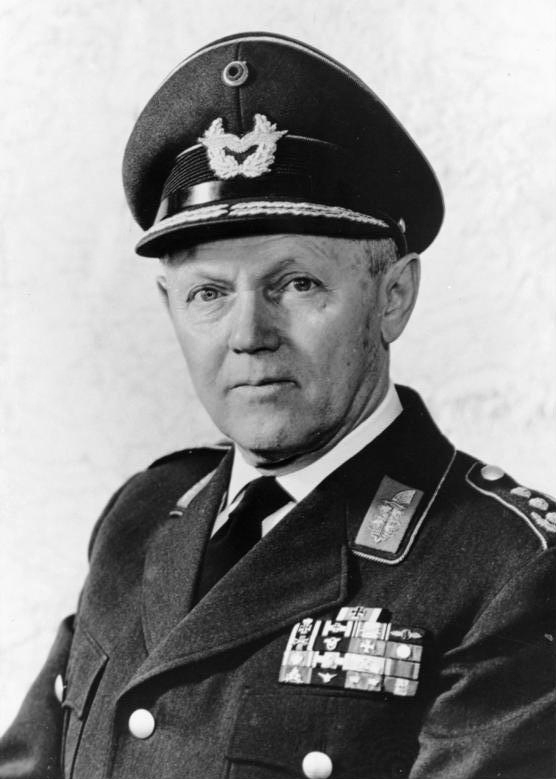
Josef Kammhuber (1896–1986)

- Kamminga, Arno (* 1995), niederländischer Schwimmer
- Kamminga, Manon (* 1992), niederländische Speedskaterin
- Kammlander, Hertgunde (1943–2002), österreichische Politikerin (VGÖ), Steirische Landtagsabgeordnete
- Kammler, Beate (* 1943), deutsche Seglerin, Autorin und Übersetzerin
- Kammler, Clemens (* 1952), deutscher Hochschullehrer
- Kämmler, Günter (* 1926), deutscher Diplomat, Leiter der KV in Wien
- Kammler, Hans (1901–1945), deutscher Architekt, SS-Obergruppenführer und General der Waffen-SS sowie Leiter von Bau- und Rüstungsprojekten im Dritten ReichHans Kammler (1901–1945)

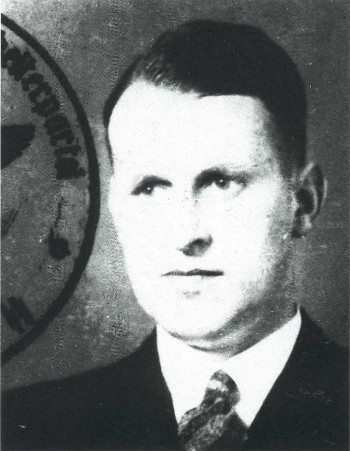
Hans Kammler (1901–1945)

- Kammler, Hans (1935–2014), deutscher Politikwissenschaftler
- Kammler, Johannes (* 1988), deutscher Opern-, Konzert- und Liedsänger in der Stimmlage Bariton
- Kammler, Jörg (1940–2018), deutscher Politikwissenschaftler
- Kammler, Jörn (* 1981), deutscher Handballspieler
- Kammler, Reinhard (* 1954), deutscher Kirchenmusiker, Domkapellmeister in Augsburg
- Kammler, Steffen (* 1965), deutsch-norwegischer Dirigent
- Kammlott, Carsten (* 1990), deutscher Fußballspieler
- Kammoun, Michel (* 1969), libanesischer Regisseur
- Kammrad, Horst (1927–2005), deutscher Arbeiter und Schriftsteller
- Kammu (737–806), 50. Tennō von Japan (781–806)
- Kammüller, Johann Jakob (1803–1867), Bürgermeister und Teilnehmer an der Revolution 1848/49
- Kammüller, Karl (1886–1969), deutscher Bauingenieur
- Kammüller, Paul (1885–1946), deutscher Gebrauchsgrafiker, Öl- und Aquarellmaler, Illustrator und Lehrbeauftragter in Basel

### Kamn
- Kämna, Lennard (* 1996), deutscher RadrennfahrerLennard Kämna (* 1996)

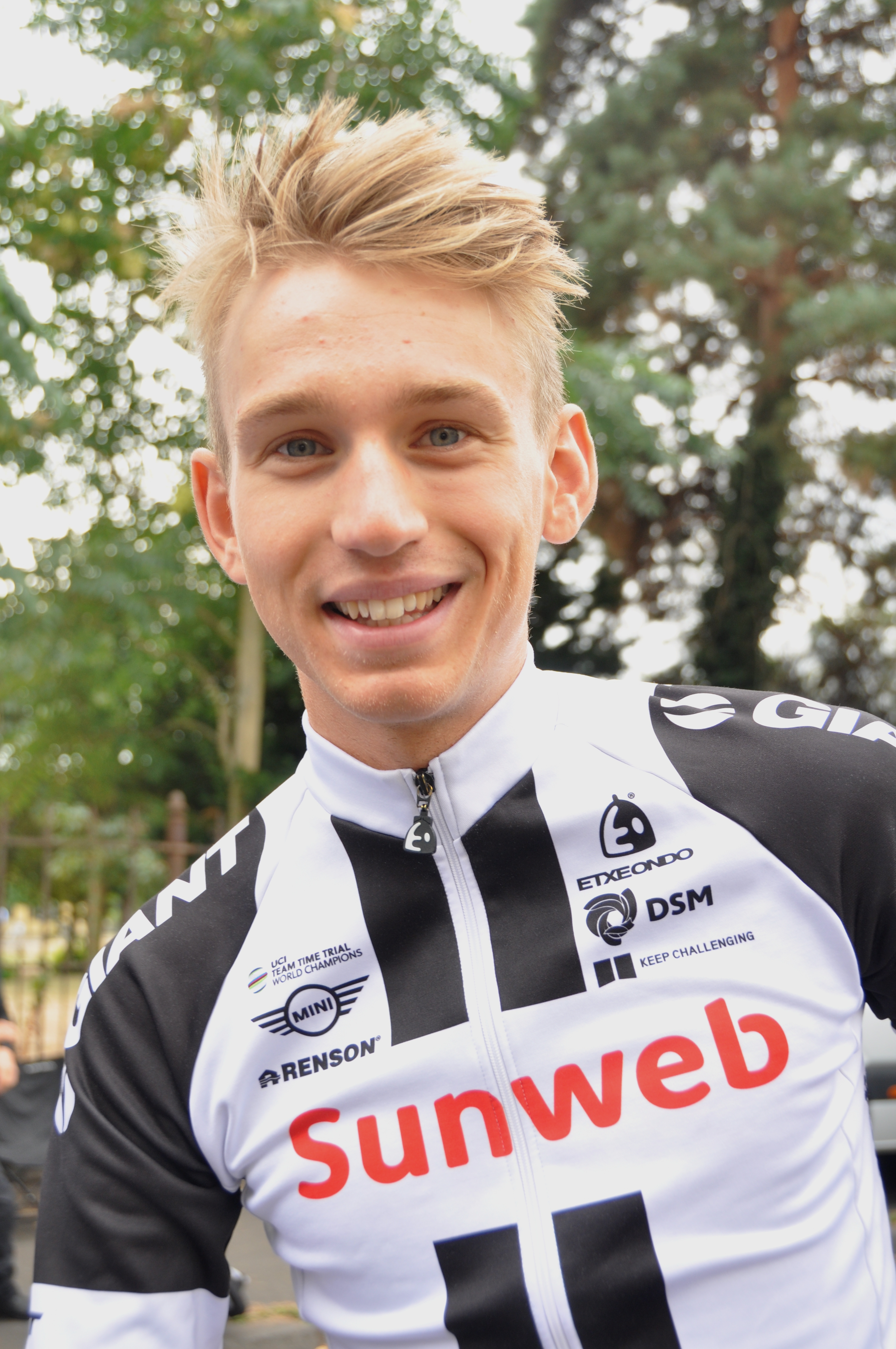
Lennard Kämna (* 1996)

- Kamnaskires I. Soter, Herrscher der Elymais
- Kamnaskires II. Nikephoros, Herrscher der Elymais
- Kamnaskires III., Herrscher der Elymais
- Kamnaskires IV., Herrscher der Elymais
- Kamnaskires V., Herrscher der Elymais
- Kamnaskires-Orodes III., Herrscher der Elymais
- Kamnewa, Nina Alexejewna (1916–1973), sowjetische Fallschirmspringerin
- Kamnik, Matevž (* 1987), slowenischer Volleyballspieler
- Kamniker, Franz (1870–1928), österreichischer Mediziner und Politiker
- Kamnitzer, Bernhard (1890–1959), deutscher Rechtsanwalt, Landgerichtsrat, Politiker (SPD) und Senator für Finanzen in der Freien Stadt Danzig (1928–1931)
- Kamnitzer, Ernst (1885–1946), deutscher Dramatiker und Jurist
- Kamnitzer, Heinz (1917–2001), deutscher Schriftsteller und Historiker
- Kamnitzer, Joel, kanadischer Mathematiker
- Kamnitzer, Peter (1922–2016), US-amerikanischer Bratschist und Hochschullehrer
- Kamnueng, Pannipar (* 1976), thailändische Fußballschiedsrichterin

### Kamo
- Kamo (1882–1922), russischer Revolutionär und PolitikerKamo (1882–1922)

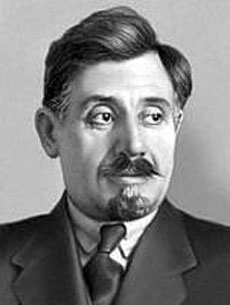
Kamo (1882–1922)

- Kamo no Chōmei (1155–1216), japanischer Dichter
- Kamo no Mabuchi (1697–1769), japanischer Lyriker und Philologe
- Kamo, Kosei (1932–2017), japanischer Tennisspieler
- Kamo, Shōgo (1915–1977), japanischer Fußballspieler
- Kamo, Shū (* 1939), japanischer Fußballspieler
- Kamo, Takeshi (1915–2004), japanischer Fußballspieler
- Kamochi, Masazumi (1791–1858), japanischer Autor
- Kamocki, Stanisław (1875–1944), polnischer Maler, Grafiker und Hochschullehrer
- Kamoda, Ayuka (* 2001), japanische Skispringerin
- Kamoga, Davis (* 1968), ugandischer Leichtathlet
- Kamogawa, Shō (* 1983), japanischer Fußballspieler
- Kamohara, Tatsuya (* 1983), japanischer Fußballspieler
- Kamoji, Kōji (* 1935), japanischer Maler
- Kamoli, Kennedy Tlali, lesothischer General
- Kamomoe, Simon Peter (* 1962), kenianischer römisch-katholischer Geistlicher, Weihbischof in Wote
- Kamonwan Yodpetch (* 2007), thailändische Tennisspielerin
- Kamose, altägyptischer König der 17. Dynastie
- Kamoshida, Takashi (* 1985), japanischer Fußballspieler
- Kamoshita, Ichirō (* 1949), japanischer Politiker
- Kamosin, Pawel Michailowitsch (1917–1983), sowjetischer Jagdflieger und zweifacher Held der Sowjetunion
- Kamossa, Käthe (1911–1989), deutsche Schauspielerin und Autorin
- Kamotskaya, Svetlana (* 1964), sowjetisch-belarussische Skilangläuferin
- Kamougué, Wadel Abdelkader (1939–2011), tschadischer Politiker und Militär
- Kamoun, Mahamat (* 1961), zentralafrikanischer Politiker, Premierminister der Zentralafrikanischen Republik
- Kamouna, Samir (* 1972), ägyptischer Fußballspieler
- Kamouss, Abdul Adhim (* 1977), marokkanischer Imam
- Kamow, Nikolai Iljitsch (1902–1973), sowjetischer Ingenieur
- Kamoze, Ini (* 1957), jamaikanischer Musiker
- Kamozki, Wiktar (* 1963), sowjetisch-belarussischer Skilangläufer

### Kamp
- Kamp (* 1982), österreichischer Hip-Hop-Musiker
- Kamp Nielsen, Kaja (* 1994), dänische Handballspielerin
- Kamp, Adolph vom († 1651), Bildschnitzer und Baumeister
- Kamp, Alexander (* 1993), dänischer Radrennfahrer
- Kamp, Alexandra (* 1966), deutsche SchauspielerinAlexandra Kamp (* 1966)

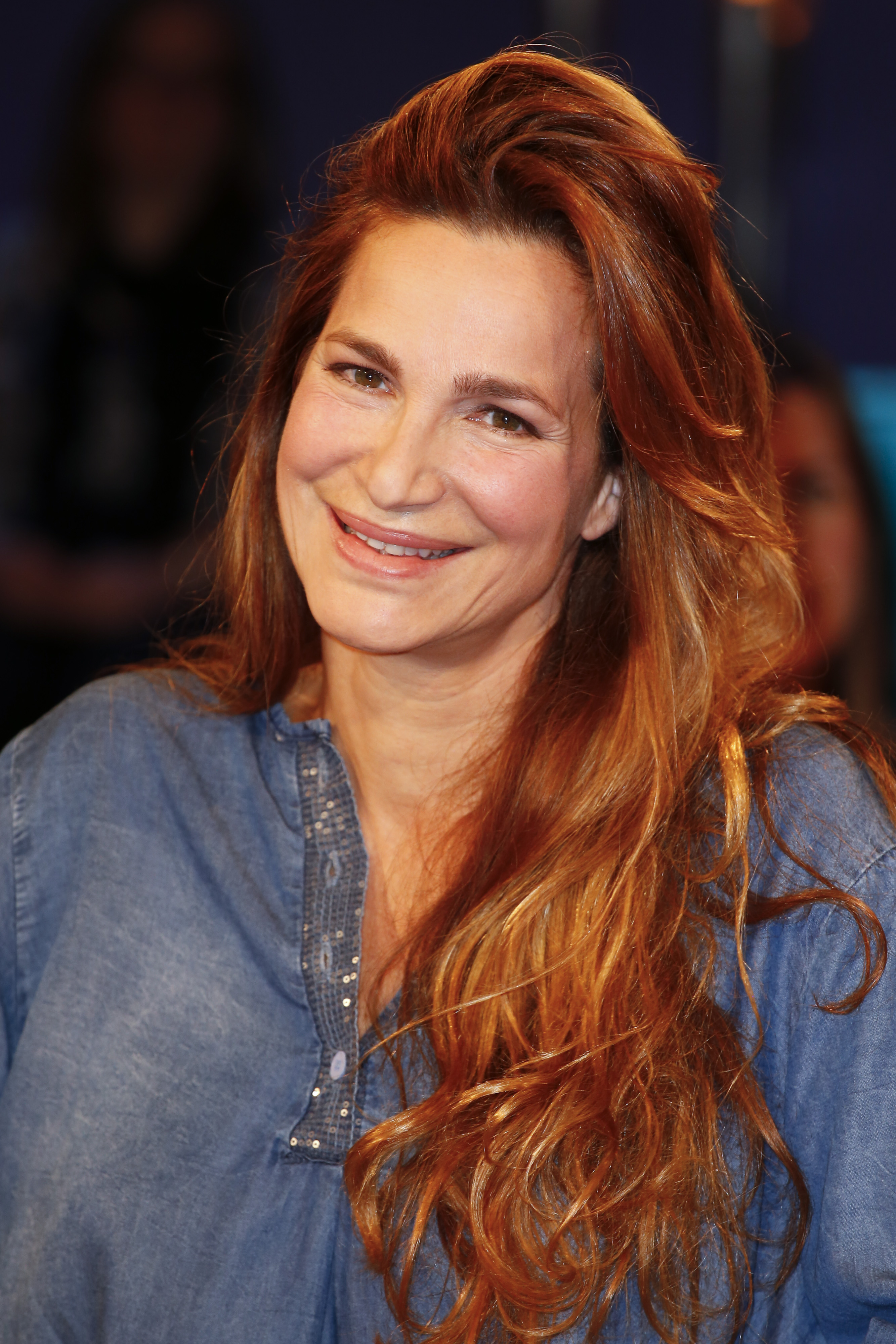
Alexandra Kamp (* 1966)

- Kamp, Anna van der (* 1972), kanadische Ruderin
- Kamp, Auke van de (* 1995), niederländischer Volleyballspieler
- Kamp, Christiaan van der (* 1967), niederländischer Politiker (CDA), Jurist, Bürgermeister von Bodegraven-Reeuwijk (2011–2021)
- Kamp, Erich (1938–1992), deutscher Politiker (SPD), MdL
- Kamp, Guido van de (* 1964), niederländischer Fußballtorwart
- Kamp, Hans (* 1940), niederländischer Philosoph und Sprachwissenschaftler
- Kamp, Hans-Joachim (* 1948), deutscher Manager
- Kamp, Harper (* 1988), US-amerikanisch-deutscher Basketballspieler
- Kamp, Harry van der (* 1947), niederländischer Sänger
- Kamp, Heiner (* 1964), deutscher Politiker (FDP), MdB
- Kamp, Heinrich (1786–1853), deutscher Unternehmer
- Kamp, Henk (* 1952), niederländischer Politiker
- Kamp, Hermann (* 1959), deutscher Historiker
- Kamp, Hermann Adam von (1796–1867), deutscher Lehrer, Heimatkundler und Schriftsteller
- Kamp, Irmin (1940–2024), deutsche Bildhauerin
- Kamp, Karl-Heinz (* 1946), deutscher Fußballspieler und -trainer
- Kamp, Karl-Heinz (* 1957), deutscher Politikwissenschaftler, Präsident der Bundesakademie für Sicherheitspolitik
- Kamp, Kaspar (1863–1922), deutscher Lehrer und Politiker (Zentrum), MdL
- Kamp, Lars (* 1996), deutscher Basketballspieler
- Kamp, Marion van de (1925–2022), deutsche Schauspielerin und FernsehansagerinMarion van de Kamp (1925–2022)

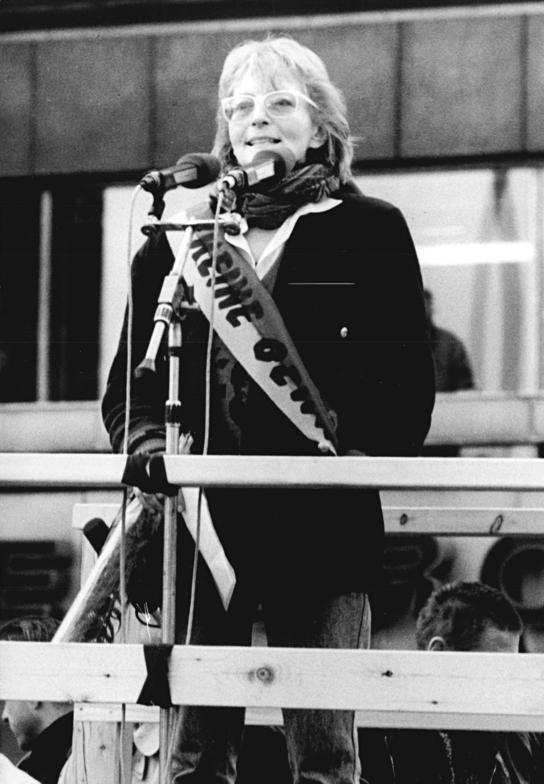
Marion van de Kamp (1925–2022)

- Kamp, Matthias Ernst (1909–1983), deutscher Ökonom und Finanzwissenschaftler
- Kamp, Meike (* 1975), deutsche Verwaltungsjuristin, Berliner Datenschutzbeauftragte
- Kamp, Michael (* 1966), deutscher Historiker
- Kamp, Mischa (* 1970), niederländische Filmregisseurin
- Kamp, Norbert (1927–1999), deutscher Historiker, Universitätspräsident
- Kamp, Norbert (* 1959), deutscher Bibliothekar
- Kamp, Otto (1850–1922), deutscher Lehrer, Schriftsteller und Dichter
- Kamp, Peter (* 1951), deutscher Jurist und Präsident des Oberlandesgerichts Köln
- Kamp, Peter van de (1901–1995), niederländischer Astronom
- Kamp, Poul-Henning (* 1966), dänischer Informatiker
- Kamp, Rudolf (* 1946), deutscher Philosoph und Aphoristiker
- Kamp, Ryan (* 2000), niederländischer Radrennfahrer
- Kamp, Wilhelm Heinrich (1841–1927), deutscher Ingenieur und Montanindustrieller

#### Kampa
- Kampa, Darius (* 1977), deutscher Fußballtorhüter
- Kampa, David (* 1984), deutscher Volleyballspieler
- Kampa, Lukas (* 1986), deutscher Volleyball-NationalspielerLukas Kampa (* 1986)

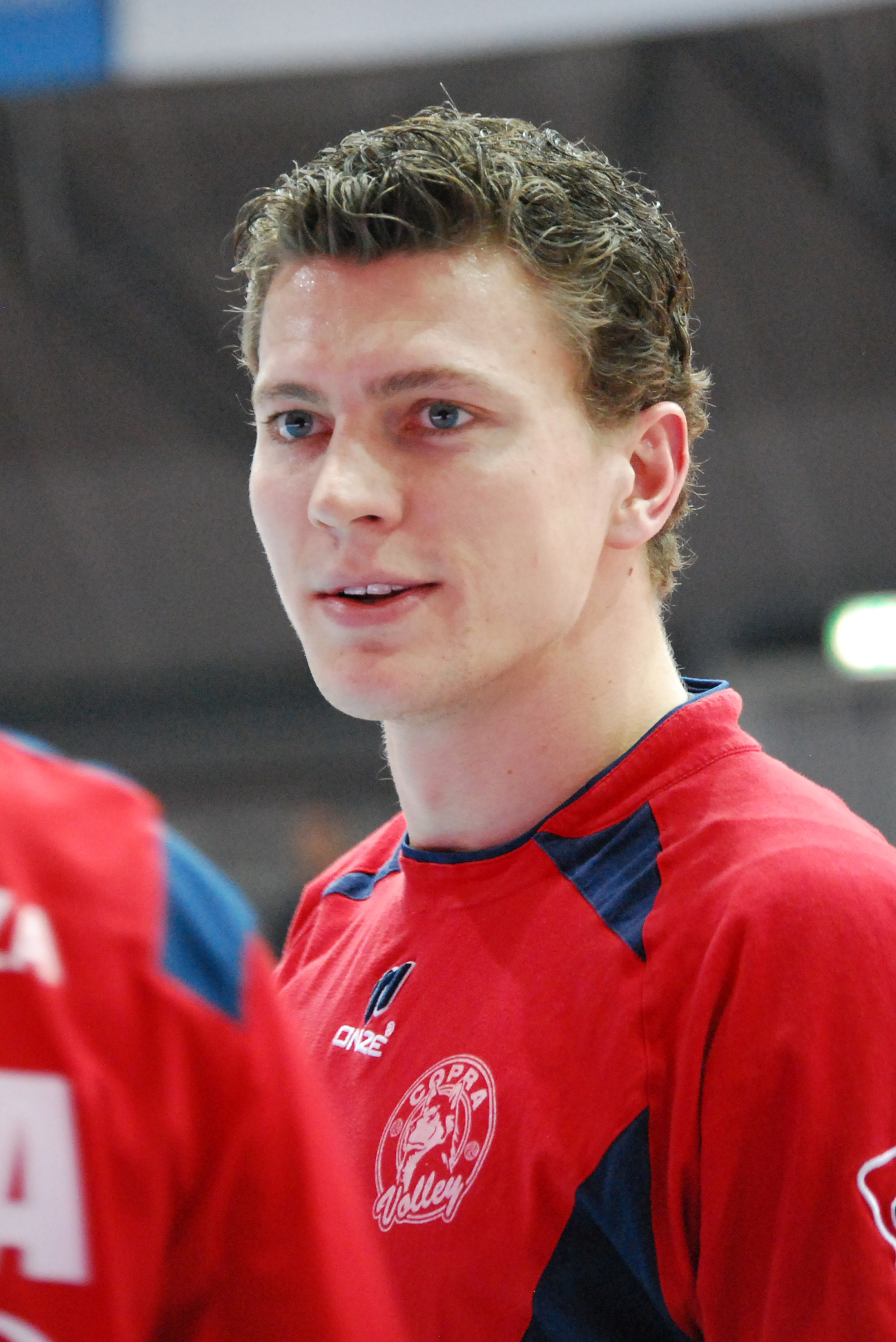
Lukas Kampa (* 1986)

- Kampa, Ulrich (* 1957), deutscher Volleyballspieler
- Kampana, Foelke, Regentin des Brokmer- und des Auricherlands in Ostfriesland
- kaMpande, Dabulamanzi († 1886), Zulu-Befehlshaber für das Königreich Zululand im Zulukrieg
- Kampantais, Leonidas (* 1982), griechischer Fußballspieler
- Kampaspe, griechische Hetäre

#### Kampc
- Kämpchen, Heinrich (1847–1912), deutscher Bergmann und Arbeiterdichter
- Kämpchen, Martin (* 1948), deutscher Autor, Übersetzer und Journalist

#### Kampe
- Kampe, Alfrēds (1912–1956), lettischer Eishockey-, Fußball- und Basketballspieler
- Kampe, Anja (* 1968), deutsch-italienische Opernsängerin (lyrischer Sopran)Anja Kampe (* 1968)

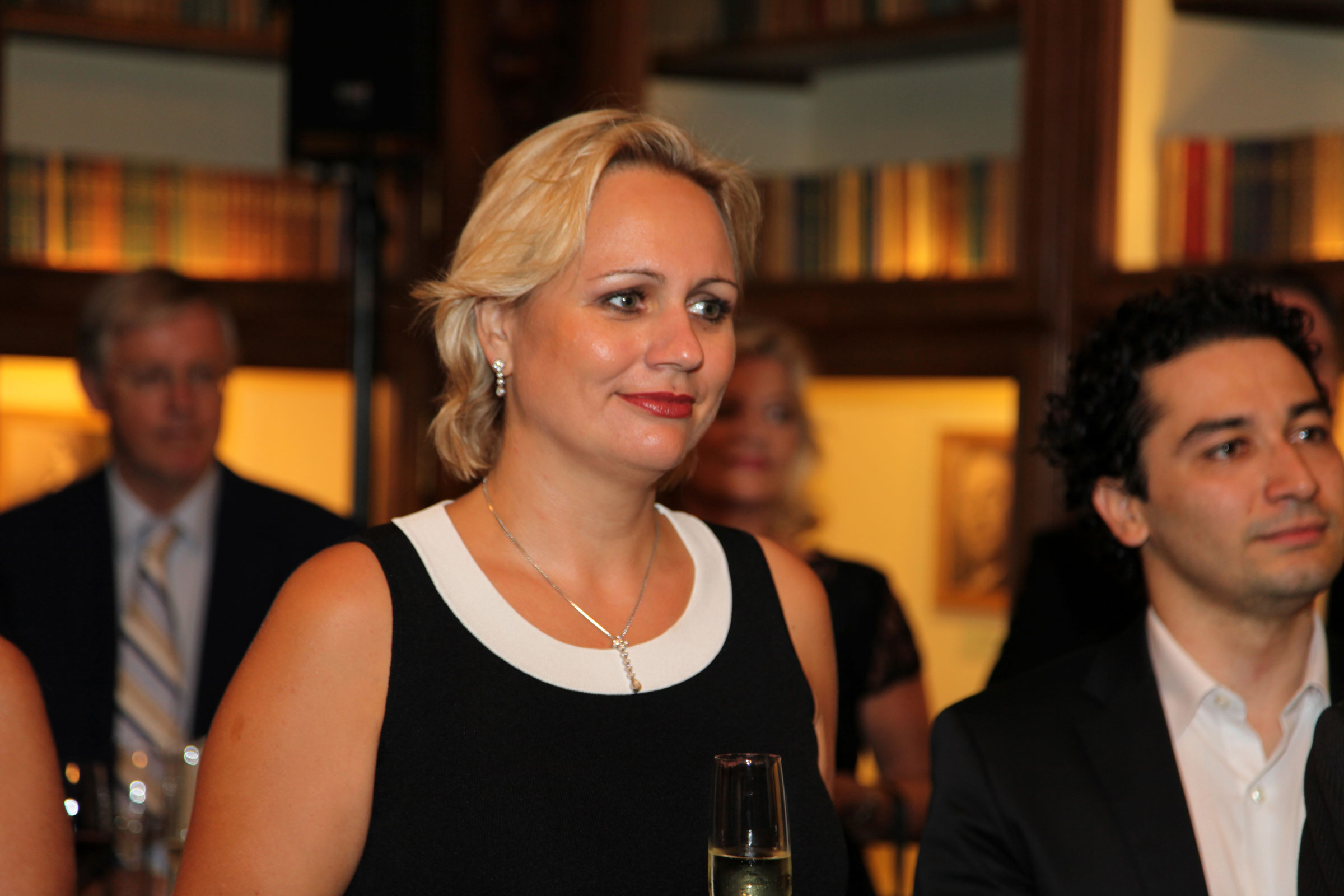
Anja Kampe (* 1968)

- Kämpe, Carl Larsson (1738–1816), schwedischer Philosoph, Bibliothekar und Kanzleirat
- Kampe, Gordon (* 1976), deutscher Komponist
- Kampe, Helmut (* 1925), deutscher Marineoffizier, Vizeadmiral der Bundesmarine
- Kampe, Joachim (* 1941), deutscher NVA-Oberst und Autor
- Kampe, Klaus, deutscher Gymnasiallehrer
- Kampe, Norbert (* 1948), deutscher Historiker und Leiter einer Gedenkstätte
- Kampe, Rune (* 1971), dänischer Snookerspieler
- Kampe, Walther (1909–1998), deutscher römisch-katholischer Geistlicher, Weihbischof in Limburg
- Kampel, Jürgen (* 1981), österreichischer Fußballspieler
- Kampelík, František Cyril (1805–1872), tschechischer Volksaufklärer und Begründer der Selbsthilfe-Genossenschaften
- Kampen, Alfried (* 1961), deutscher Jurist, Präsident des Landesarbeitsgerichts Mecklenburg-Vorpommern
- Kampen, Claire van (1953–2025), englische Regisseurin, Komponistin und DramatikerinClaire van Kampen (1953–2025)

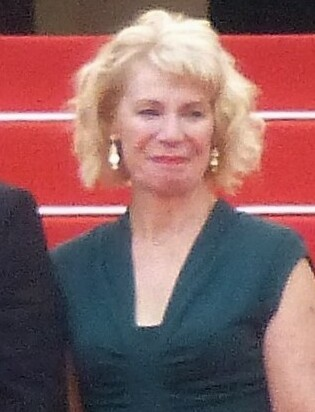
Claire van Kampen (1953–2025)

- Kampen, Egbert van (1908–1942), niederländischer Mathematiker
- Kampen, Heinrich von († 1524), deutscher Glockengießer
- Kampen, Jetske van (* 1998), niederländische Leichtathletin
- Kampen, Kathrin van (* 1989), deutsche Fußballspielerin
- Kampen, Nico van (1921–2013), niederländischer theoretischer Physiker
- Kampen, Pieter Nicolaas van (1878–1937), niederländischer Biologe
- Kampen, Renate van (1941–2022), deutsche Historikerin, Politikwissenschaftlerin und Sachbuchautorin
- Kampen, Robin van (* 1994), niederländischer Schachspieler
- Kampen, Udo van (* 1949), deutscher Journalist
- Kampen, Wilhelm van (* 1934), deutscher Historiker und Geschichtsdidaktiker
- Kampendonk, Gustav (1909–1966), deutscher Drehbuchautor
- Kampenhout, Daan van (* 1963), niederländischer Autor, Therapeut, Sänger und Künstler
- Kamper, Aldo (* 1970), niederländischer Manager
- Kamper, Corinna (* 1994), österreichische AutomobilrennfahrerinCorinna Kamper (* 1994)

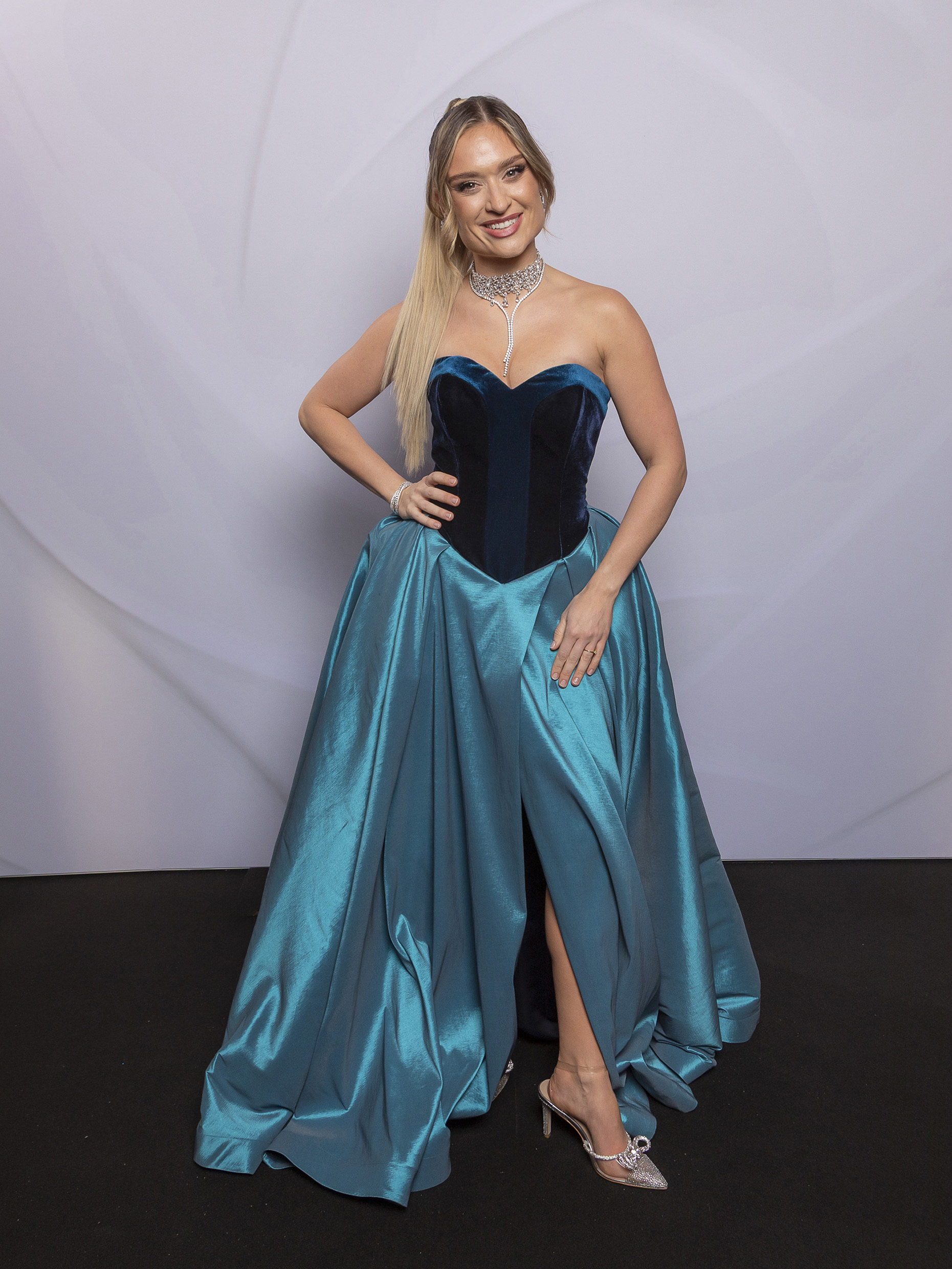
Corinna Kamper (* 1994)

- Kamper, Dietmar (1936–2001), deutscher Philosoph, Schriftsteller und Kultursoziologe
- Kämper, Dietrich (* 1936), deutscher Musikwissenschaftler
- Kämper, Dirk (* 1963), deutscher Drehbuchautor, Historiker und Filmproduzent
- Kamper, Erich (1914–1995), österreichischer Sporthistoriker, Sportjournalist und Publizist
- Kämper, Gabriele (* 1960), deutsche Literaturwissenschaftlerin
- Kamper, Gerard (* 1950), niederländischer Radrennfahrer
- Kämper, Hans (* 1949), deutscher Jazz-Posaunist und Komponist
- Kämper, Heidrun (* 1954), deutsche Germanistin und Politikwissenschaftlerin
- Kämper, Hermann (1824–1877), deutscher Ingenieur und Eisenwaren-Fabrikant
- Kämper, Hugo (1845–1926), preußischer Generalleutnant
- Kamper, Jonas (* 1983), dänischer Fußballspieler
- Kamper, Josef (1899–1979), deutscher Schauspieler bei Bühne und Film
- Kamper, Josef (1925–1984), österreichischer Motorrad-Rennfahrer
- Kamper, Karl W. (1941–1998), US-amerikanischer Astronom
- Kämper, Kuno (1922–2012), deutscher Ingenieur und Unternehmer
- Kämper, Kurt (1892–1957), deutscher Jurist und Ministerialbeamter
- Kämper, Max (1879–1916), deutscher Ingenieur
- Kämper, Meike (* 1994), deutsche Fußballspielerin
- Kämper, Otto (1882–1962), deutscher Bankmanager
- Kämper, Regine, deutsche Übersetzerin
- Kämper, Sabine (* 1962), deutsche Schauspielerin und Moderatorin
- Kamper, Walter (1931–2015), österreichischer Pianist
- Kämper-van den Boogaart, Michael (* 1955), deutscher Literaturwissenschaftler und Fachdidaktiker
- Kamperidis, Danilo (* 2000), deutscher SchauspielerDanilo Kamperidis (* 2000)

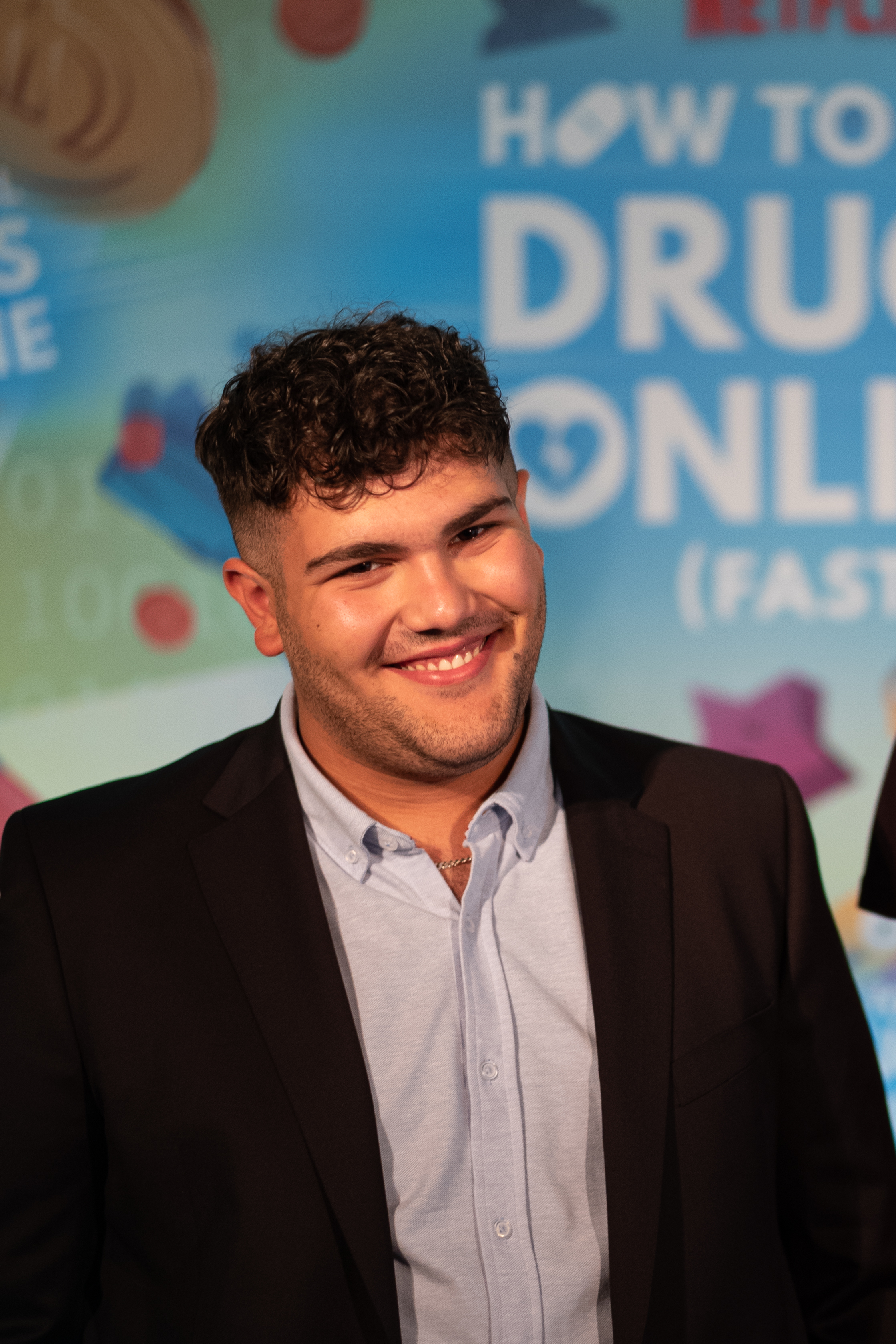
Danilo Kamperidis (* 2000)

- Kampermann, Ernst (* 1938), deutscher Theologe
- Kampers, Franz (1868–1929), deutscher Historiker
- Kampers, Fritz (1891–1950), deutscher Schauspieler
- Kampers, Heinrich Joseph (* 1806), deutscher Jurist und Politiker
- Kampert, Karl-Heinz, deutscher Physiker
- Kamperveen, André (1924–1982), surinamischer Sportler, Sportmanager, Politiker und Unternehmer
- Kampeter, Steffen (* 1963), deutscher Politiker (CDU), MdBSteffen Kampeter (* 1963)

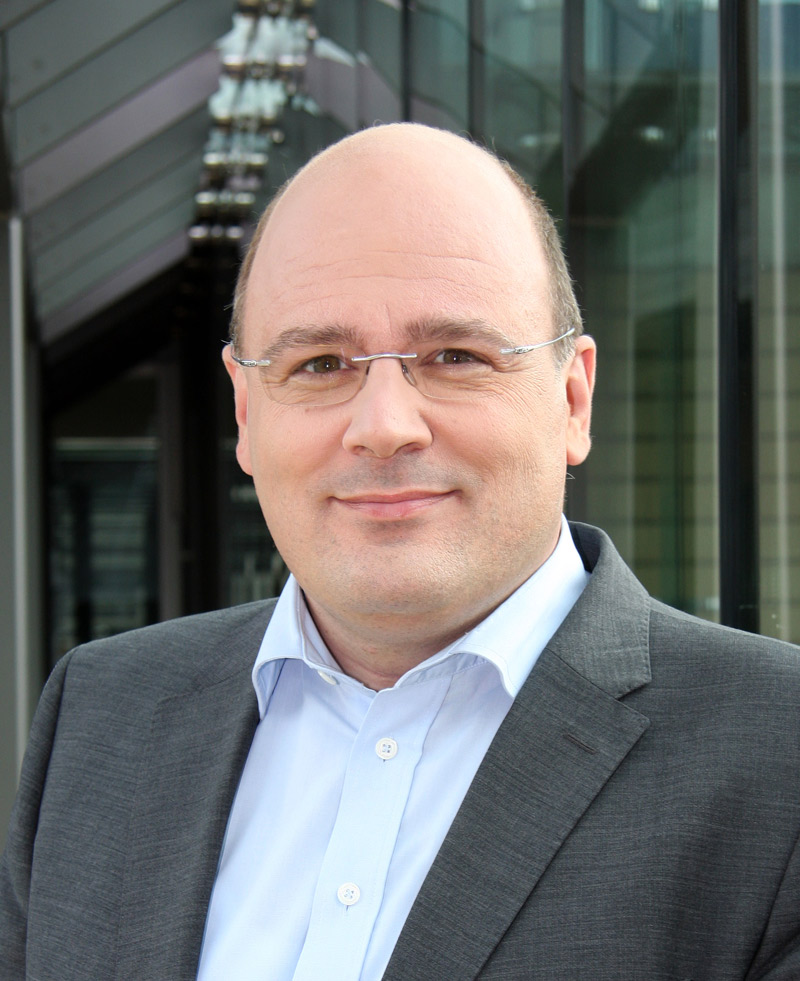
Steffen Kampeter (* 1963)

- Kampetsis, Anargyros (* 1999), griechischer Fußballspieler

#### Kampf
- Kämpf, Andy (* 1997), deutscher Taekwondoin
- Kampf, Ari Walter (1894–1955), deutscher Figuren-, Porträt-, Landschafts- und Stilllebenmaler sowie Grafiker
- Kämpf, Armin (1926–2007), deutscher Schlagersänger und Impresario
- Kampf, Arthur (1864–1950), deutscher Historienmaler und Hochschullehrer
- Kampf, August (1836–1914), deutscher kaiserlicher Hoffotograf
- Kämpf, Bernd (* 1949), deutscher Kirchenmusiker und Sänger
- Kämpf, Bettina (* 1967), deutsche Ruderin
- Kämpf, Charlotte (* 1954), deutsche Biologin und Umweltwissenschaftlerin
- Kämpf, David (* 1995), tschechischer Eishockeyspieler
- Kampf, Dietrich (* 1953), deutscher Skispringer
- Kampf, Eugen (1861–1933), deutscher Maler der Düsseldorfer SchuleEugen Kampf (1861–1933)

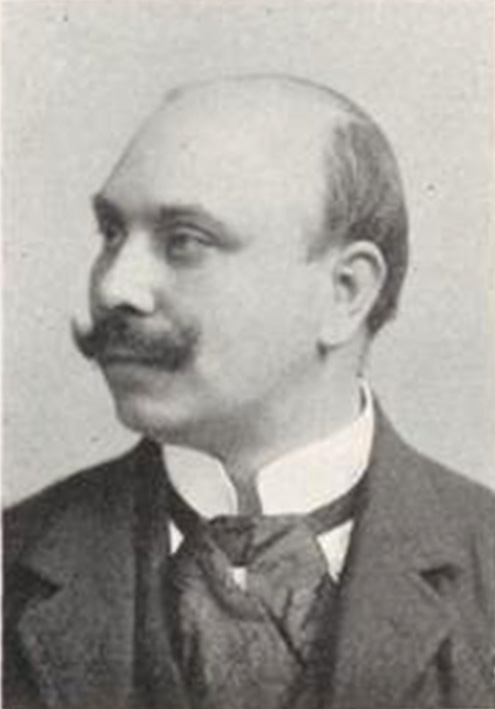
Eugen Kampf (1861–1933)

- Kämpf, Florian (* 2003), deutscher Basketballspieler
- Kämpf, Georg (* 1956), deutscher Basketballspieler und -trainer
- Kampf, Herbert (1896–1942), deutscher Maler, Grafiker und Illustrator
- Kampf, Johann Wilhelm (1799–1875), deutscher Unternehmer in der Textilindustrie und Kommunalpolitiker
- Kampf, Jörg (* 1954), deutscher Fußballspieler
- Kämpf, Karl (1874–1950), deutscher Komponist
- Kämpf, Karl (1902–1987), deutscher Maler und Grafiker
- Kampf, Lars (* 1978), deutscher Fußballspieler
- Kampf, Laura (* 1983), deutsche Heimwerkerin, Künstlerin, Videoproduzentin und Podcasterin
- Kampf, Lena (* 1984), deutsche Journalistin und Sachbuchautorin
- Kämpf, Marc (* 1990), Schweizer Eishockeyspieler
- Kämpf, Matto (* 1970), Schweizer Schriftsteller, Filmschaffender und Theaterschaffender
- Kämpf, Max (1912–1982), Schweizer Maler und Zeichner
- Kämpf, Paul (1885–1953), deutscher Sozialdemokrat und Gewerkschafter
- Kampf, Richard (1859–1919), deutscher Architekt des Historismus
- Kampf, Sarah (* 1981), deutsche Sportkletterin
- Kampf, Serge (1934–2016), französischer Unternehmer
- Kämpf, Siegfried (1929–2005), deutscher Diplomat
- Kampf, Sieghard-Carsten (* 1942), deutscher Politiker (SPD), MdHB
- Kampf, Waldemar (1913–1988), deutscher Historiker und Literaturhistoriker, Gregorovius-Kenner
- Kämpf, Walter (1920–1943), österreichischer Hilfsarbeiter und Widerstandskämpfer gegen den Nationalsozialismus
- Kampf, Wolfgang (* 1949), deutscher Fußballspieler
- Kämpf-Jansen, Helga (1939–2011), deutsche Kunstpädagogin
- Kämpfe, Gerhard (* 1948), deutscher Veranstalter, Musikproduzent und Intendant
- Kämpfe, Helfried (1951–1989), deutscher evangelischer Diakon
- Kämpfe, Helmut (1909–1944), deutscher Sturmbannführer der Waffen-SSHelmut Kämpfe (1909–1944)

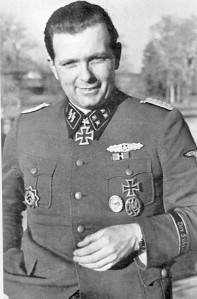
Helmut Kämpfe (1909–1944)

- Kämpfe, Ina (* 1962), deutsche Schauspielerin, Synchronsprecherin, Dialogbuchautorin und -regisseurin
- Kämpfe, Lothar (1923–2022), deutscher Zoologe
- Kämpfe, Marco (* 1971), deutscher Fußballspieler und -trainer
- Kämpfe, Paul (* 1900), deutscher Politiker (NSDAP)
- Kämpfe, Traugott Leberecht (1762–1828), evangelischer Pfarrer und Kirchenlieddichter
- Kämpfel, Hans Walter (1924–2016), deutscher Orchesterleiter, Komponist und Generalmusikdirektor
- Kämpfen, Hansruedi (* 1953), Schweizer Musiker, Musikpädagoge und Dirigent
- Kämpfer, Christian (* 1971), deutscher Schauspieler
- Kämpfer, Frank (1938–2010), deutscher Osteuropahistoriker
- Kämpfer, Hans (1885–1959), Schweizer Fußballspieler
- Kämpfer, Hans (* 1931), deutscher Fußballtorwart
- Kämpfer, Hedwig (1889–1947), deutsche Politikerin (USPD)
- Kämpfer, Horst (1941–1995), deutscher Radrennfahrer
- Kämpfer, Michael (1970–2022), deutscher Illustrator
- Kämpfer, Simone (* 1966), deutsche Juristin, Rechtsanwältin und PartnerinSimone Kämpfer (* 1966)

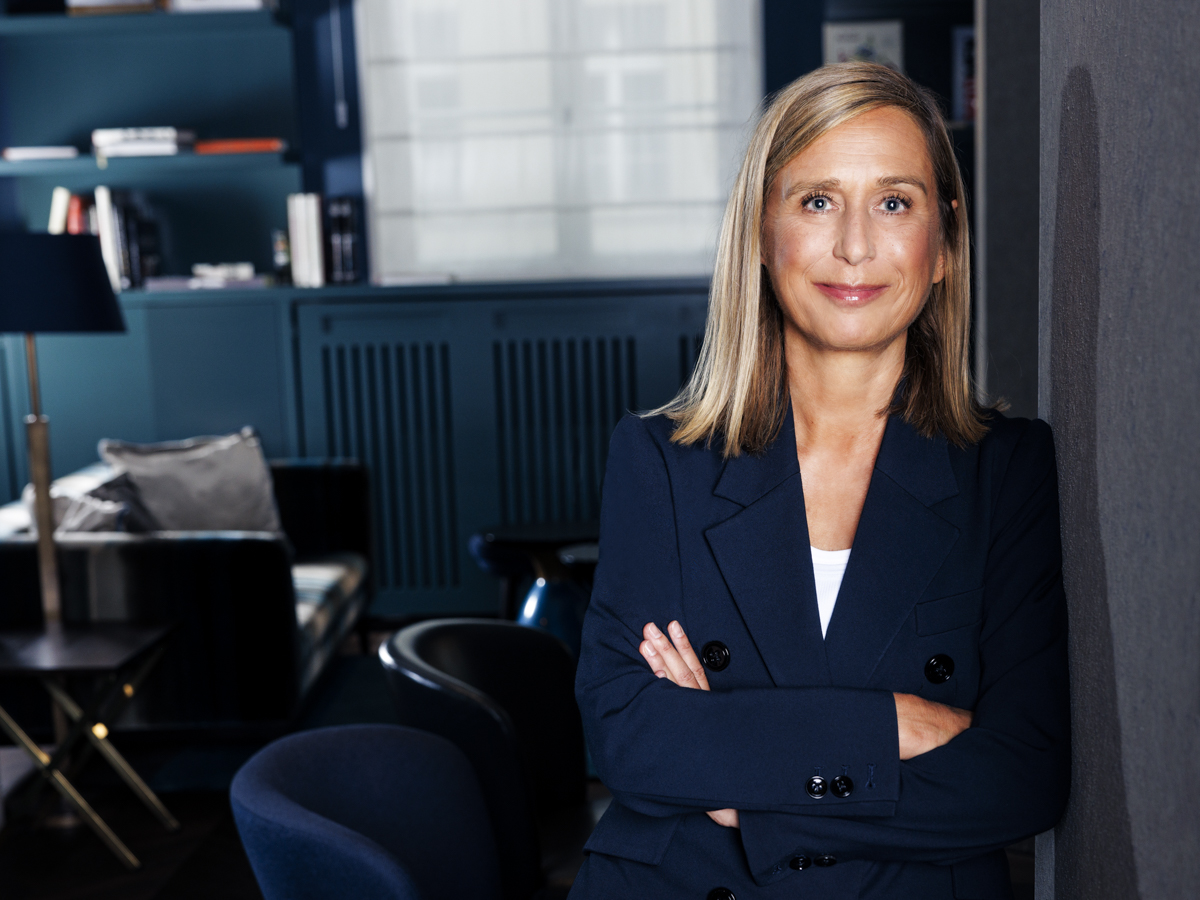
Simone Kämpfer (* 1966)

- Kampfer, Steven (* 1988), US-amerikanischer Eishockeyspieler
- Kämpfer, Ulf (* 1972), deutscher Verwaltungsjurist und Oberbürgermeister von Kiel
- Kämpfer, Walter (1914–1998), Schweizer Jurist und Bundesrichter
- Kämpfer, Wilhelm († 1914), deutscher Fußballspieler und -funktionär
- Kampferbeke, Johann († 1573), Lübecker Ratsherr und Unteradmiral
- Kampferbeke, Johann († 1639), Lübecker Bürgermeister
- Kämpfert, Erich (1899–1968), deutscher Politiker
- Kämpfert, Isabel (* 2003), deutsche Radrennfahrerin
- Kämpff, Johann († 1625), deutscher Kirchenlieddichter
- Kämpffer, Peter Christian (1702–1755), deutscher Theologe, Hochschullehrer und Rektor
- Kampffmeyer, Bernhard (1867–1942), sozialistischer Publizist und Aktivist
- Kampffmeyer, Georg (1864–1936), deutscher Arabist
- Kampffmeyer, Hans (1876–1932), deutscher Vertreter der Gartenstadt-Bewegung und Gründer der Gartenstadt Karlsruhe-Rüppurr
- Kampffmeyer, Hans der Jüngere (1912–1996), deutscher Stadtplaner und Kommunalpolitiker
- Kampffmeyer, Lilith (* 1997), deutsche Filmschauspielerin und Fotografin
- Kampffmeyer, Paul (1864–1945), deutscher Publizist
- Kampffmeyer, Ulrich (* 1952), deutscher Unternehmensberater
- Kampfhenkel, Elga (1945–2021), deutsche Politikerin (SPD), MdA
- Kampfner, John (* 1962), britischer Journalist und Schriftsteller

#### Kampg
- Kämpgen, Jürgen (1940–2017), deutscher Kommunalpolitiker (CDU)

#### Kamph
- Kamphambe-Nkhoma, Michael Barth (* 1947), malawischer Diplomat
- Kamphaus, Franz (1932–2024), deutscher römisch-katholischer Geistlicher, Bischof der Diözese LimburgFranz Kamphaus (1932–2024)

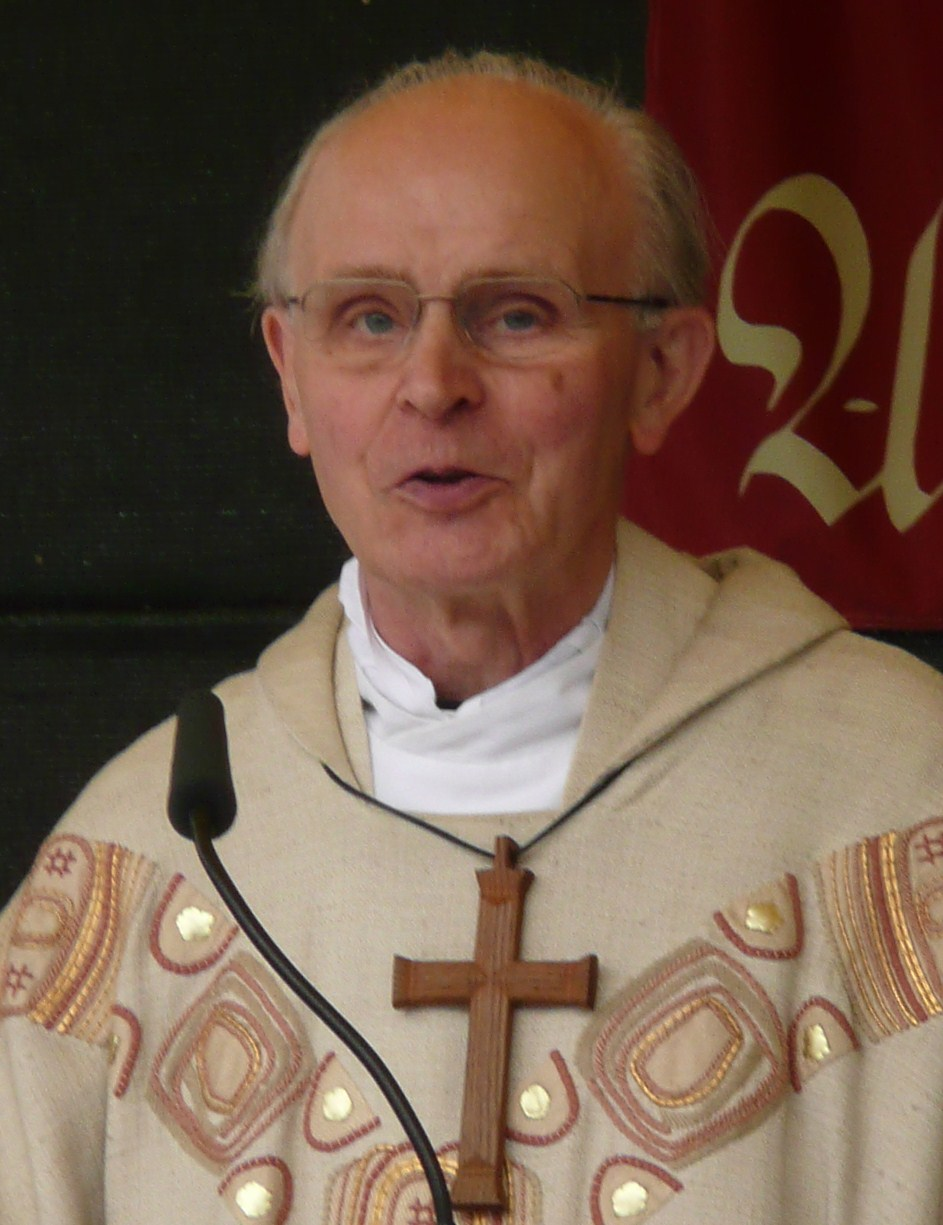
Franz Kamphaus (1932–2024)

- Kamphausen, Adolf (1829–1909), deutscher protestantischer Theologe (Alttestamentler)
- Kamphausen, Alfred (1906–1982), deutscher Kunsthistoriker, Museumsdirektor und Hochschullehrer
- Kamphausen, Felix (* 1944), deutscher Schriftsteller
- Kamphausen, Kuno (1900–1934), deutscher Architekt und NS-Opfer
- Kamphoefner, Walter D. (* 1948), US-amerikanischer Historiker und Hochschullehrer
- Kamphoevener, Elsa Sophia von (1878–1963), deutsche Schriftstellerin und Märchenerzählerin
- Kamphoevener, Kurt von (1887–1983), deutscher Diplomat
- Kamphövener, Fritz (1834–1865), deutscher Maler
- Kamphövener, Hieronymus (1757–1824), deutscher Verwaltungsjurist
- Kamphövener, Louis von (1843–1927), preußischer Generalleutnant, osmanischer Marschall
- Kamphues, Kort (1530–1578), Coesfelder Stadtrichter, hingerichtet wegen Landfriedensbruch
- Kamphuis, Esmé (* 1983), niederländische Bobfahrerin
- Kamphuis, Jochem (* 1986), niederländischer Fußballschiedsrichter
- Kamphuis, Jörn (* 1987), deutscher Moderator und Mister Germany
- Kamphuis, Marie (1907–2004), niederländische Sozialarbeiterin und Autorin
- Kamphuis, Piet (* 1953), niederländischer Militärhistoriker
- Kamphusen, Hermann († 1698), deutscher Maler des Barock

#### Kampi
- Kampichler, Franz (* 1947), österreichischer Politiker (ÖVP), Abgeordneter zum Nationalrat, Mitglied des Bundesrates
- Kampik, Anselm (* 1949), deutscher Augenarzt, Wissenschaftler und Hochschullehrer
- kaMpingana, Kambonde († 1909), König von Ondonga
- Kampits, Peter (* 1942), österreichischer Philosoph und Hochschullehrer
- Kampitsch, Julius (1900–1974), österreichischer Politiker (Großdeutsche Volkspartei), Abgeordneter zum Nationalrat

#### Kampk
- Kampka, Bernd (1919–1997), deutscher Komponist und Schauspieler
- Kampka, Robert (* 1982), deutscher Fußballschiedsrichter
- Kampker, Achim (* 1976), deutscher IngenieurAchim Kampker (* 1976)

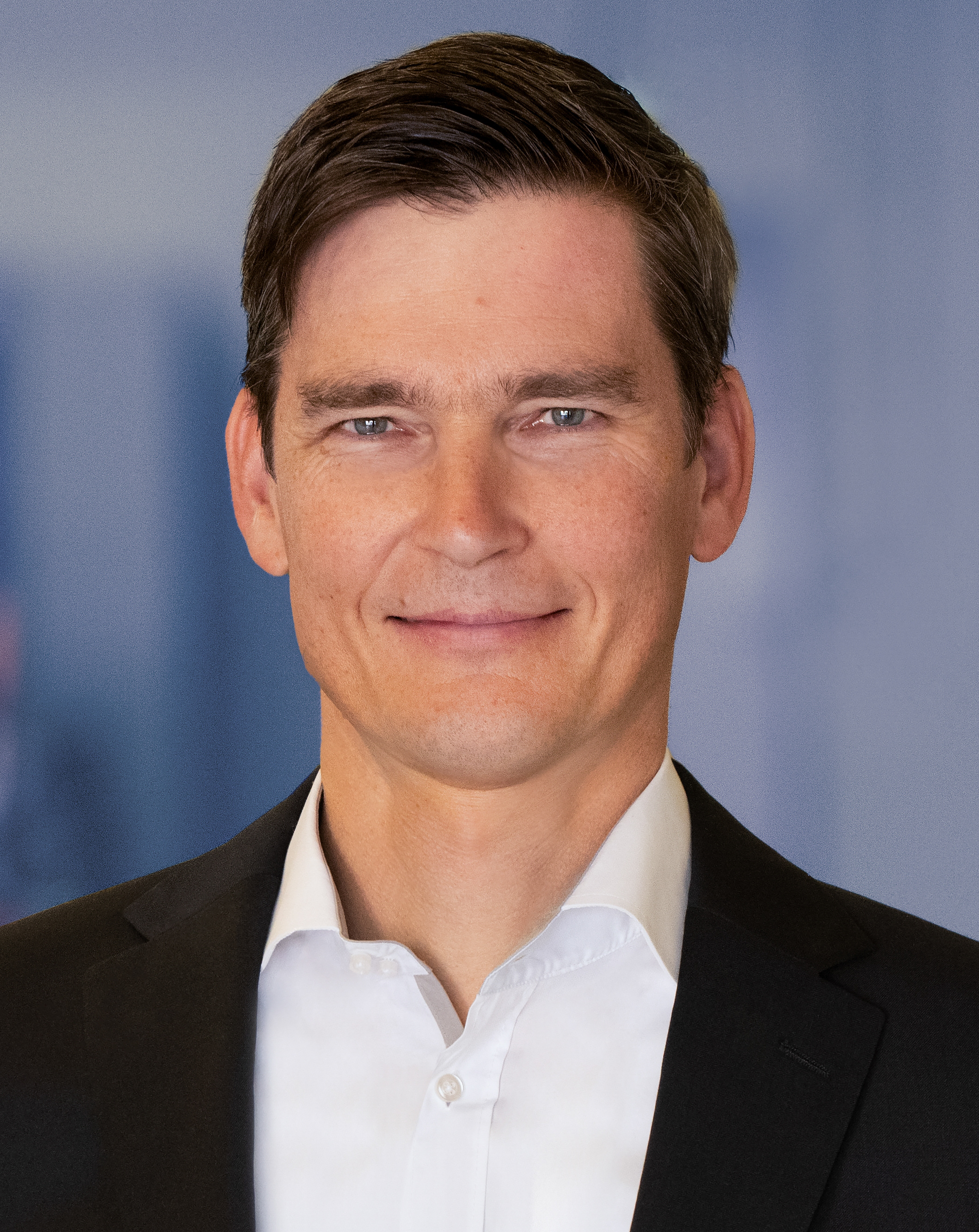
Achim Kampker (* 1976)

#### Kampl
- Kampl, Eduard (1836–1921), österreichischer Gutsbesitzer und Politiker, Landtagsabgeordneter
- Kampl, Kevin (* 1990), slowenischer FußballspielerKevin Kampl (* 1990)

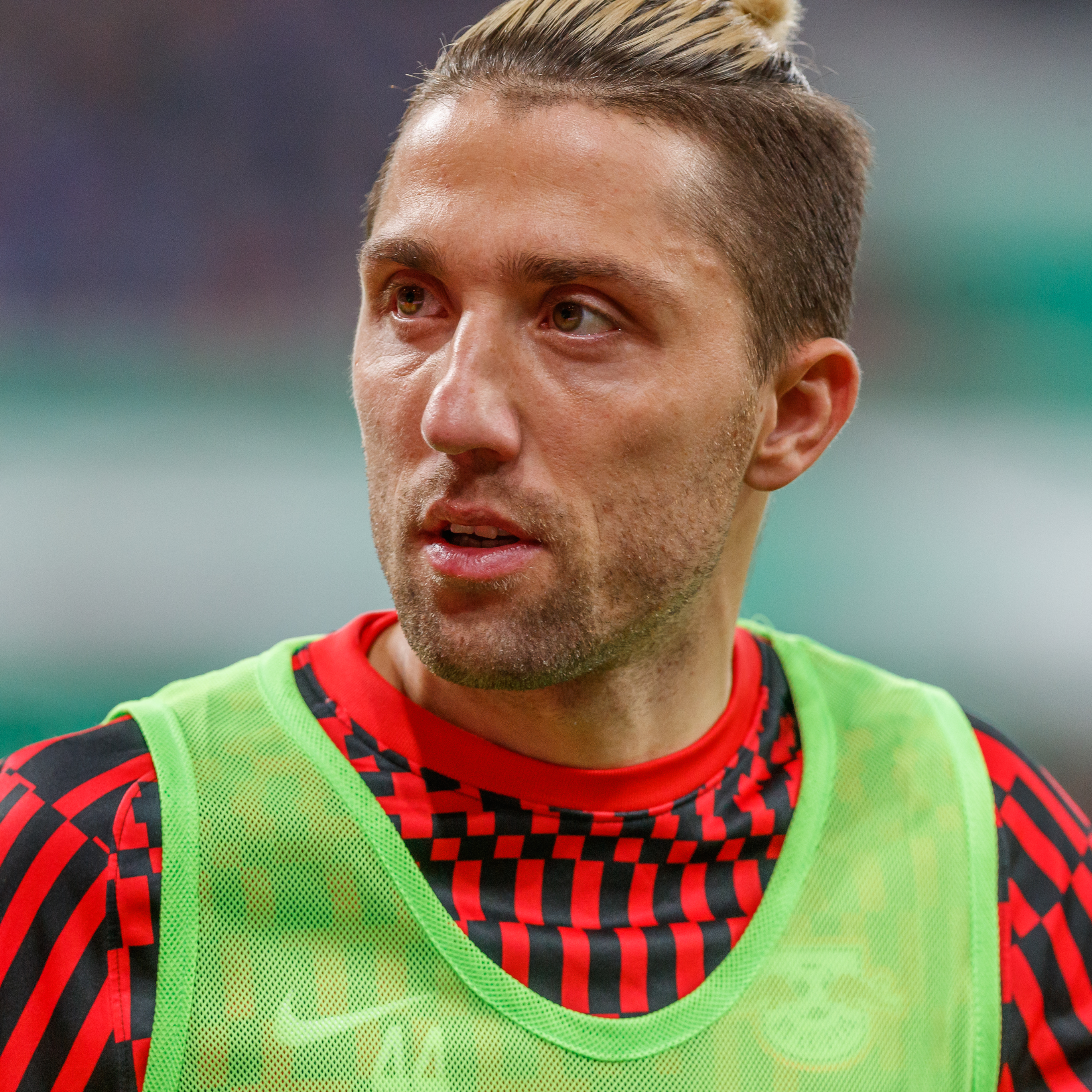
Kevin Kampl (* 1990)

- Kampl, Siegfried (* 1936), österreichischer Politiker (FPÖ, BZÖ), Mitglied des Bundesrates
- Kampling, Harry (1930–1991), deutscher Schriftsteller und Politiker (PDS), MdL
- Kampling, Rainer (* 1953), deutscher römisch-katholischer Theologe

#### Kampm
- Kampmann, Anja (* 1983), deutsche Schriftstellerin
- Kampmann, Beate, deutsche Medizinerin
- Kampmann, Bernhard (* 1957), deutscher Diplomat
- Kampmann, Bodo (1913–1978), deutscher Bildhauer, Bühnenbildner, Designer
- Kampmann, Christian (1939–1988), dänischer Autor und Journalist
- Kampmann, Christina (* 1980), deutsche Politikerin (SPD), MdB, MdL
- Kampmann, Christoph (* 1961), deutscher Historiker
- Kampmann, Franziska (* 1997), deutsche Ruderin
- Kampmann, Gustav (1859–1917), deutscher Maler und Graphiker
- Kampmann, Hack (1856–1920), dänischer Architekt und Maler
- Kampmann, Hermann (* 1938), deutscher Politiker (CDU), MdL
- Kampmann, Jens (* 1937), dänischer Politiker (Socialdemokraterne), Mitglied des Folketing
- Kampmann, Jürgen (* 1958), deutscher evangelisch-lutherischer Theologe
- Kampmann, Károly (1902–1945), deutscher Politiker (NSDAP), MdR
- Kampmann, Kat (1908–1997), deutsche Malerin
- Kampmann, Katrin (* 1979), deutsche Malerin
- Kampmann, Lea (* 1997), dänische Singer-Songwriterin und Multiinstrumentalistin
- Kampmann, Lothar (1925–1993), deutscher Maler und Bildhauer
- Kampmann, Martin (* 1982), dänischer MMA-Kämpfer
- Kampmann, Monika (* 1946), deutsche LiedermacherinMonika Kampmann (* 1946)

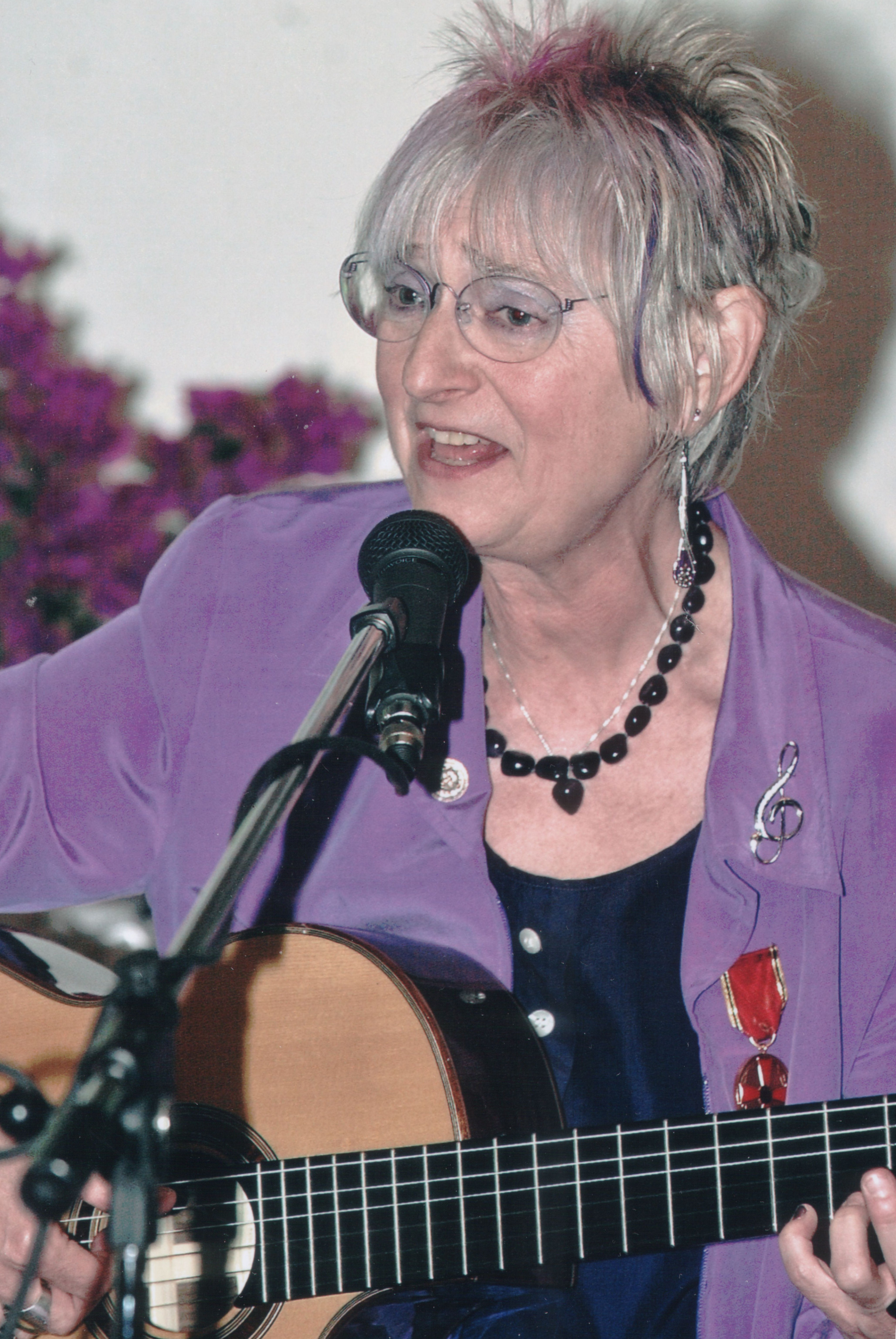
Monika Kampmann (* 1946)

- Kampmann, Rainer (* 1964), deutscher Medienmanager
- Kampmann, Renate (* 1953), deutsche Schriftstellerin
- Kampmann, Theoderich (1899–1983), deutscher katholischer Religionspädagoge
- Kampmann, Ursula (* 1964), deutsche Numismatikerin, Historikerin und Publizistin
- Kampmann, Utz (1935–2006), deutscher Bildhauer und Maler
- Kampmann, Viggo (1910–1976), dänischer sozialdemokratischer Politiker
- Kampmann, Walter (1887–1945), deutscher Maler des Expressionismus, Grafiker und Bildhauer
- Kampmann, Winnetou (1927–2001), deutscher Architekt
- Kampmann, Wolf (* 1962), deutscher Musikjournalist
- Kampmann-Freund, Johanna (1888–1940), österreichische Malerin und Grafikerin
- Kampmann-Tennstedt, Cornelia-Angelika (1945–2025), deutsche Kostümbildnerin

#### Kampo
- Kampol Pathomakkakul (* 1992), thailändischer Fußballspieler
- Kampon Krobyoo (* 1989), thailändischer Fußballspieler
- Kampouris, Elena (* 1997), US-amerikanische Schauspielerin
- Kampowski, Stephan (* 1972), deutscher Anthropologe
- Kampowsky, Ute Katharina (* 1979), deutsche Schauspielerin

#### Kampp
- Kamppuri, Hannu (* 1957), finnischer Eishockeytorwart

#### Kampr
- Kamprad, Friedrich (1939–2008), deutscher Radiologe
- Kamprad, Ingvar (1926–2018), schwedischer Unternehmer, Gründer von IKEAIngvar Kamprad (1926–2018)

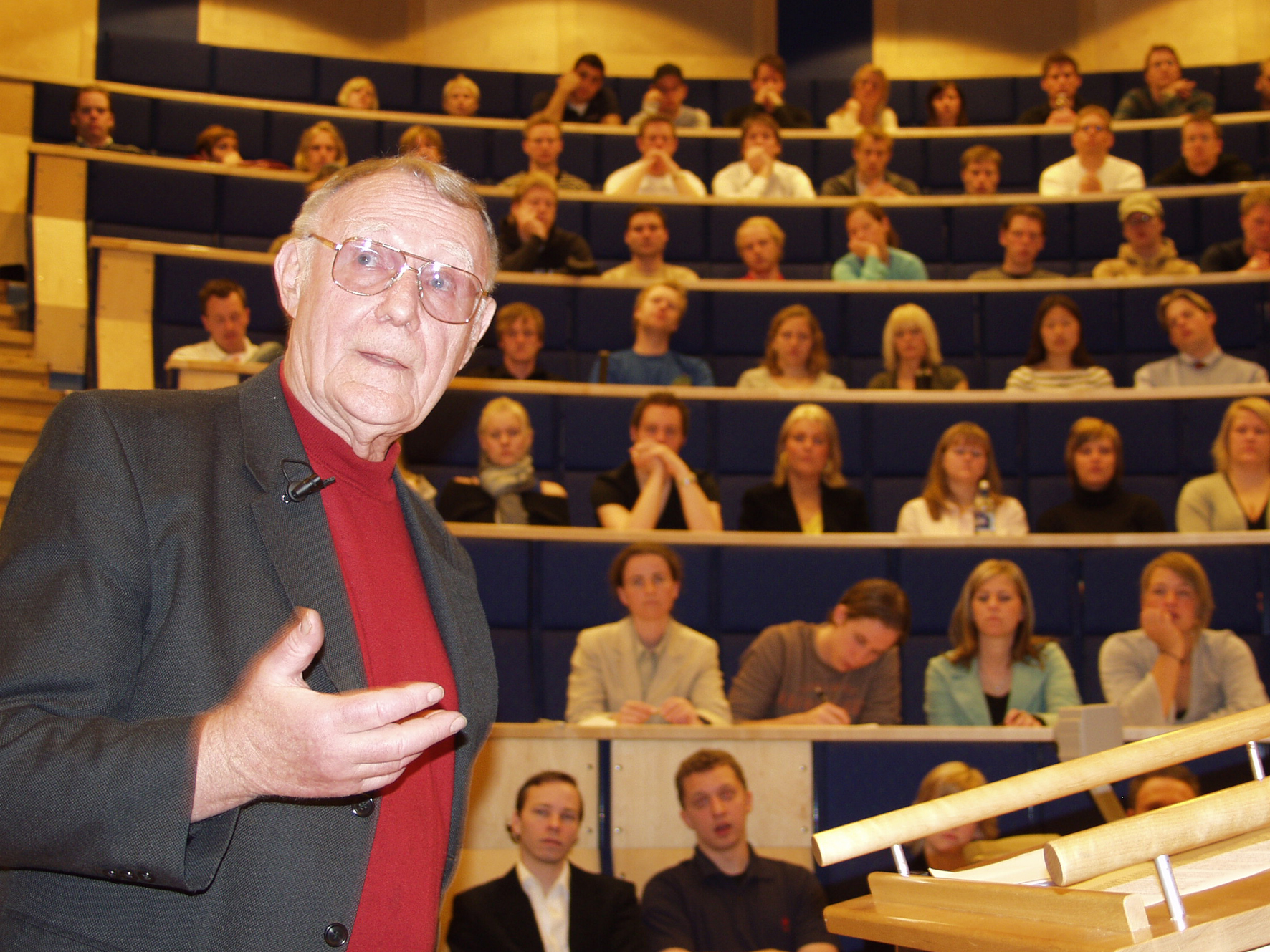
Ingvar Kamprad (1926–2018)

- Kamprad, Johann (1678–1764), Handwerksmeister, Ratsherr und Chronist
- Kamprad, Klaus-Jürgen (* 1962), deutscher Musikwissenschaftler, Verleger, Musikproduzent und Herausgeber
- Kamprad, Mathias (* 1969), schweizerisch-schwedischer Manager
- Kamprath, Franz (1871–1952), Weihbischof in Wien

#### Kamps
- Kamps, Gülcan (* 1982), deutsche Fernsehmoderatorin und SchauspielerinGülcan Kamps (* 1982)

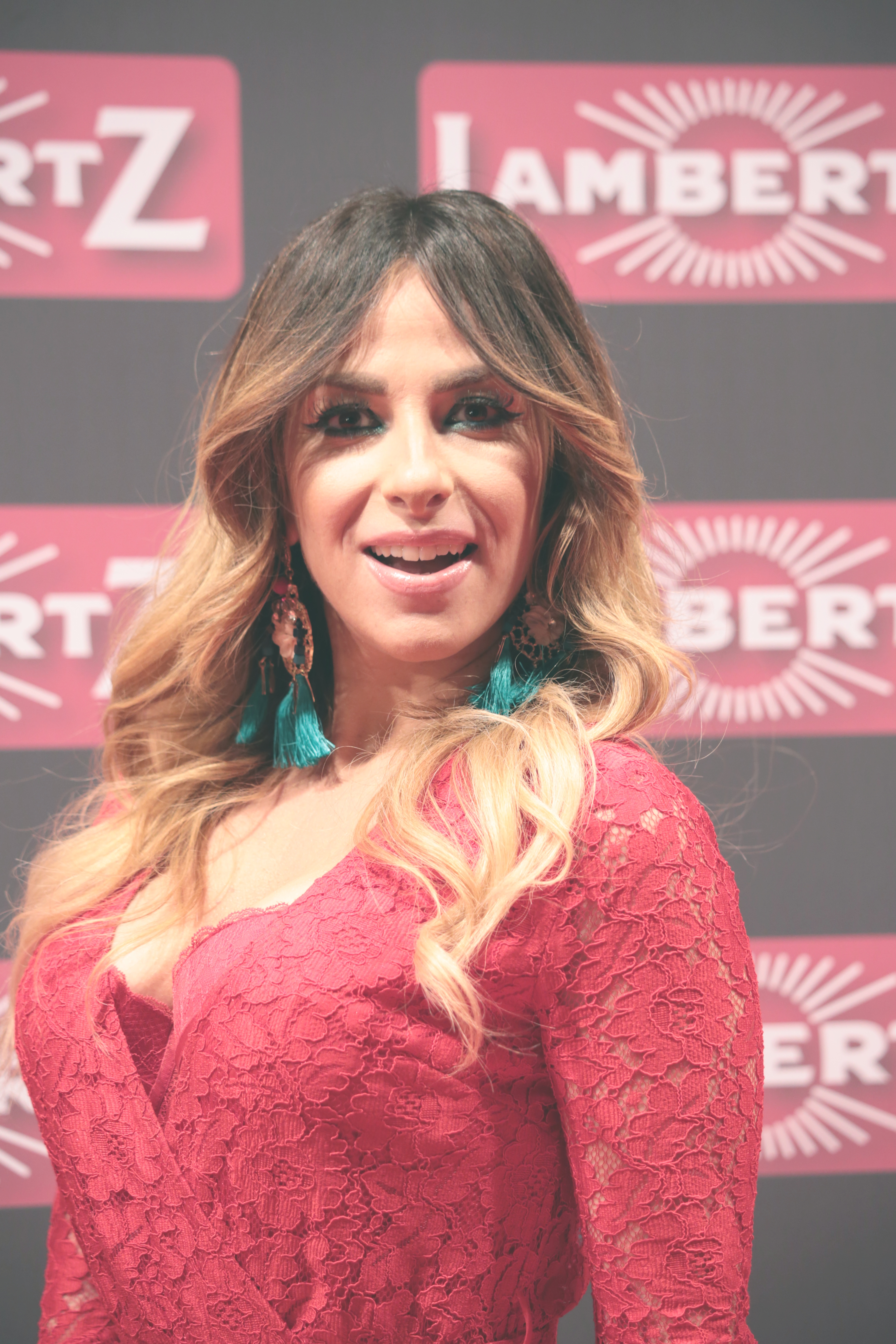
Gülcan Kamps (* 1982)

- Kamps, Hans-Bernd (* 1958), deutscher Unternehmer und Automobilrennfahrer
- Kamps, Heiner (* 1955), deutscher Unternehmer
- Kamps, Heinrich (1896–1954), deutscher Maler und Hochschullehrer
- Kamps, Johann (1890–1943), deutscher Architekt
- Kamps, Klaus Heiner (1941–2019), deutscher Mathematiker
- Kamps, Marit (* 2001), niederländische Judoka
- Kamps, Otto (* 1895), deutscher Politiker (LDPD), MdV und Minister
- Kamps, Philipp (* 1966), deutscher Architekt und Hochschullehrer
- Kamps, Rudolf (1885–1974), deutscher Verwaltungsbeamter und Politiker (NSDAP), Minister
- Kamps, Udo (* 1959), deutscher Mathematiker und Statistiker
- Kamps, Uwe (* 1964), deutscher Fußballspieler
- Kampschreur, Jeroen (* 1999), niederländischer Para-Sportler
- Kampschulte, Anton (1876–1945), deutscher Politiker (Zentrum), MdR
- Kampschulte, Franz Wilhelm (1831–1872), deutscher Historiker
- Kampschulte, Heinrich (1823–1878), deutscher römisch-katholischer Priester, Historiker, Politiker (Zentrum)

#### Kampt
- Kamptz, August Ernst von (1757–1817), preußischer Generalmajor, Kommandant der Festung Cosel
- Kamptz, Carl Albert von (1808–1870), deutscher Verwaltungsjurist und preußischer Diplomat
- Kamptz, Fritz von (1866–1938), deutscher Maler
- Kamptz, Gerhard von (1902–1998), deutscher, hochdekorierter Kapitän zur See der KriegsmarineGerhard von Kamptz (1902–1998)

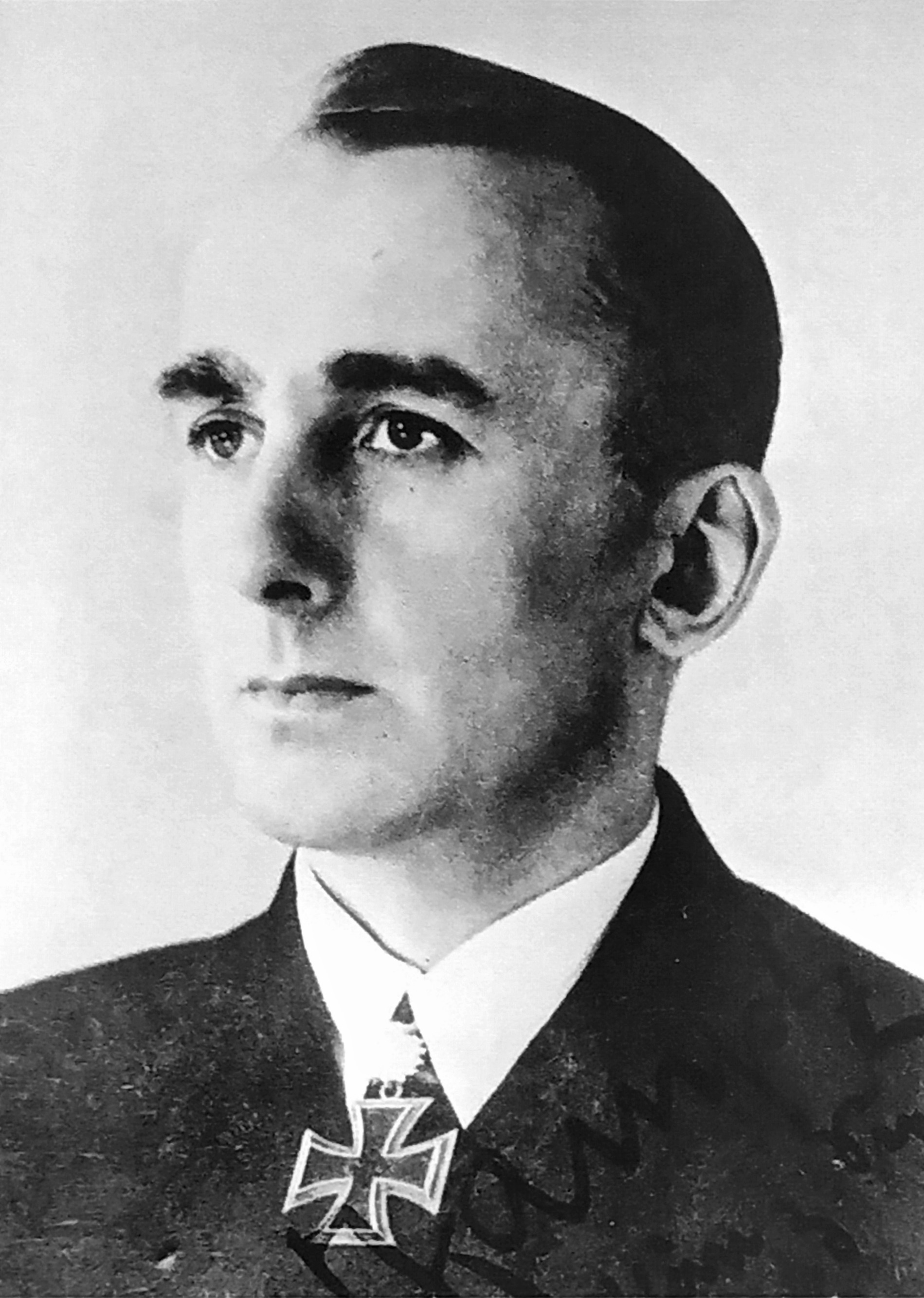
Gerhard von Kamptz (1902–1998)

- Kamptz, Gustav Ernst von († 1823), deutscher Verwaltungsjurist, Botaniker und Entomologe
- Kamptz, Ilse von (1909–2000), deutsche Buchhändlerin, Antiquarin und Galeristin
- Kamptz, Jürgen von (1891–1954), deutscher Offizier, zuletzt SS-Obergruppenführer und General der Polizei im Zweiten Weltkrieg
- Kamptz, Karl Albert von (1769–1849), deutscher Richter; preußischer Staats- und Justizminister
- Kamptz, Ludwig von (1810–1884), preußischer Beamter und Abgeordneter
- Kamptz, Oltwig von (1857–1921), preußischer Generalmajor, Kommandeur der Schutztruppe für Kamerun
- Kamptz, Wilhelm von (1807–1889), preußischer Generalmajor

#### Kampu
- Kampus, Doris (* 1967), österreichische Politikerin (SPÖ), Landesrätin Steiermark
- Kampus, Manuel (* 1984), Schweizer Politiker (GP)
- Kampusch, Natascha (* 1988), österreichisches EntführungsopferNatascha Kampusch (* 1988)

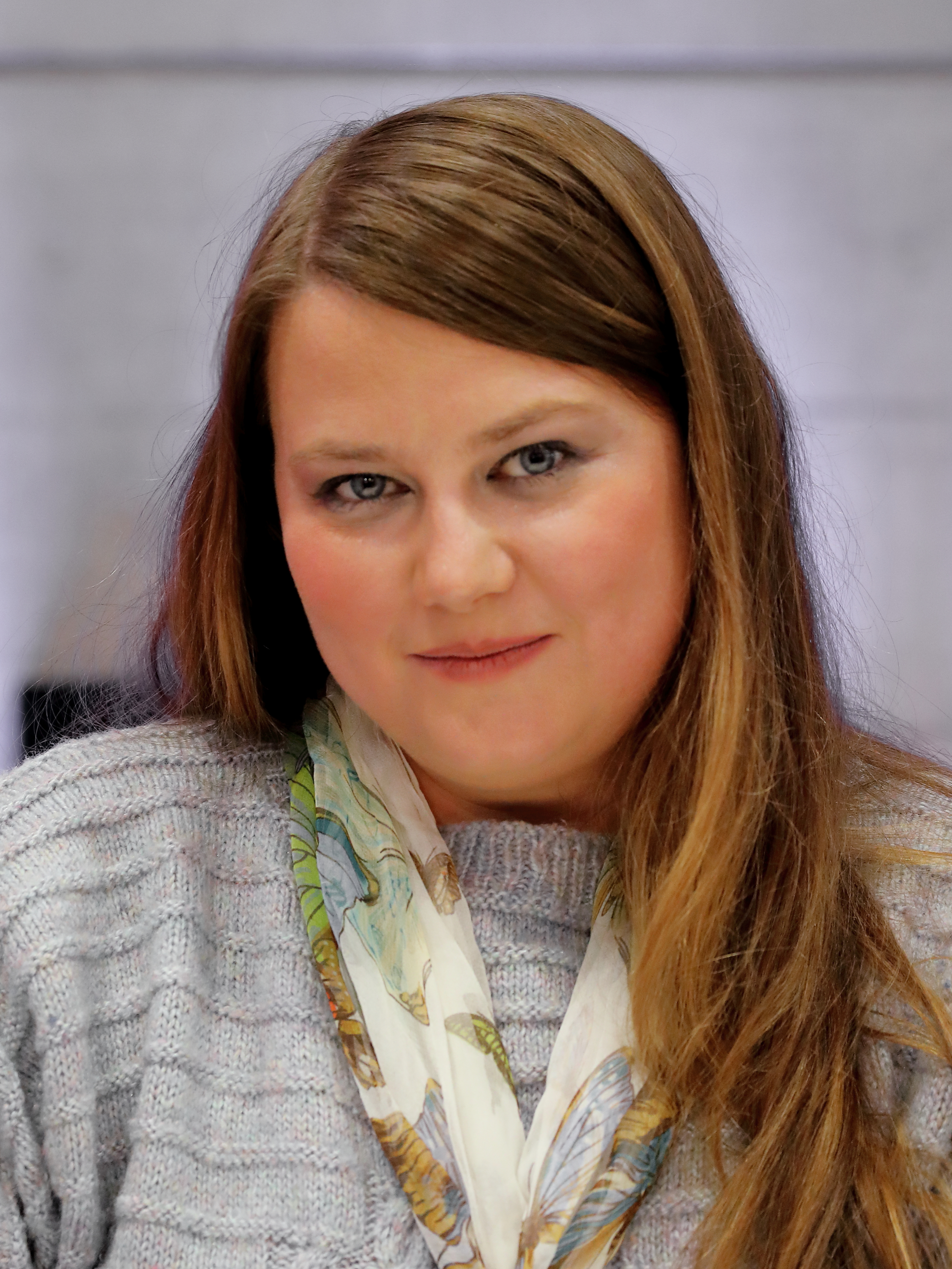
Natascha Kampusch (* 1988)

#### Kampw
- Kampwirth, Jan-Peter (* 1974), deutscher Schauspieler
- Kampwirth, Stephan (* 1967), deutscher Schauspieler

#### Kampy
- Kampyongo, Stephen (* 1972), sambischer Politiker

### Kamr
- Kamrad (* 1997), deutscher Singer-Songwriter
- Kamrad, Gertrud (1926–1986), deutsche Sportjournalistin
- Kamrad, Markus (* 1971), deutscher politischer Beamter (Bündnis 90/Die Grünen)
- Kamran Mirza (1509–1557), Halbbruder des Großmoguln Humayun
- Kamran Mirza (1856–1929), iranischer Kadscharenprinz, Gouverneur von Teheran, Chorasan (1916–1917), Kriegsminister (1906–1908), Irans Premierminister (1909)
- Kamran, Akmal (* 1982), pakistanischer Cricketspieler
- Kamran, Masoud (* 1999), iranischer Hürdenläufer
- Kamran, Niky (* 1959), belgisch-kanadischer Mathematiker
- Kamrani, Mehdi (* 1982), iranischer Basketballspieler
- Kamrath, Wilmo (1908–1989), deutscher Tänzer und Choreograf
- Kamrau, Britta (* 1979), deutsche Schwimmerin

### Kams
- Kams, Gert (* 1985), estnischer Fußballspieler
- Kams, Hans-Dietrich (* 1938), deutscher Brigadegeneral des Heeres der Bundeswehr
- Kamsen, Reinhold (1871–1952), estnischer Dichter und Kinderbuchautor
- Kamsetzer, Johann Christian (1753–1795), deutsch-polnischer Architekt und Innendekorateur des Klassizismus
- Kamsky, Gata (* 1974), US-amerikanischer Schachgroßmeister mit tatarisch-russischen Wurzeln
- Kamstra, Petra (* 1974), niederländische Tennisspielerin

### Kamt
- Kamtekar, Rachana (* 1965), US-amerikanische Philosophiehistorikerin
- Kamto, Maurice (* 1954), kamerunischer Jurist, Politiker und HochschullehrerMaurice Kamto (* 1954)

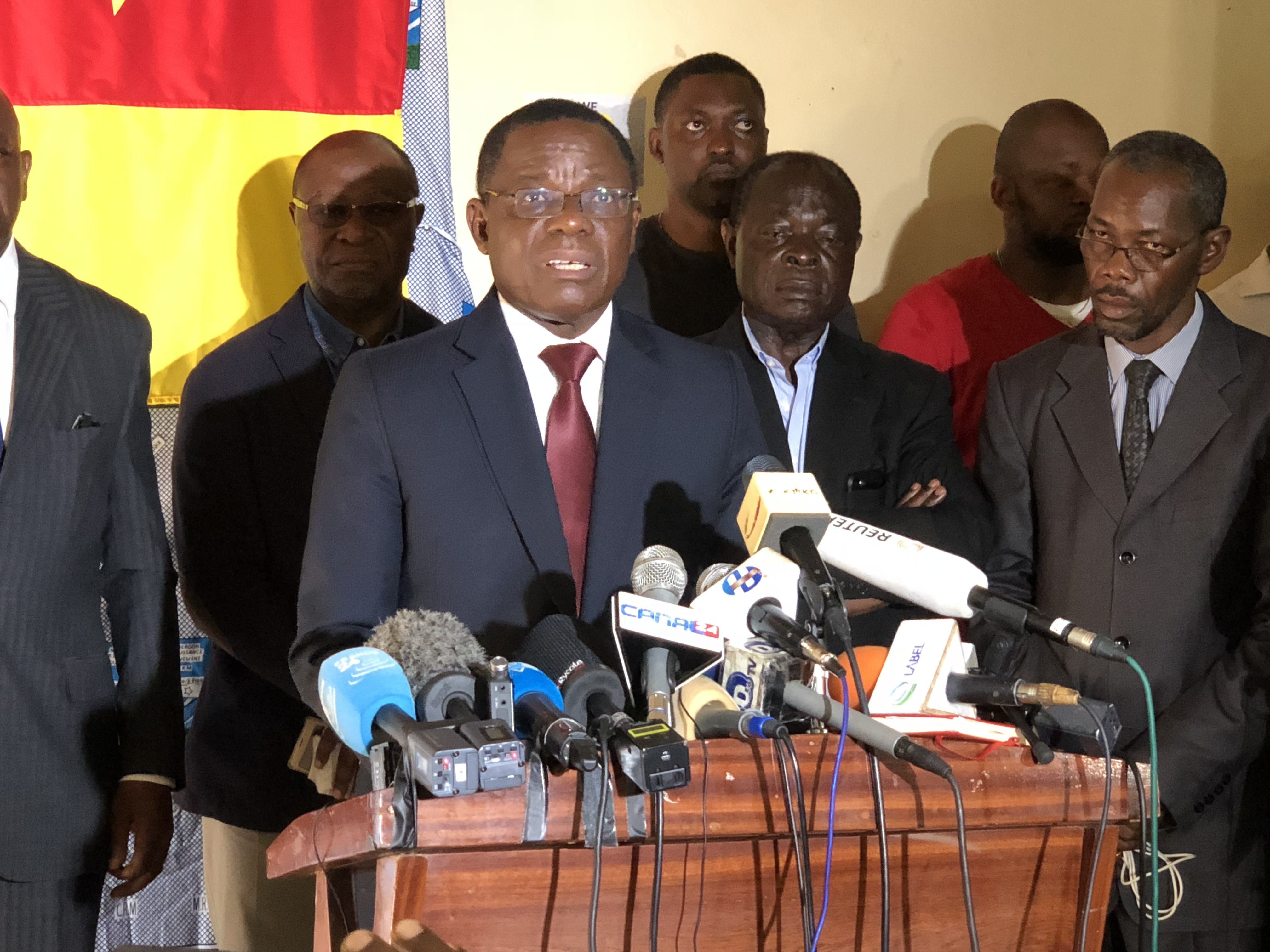
Maurice Kamto (* 1954)

- Kamtschaty, Iwan Iwanowitsch, russischer Forschungsreisender
- Kämtz, Ludwig Friedrich (1801–1867), deutscher Physiker und Meteorologe

### Kamu
- Kamu, Okko (* 1946), finnischer Dirigent
- Kamuca, Richie (1930–1977), US-amerikanischer Jazzsaxophonist
- Kamuchanga Alice, Beatrice (* 1997), kongolesische Leichtathletin
- Kamulya, Grigoriy (* 1989), usbekischer Kugelstoßer
- Kamungeremu, Dickson (* 1989), simbabwischer Leichtathlet
- Kamura, Isota (1897–1933), japanischer Schriftsteller
- Kamura, Takeshi (* 1990), japanischer Badmintonspieler
- Kamusella, Tomasz (* 1967), polnischer Gelehrter
- Kamut, Moses (* 1982), vanuatuischer Leichtathlet
- Kamuti, Jenő (* 1937), ungarischer Florettfechter

### Kamw
- Kamwelwe, Isack Aloyce (* 1956), tansanischer Politiker
- Kamwenho, Zacarias (* 1934), angolanischer Geistlicher, emeritierter römisch-katholischer Erzbischof von Lubango und Friedensaktivist
- Kamwi, Richard (* 1950), namibischer Politiker
- Kamworor, Geoffrey (* 1992), kenianischer LangstreckenläuferGeoffrey Kamworor (* 1992)

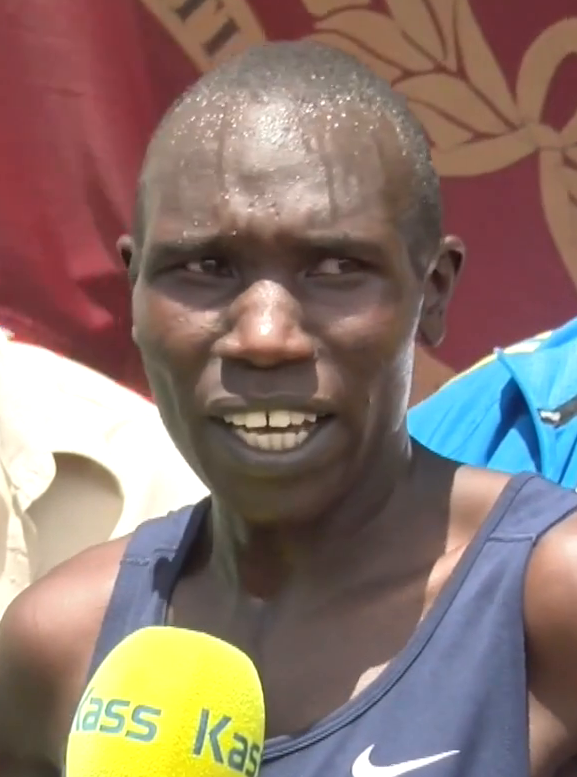
Geoffrey Kamworor (* 1992)

### Kamy
- Kamy, David (1911–1943), Widerstandskämpfer gegen den Nationalsozialismus
- Kamyschew, Ilja Wladislawowitsch (* 1997), russischer Fußballspieler
- Kamyschewa-Jelpatjewskaja, Wera Grigorjewna (1901–1993), sowjetische bzw. russische Paläontologin und Hochschullehrerin
- Kamyschin, Oleksandr (* 1984), ukrainischer Geschäftsführer
- Kamyuka, John (* 1989), botswanischer Schwimmer

### Kamz
- Kamzelak, Roland S. (1961–2023), deutscher Literaturwissenschaftler und Editionsphilologe